# Предохранитель (часть оружия)

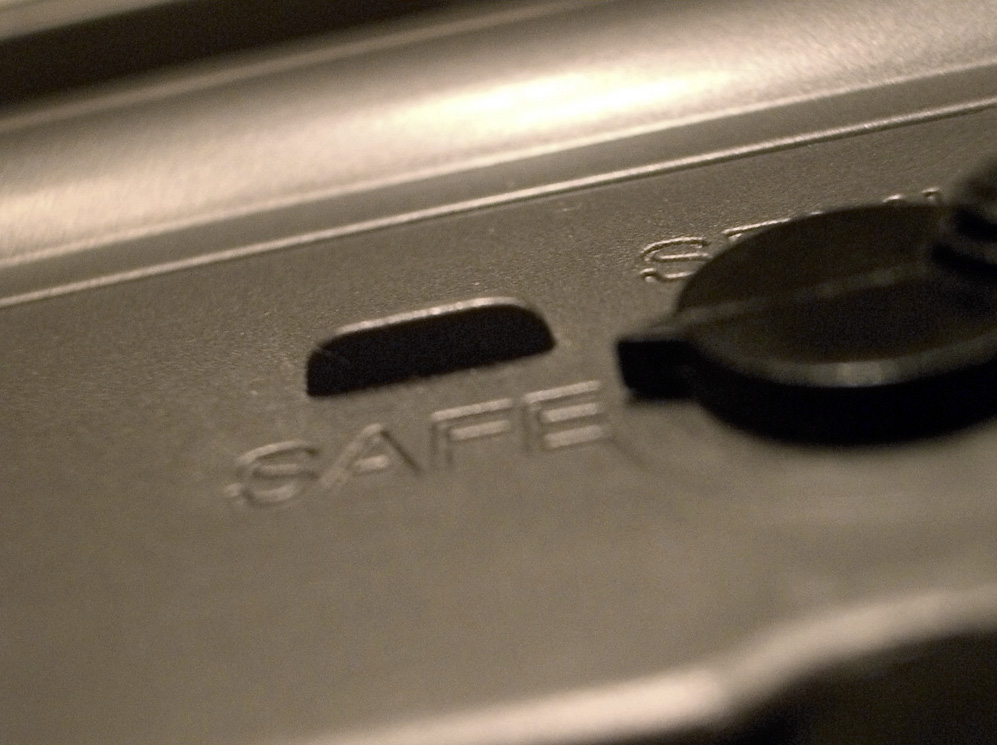
Предохранитель на автоматической винтовке М16

Предохрани́тель — устройство в огнестрельном оружии, предотвращающее случайный выстрел.
Предохранитель во включённом состоянии может препятствовать движению ударника, курка, шептала, спускового крючка, затвора или одновременно нескольких из этих деталей. В ряде образцов оружия при включении предохранителя происходит также безопасный (без выстрела) спуск с боевого взвода. В более широком смысле предохранительную функцию в огнестрельном оружии несут те конструктивные элементы устройства, которые помогают пользователю следовать практике безопасного обращения с оружием (например, складывающийся спусковой крючок или индикаторы патрона в патроннике). В общеупотребительном смысле — устройства, предохраняющие оружие или боеприпас любого типа (гранату, бомбу, мину, боеголовку и тому подобное) от случайного или преждевременного срабатывания.

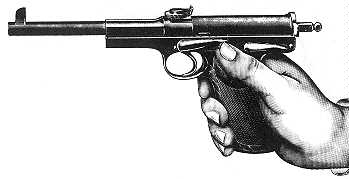
Заряженный пистолет Шварцлозе образца 1898 года. Задняя оконечность ударника также служит индикатором взведённого ударника

## История

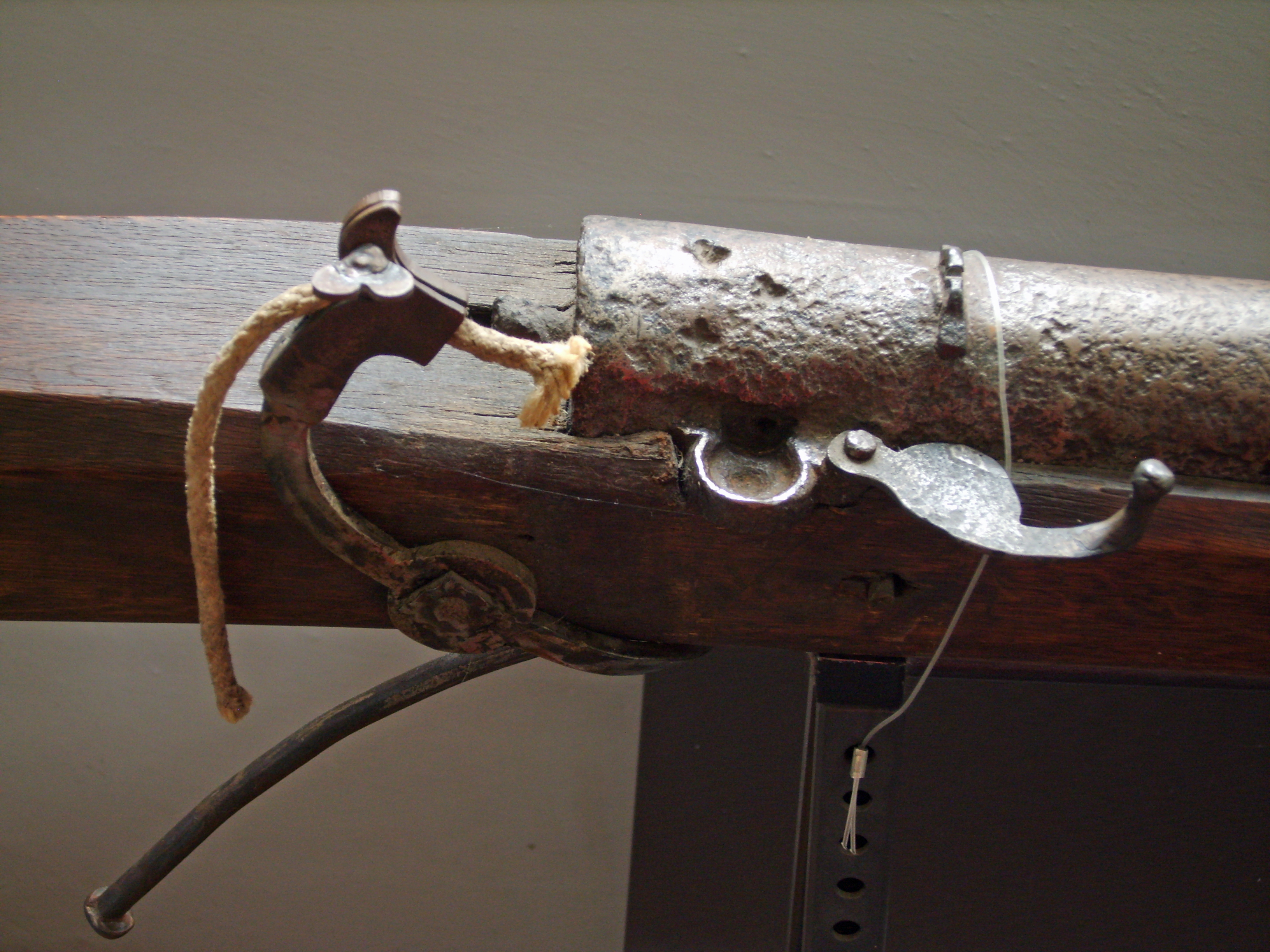
Фитильный замок с серпентином. Крышка затравочной полки также могла защитить от случайного выстрела

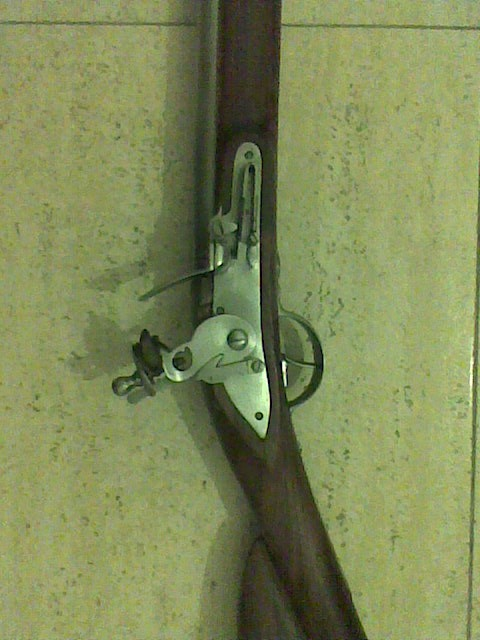
Предохранительный взвод курка

Идея предохранения огнестрельного оружия от случайного выстрела существует с давних времён. Ещё оружие с фитильными замками имело крышку над полкой, которая могла закрываться так, что при случайном спуске курка фитиль не воспламенял затравочный порох.

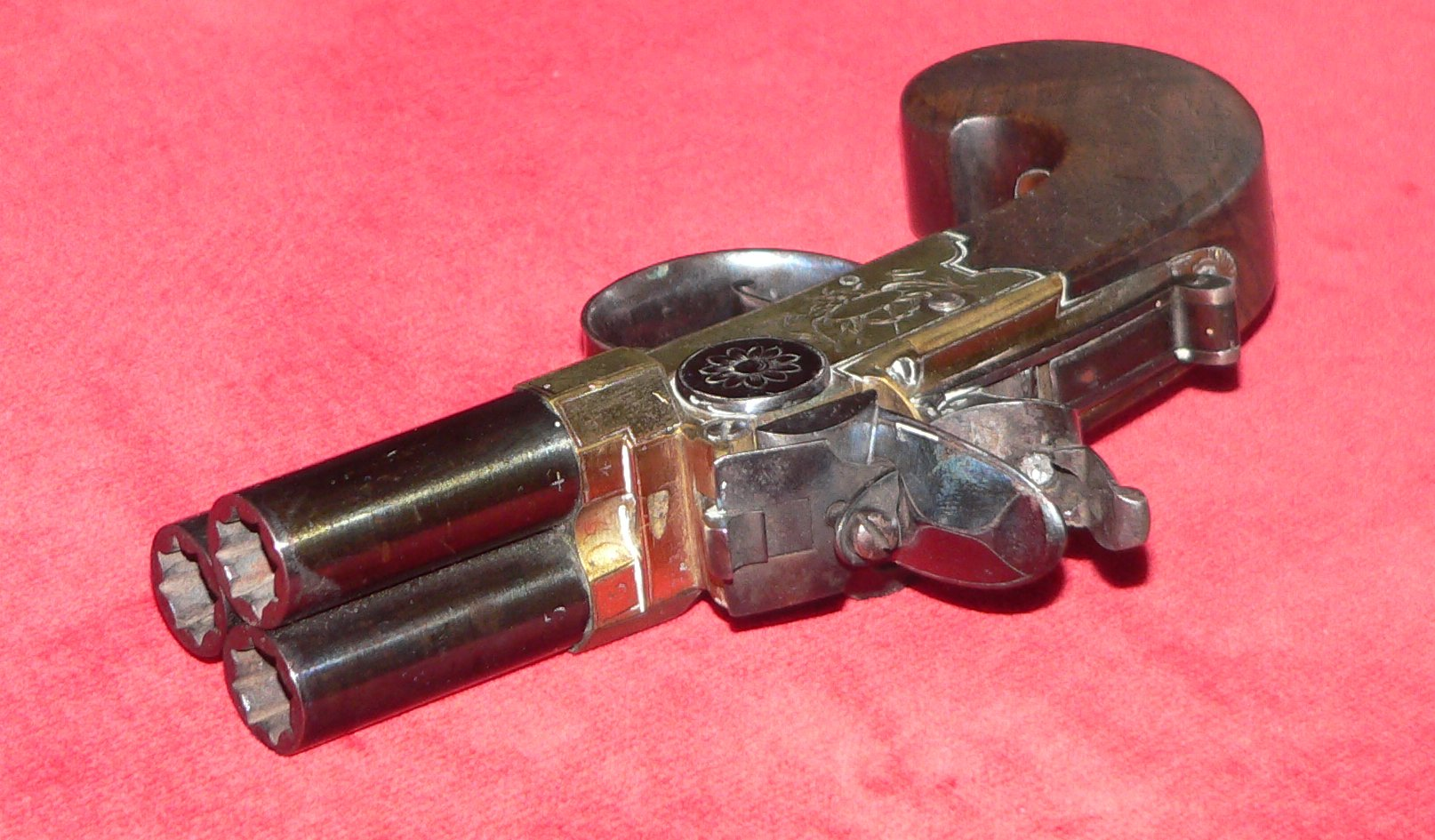
Терцероль имеет предохранитель в виде движка предотвращающий взведение курка

На ударно-кремнёвых замках со временем появился предохранительный взвод курка, или полувзвод: стрелок взводил курок до половины, при этом шептало спускового механизма попадало в глубокий поперечный вырез лодыжки курка, блокировав спусковой крючок. Для выстрела курок нужно было взвести на боевой взвод, при этом шептало входило во второй, менее глубокий вырез боевого взвода, с которого курок уже мог быть спущен нажатием на спусковой крючок.
Первые предохранительные устройства в их современном виде появились ещё при ударно-кремнёвых и даже колесцовых замках. На дорогих кремнёвых охотничьих ружьях и винтовках имелся предохранитель в виде расположенного на замочной доске позади курка движка, который в переднем положении фиксировал курок на полувзводе так, что тот не мог быть не только спущен, но и взведён на боевой взвод. Это обеспечивало полную безопасность при ношении заряженного оружия. У колесцового замка предохранитель обычно имел вид расположенного в задней части замочной доски флажка, который в заднем положении не давал спустить взведённый курок, блокируя шептало. Такой же предохранитель могли иметь и наиболее дорогие варианты фитильных замков.
Современные предохранители действуют по схожему общему принципу, но часто способны блокировать не только взведённый, но и спущенный курок, а также другие детали спускового механизма или даже сам затвор, могут обеспечивать безопасный спуск курка при постановке оружия на предохранение.
В некоторых современных пистолетах и револьверах существует встроенный замок, фиксирующий оружие в безопасном положении и отпираемый специальным ключом.

## Стрелковое оружие

### Предназначение и классификация

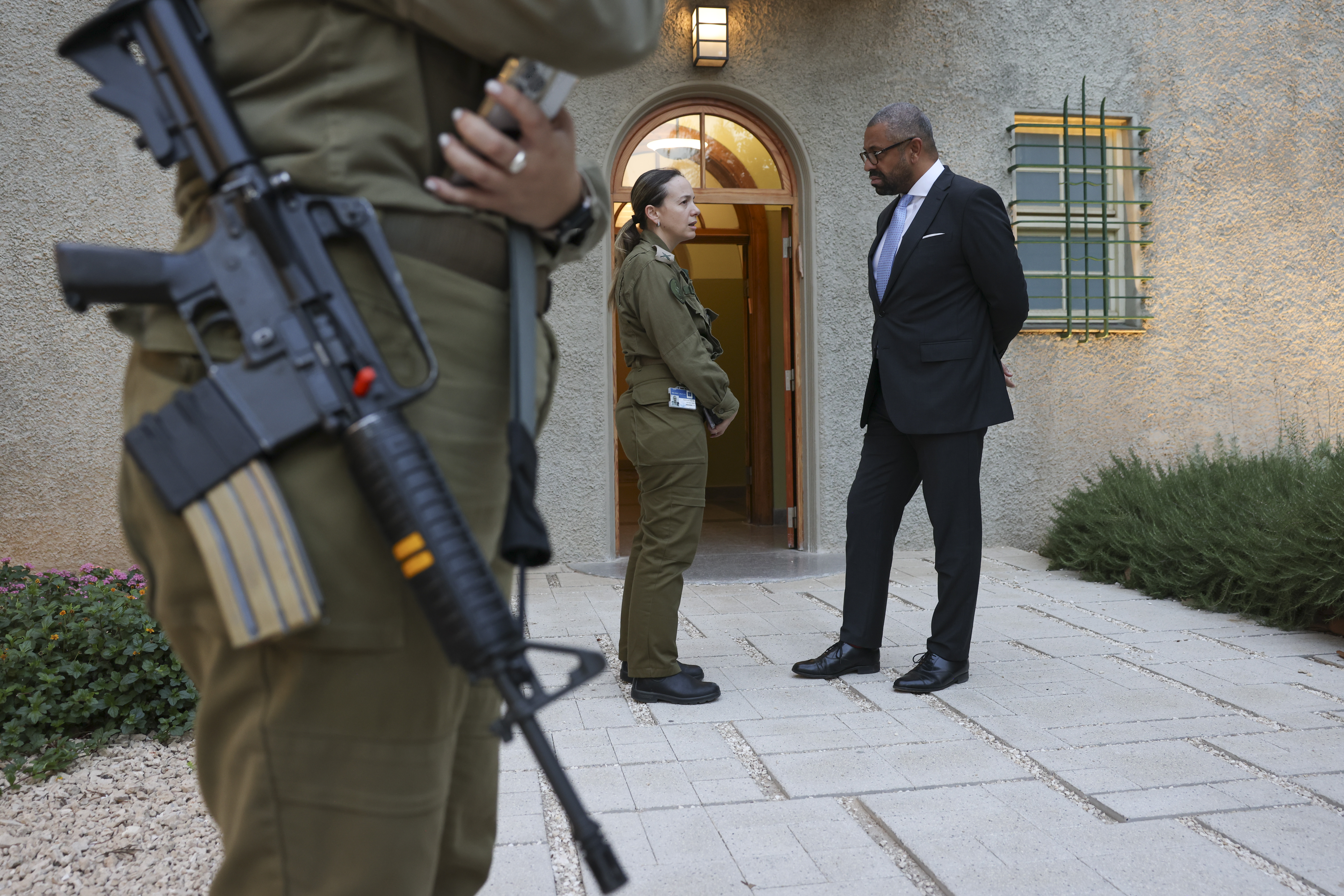
Военнослужащий с автоматом, оборудованным дополнительными устройствами для безопасной переноски. Видны: устройство для фиксации магазина в позиции «не вставлен» и указатель патронника, занятого инертным имитатором патрона

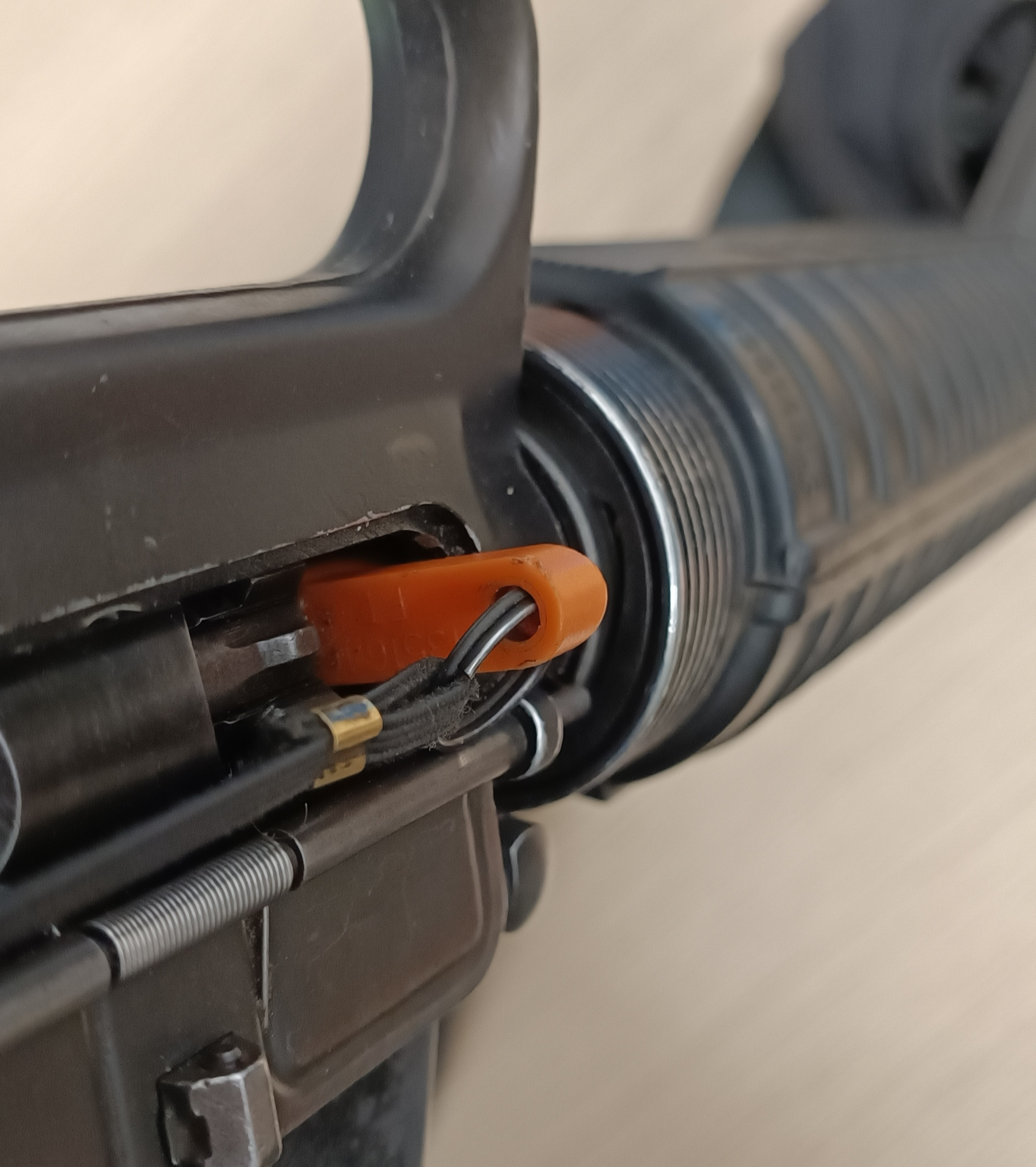
Указатель патронника, занятого инертным имитатором патрона

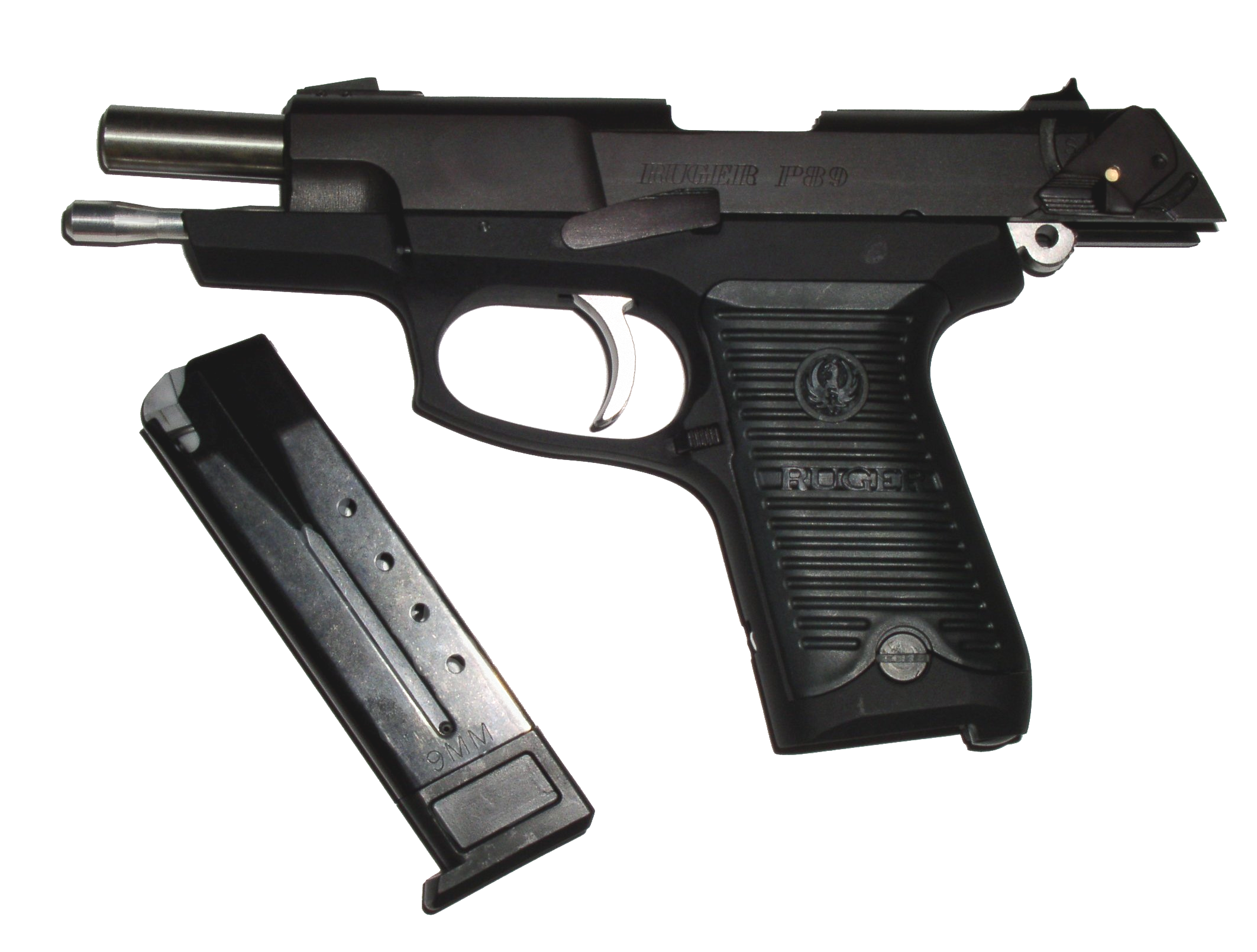
Пистолет, оборудованный затворной задержкой в положении: «затвор открыт, магазин вынут» может считаться полностью безопасным для обращения (если, конечно, патронник проверен на наличие в нём патрона). Ruger P89 с затвором, зафиксированным в заднем положении, рычаг затворной задержки виден над спусковым крючком

Предохранители обычно используются в ударно-спусковых механизмах оружия, предохраняя их от случайного выстрела, выстрела при не полностью закрытом затворе, выстрела из-за перегрева, двойного заряжания, а также загрязнения механизма (что может привести к непреднамеренному накалыванию капсюля патрона) и повреждения.
Предохранители разделены на подгруппы, а именно внутренние, к которым у пользователя оружия в собранном состоянии нет доступа (иногда их также называют пассивными), внешние (активные), позволяющие пользователю контролировать их, перемещая штифт в положение «включено» или «выключено», а также автоматические и неавтоматические (ручные).
Помимо стандартных предохранителей, иногда встречаются предохранители, которые можно отнести к категории «экзотических».
В отдельную категорию можно отнести индикаторы, которые помогают стрелку визуально или на ощупь определить наличие патрона в патроннике или взведение ударника в бескурковых пистолетах. Иногда их называют «информационными» предохранителями, хотя под узкое определение предохранителя как устройства, отключающего автоматику УСМ, они не подходят. В эту категорию можно отнести, например, открыто расположенные курки в курковых пистолетах.
Наличие предохранительных устройств на огнестрельном оружии не является гарантией безопасности оружия, которое определяется в первую очередь следованием правилам безопасного обращения с оружием.
«Джефф» Купер — эксперт по использованию и истории стрелкового оружия — определял несколько уровней безопасности (которые являются обратной стороной готовности огнестрельного оружия в применению).
Купер обнародовал большинство следующих условий:
- Уровень 4: Патронник пуст, магазин опустошён или отсутствует, курок опущен, предохранитель включён;
- Уровень 3: Патронник пуст, магазин полный, курок опущен, предохранитель включён;
- Уровень 2: Патрон в патроннике, полный магазин на месте, курок опущен, предохранитель включён;
- Уровень 1: Патрон в патроннике, полный магазин на месте, курок взведён, предохранитель включён. Также называется «взведён и заперт» (locked and cocked);
- Уровень 0: Патрон в патроннике, полный магазин на месте, курок взведён, предохранитель снят.

Уровень 0 считается «готовностью к стрельбе»; в результате чего в данном состоянии существует риск случайного или небрежного выстрела.
Если пистолет не предназначен для внезапного применения (то есть используется в относительно безопасной обстановке), особенно безопасным методом ношения может быть использование пистолета с незаряженным патронником. После извлечения пистолета из кобуры его необходимо будет снять с предохранителя и передёрнуть затвор. В начале XX века такой способ ношения оружия был популярен и послужил основанием для разработки конструкций, предназначенных для осуществления передёргивания затвора указательным пальцем руки аналогично выжиманию спускового крючка. Система Витольда Хилевского (или «приспособление Хылевского») и аналогичная ей система пистолета JO.LO.AR. (где вместо передней части предохранительной скобы имеется шарнирно соединённая с кожухом затвора планкa) была популярна в Европе. Главным нововведением в конструкции пистолета «Збройовка Прага модель 21» Вацлава Холека является складывающийся спусковой крючок, который выпадает, как только затвор оттягивается примерно на 2 мм, а также паз для пальца в передней части затвора, позволяющий взводить и таким образом отпускать спусковой крючок одной рукой.
Револьвер Ландстада — пистолет уникальной конструкции, классифицируемый как автоматический револьвер. Пистолет носится с пустым патронником и патрон задвигается в камору, не соосную со стволом. При нажатии на спуск камора проворачивается рычагом, соединённым со спуском, на манер револьвера, в положение, кoгда она соосна стволу, и в этот момент капсюль накалывается ударником.

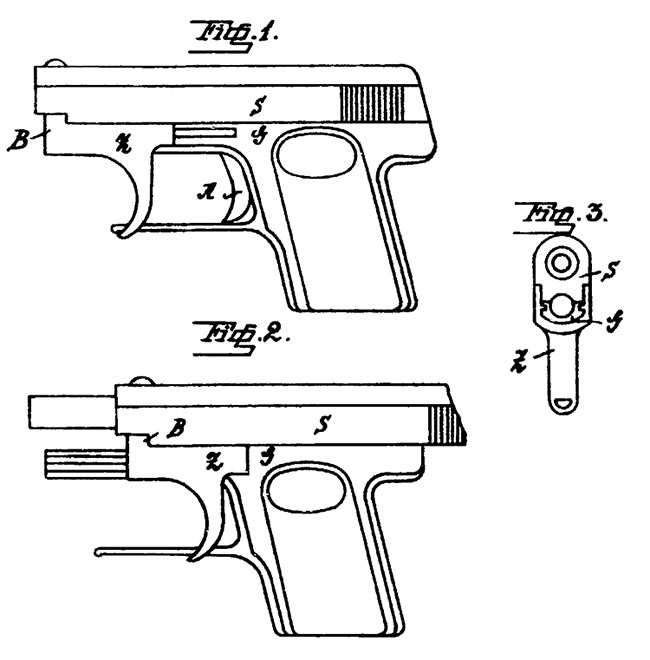
Этот рисунок из первого австрийского патента Витольда Хилевского
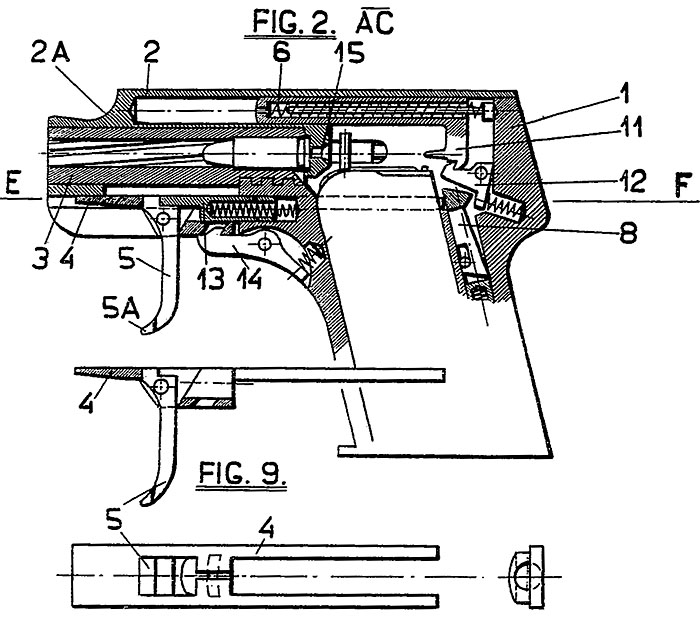
Пистолет «Збройовка Прага Модель 21» (Zbrojovka Praga Model 21). Система Вацлава Холека
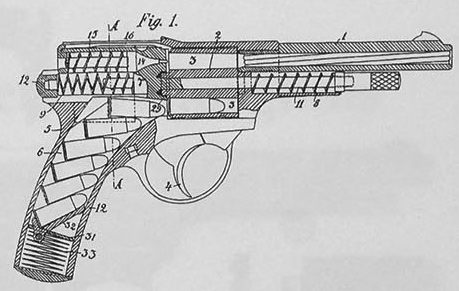
Автоматический револьвер Ландстада

Другим вариантом обеспечения безопасности оружия (на марше) было отключение магазина от нахождения в позиции между патронником и затвором. Это могло быть обеспечено изменением геометрии оружия, например, шарнирно соединённым с корпусом приёмника магазина во французском МАТ-49 или проворачиванием приёмника магазина вокруг продольной оси, как было сделано на ПП Стен. Эта идея была популярна в Европе в первой половине XX века.

МАТ-49. Оружие оснащалось автоматическим предохранителем в рукоятке, а вторым предохранителем представлял собой складной вперёд колодец магазина
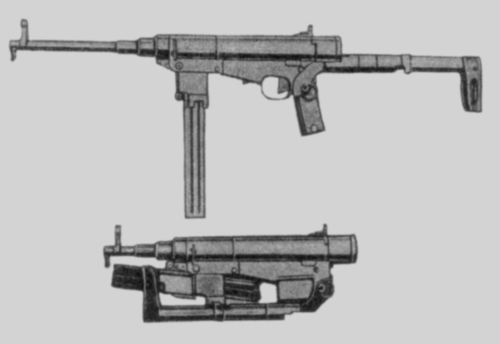
Hotchkiss Type Universal
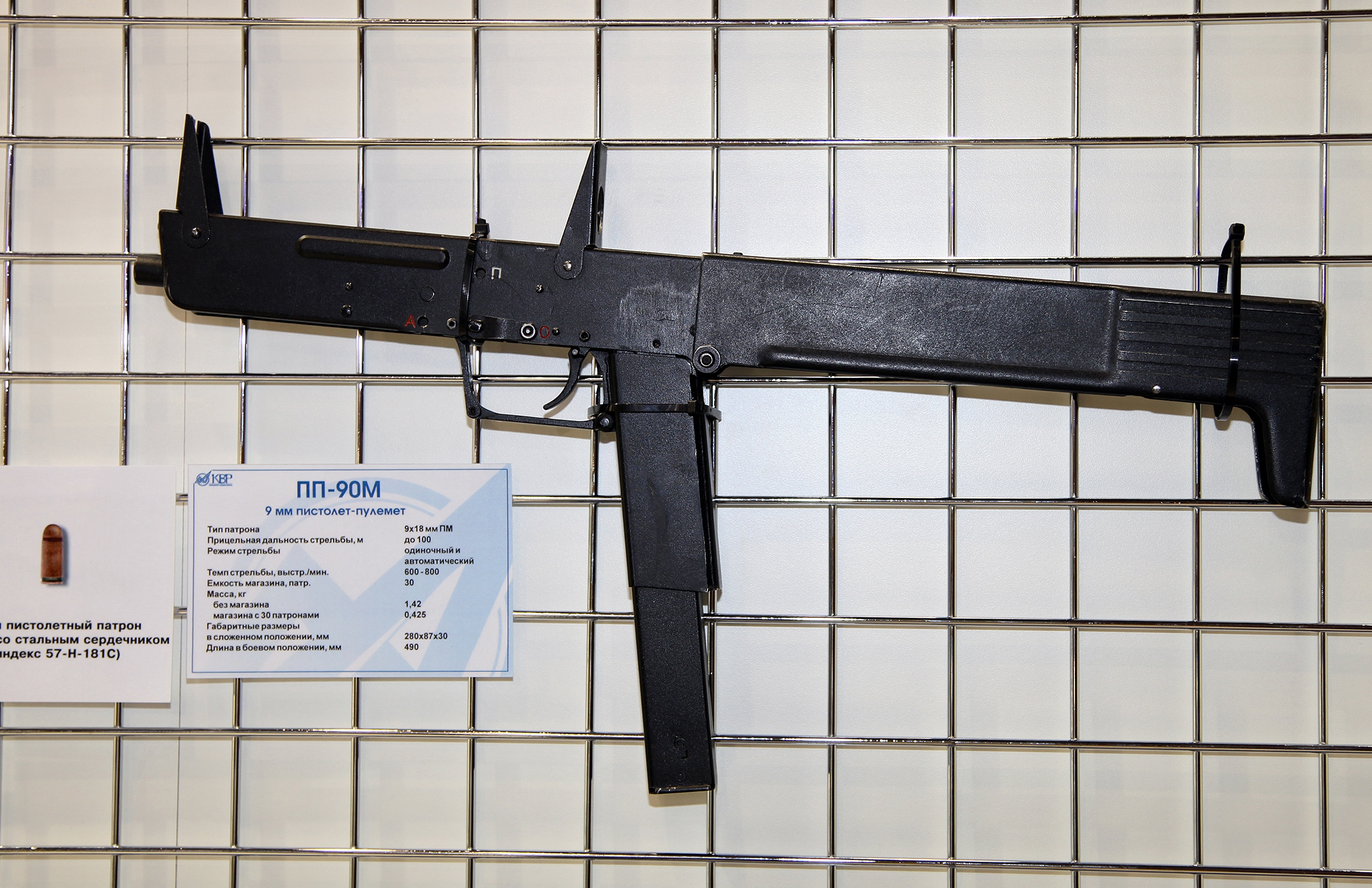
Складной пистолет-пулемёт ПП-90. На этапе проектирования упор был сделан на безопасность при эксплуатации оружия; внутренние механизмы устроены таким образом, чтобы обеспечить невозможность срабатывания огнестрельного оружия в сложенном положении или при не полностью развёрнутом прикладе
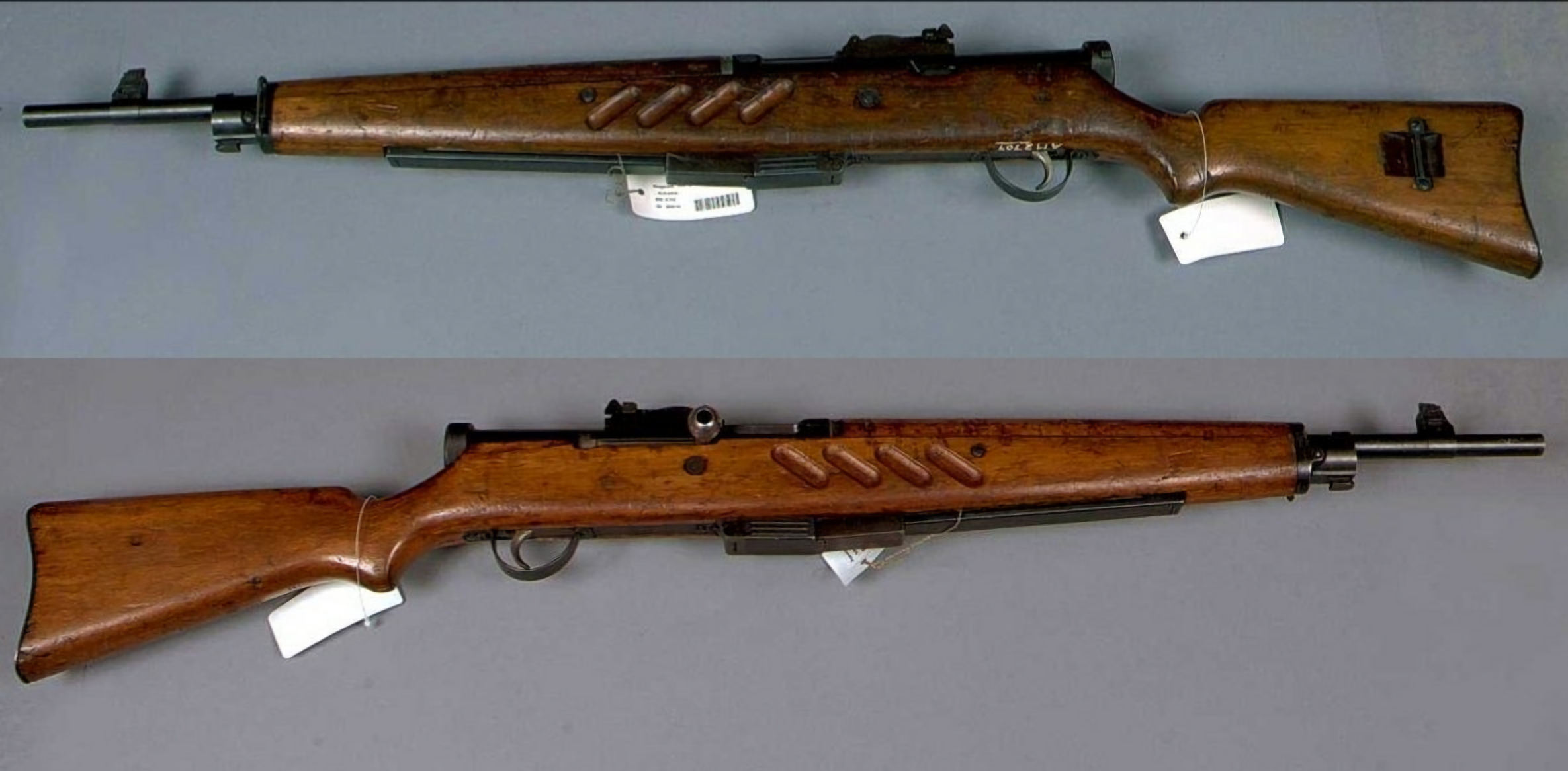
SIG MKMS. Это было первое личное оружие, имевшее складной приёмник для магазина, так что магазин и приёмник для магазина можно было поворачивать горизонтально и хранить внутри деревянного цевья

Другим вариантом отключения магазина был механизм отсечки магазина, популярный в консервативной британской армии в начале XX века. После включения механизма оружие работает как однозарядное и магазин должен использоваться в ближнем бою в случае крайней необходимости. Помимо применения этого механизма в винтовках, он также использовался и в пистолетах Webley Mk. 1 (аналогичную конструкцию отсечки магазина также имеет австрийский карманный пистолет Steyr-Pieper (1909)) и ПП системы Веселы, что означало возможность ношения пистолета с пустым патронником и отключённым магазином.
У пистолета аргентинского производства Zonda с открытым затвором имелся необычный предохранительный механизм, который просто отводит магазин вниз при задействовании ручного предохранителя. Если магазин находится слишком низко для того, чтобы затвор мог захватить патрон, затвор не может ввести патрон в патронник(что напоминало аналогичный механизм винтовки Schmidt-Rubin M1889).

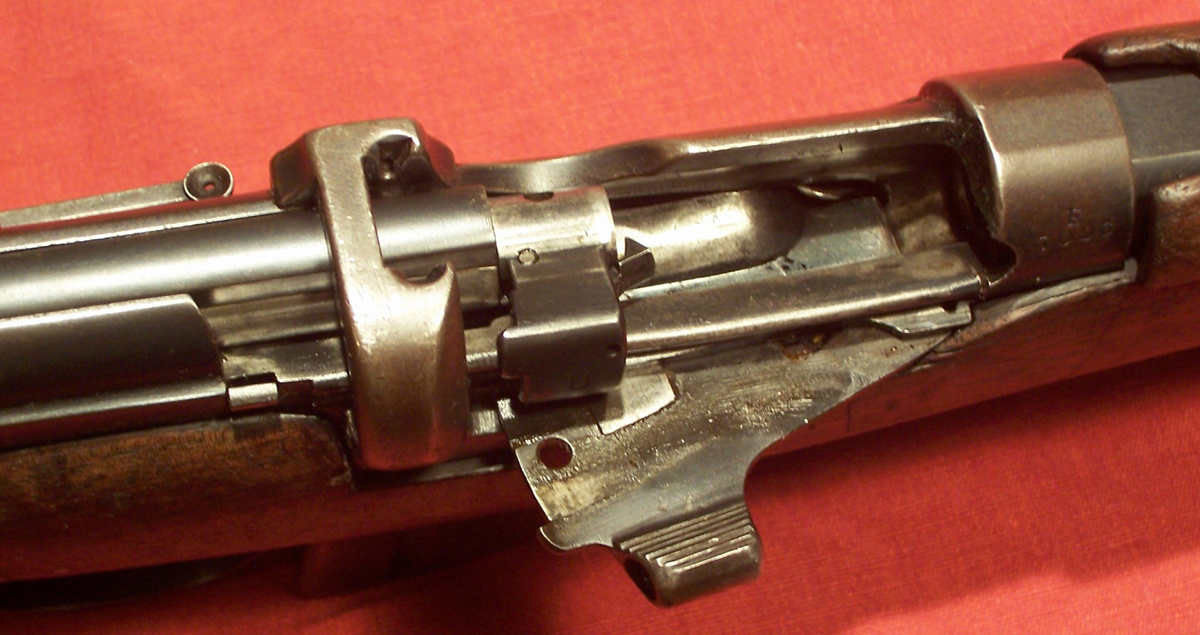
SMLE — отсекатель магазина
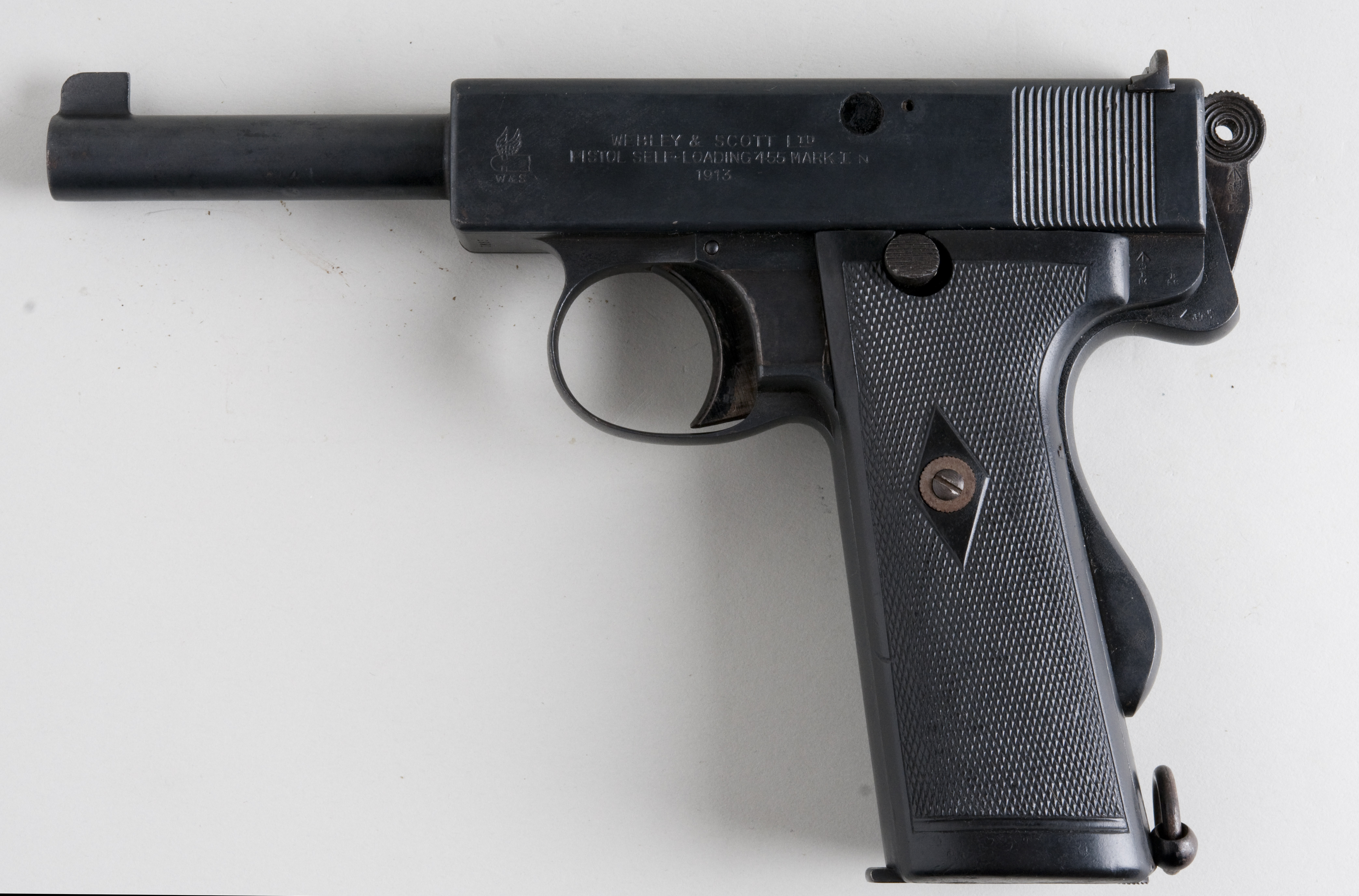
Webley Mk. 1
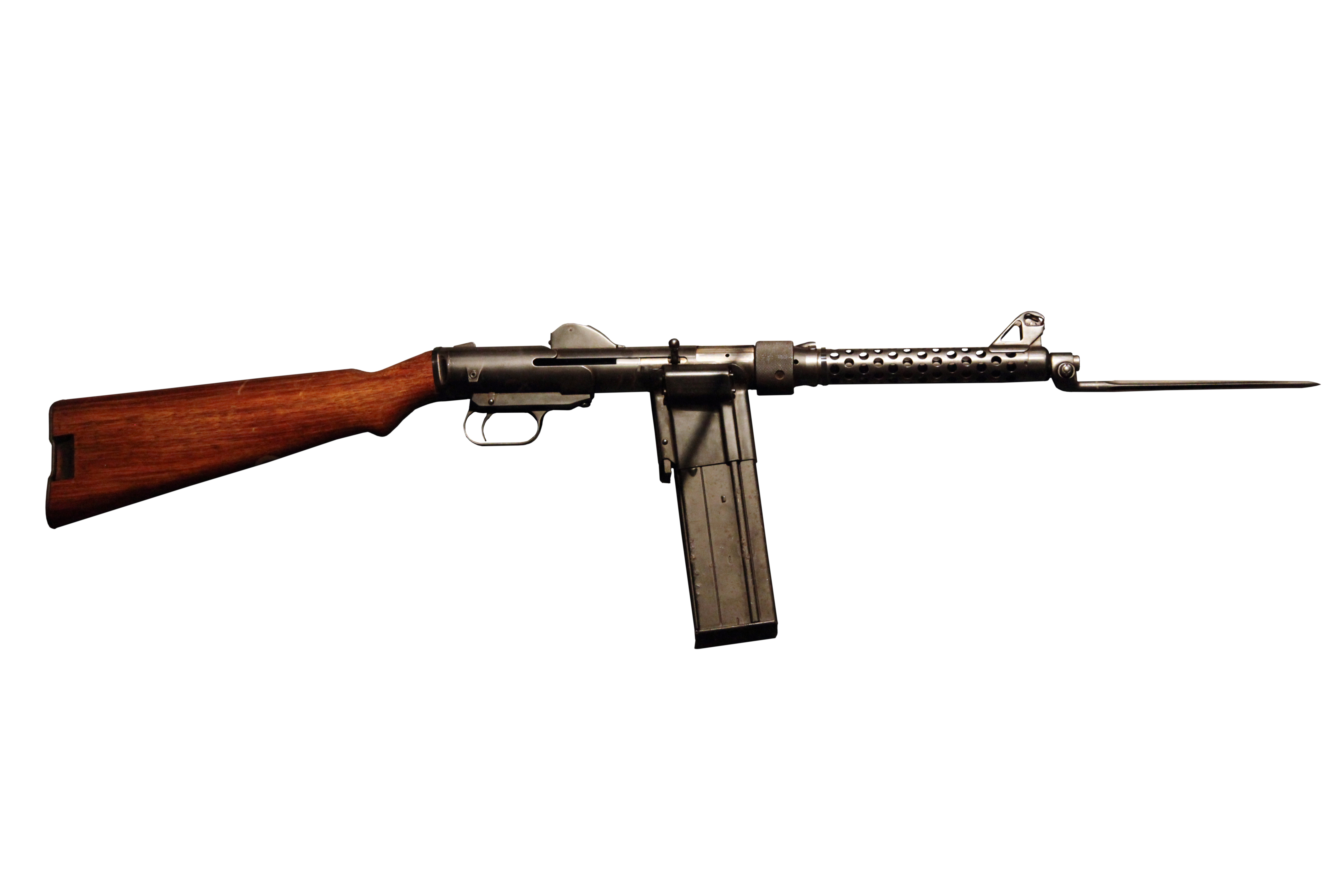
ПП системы Веселы
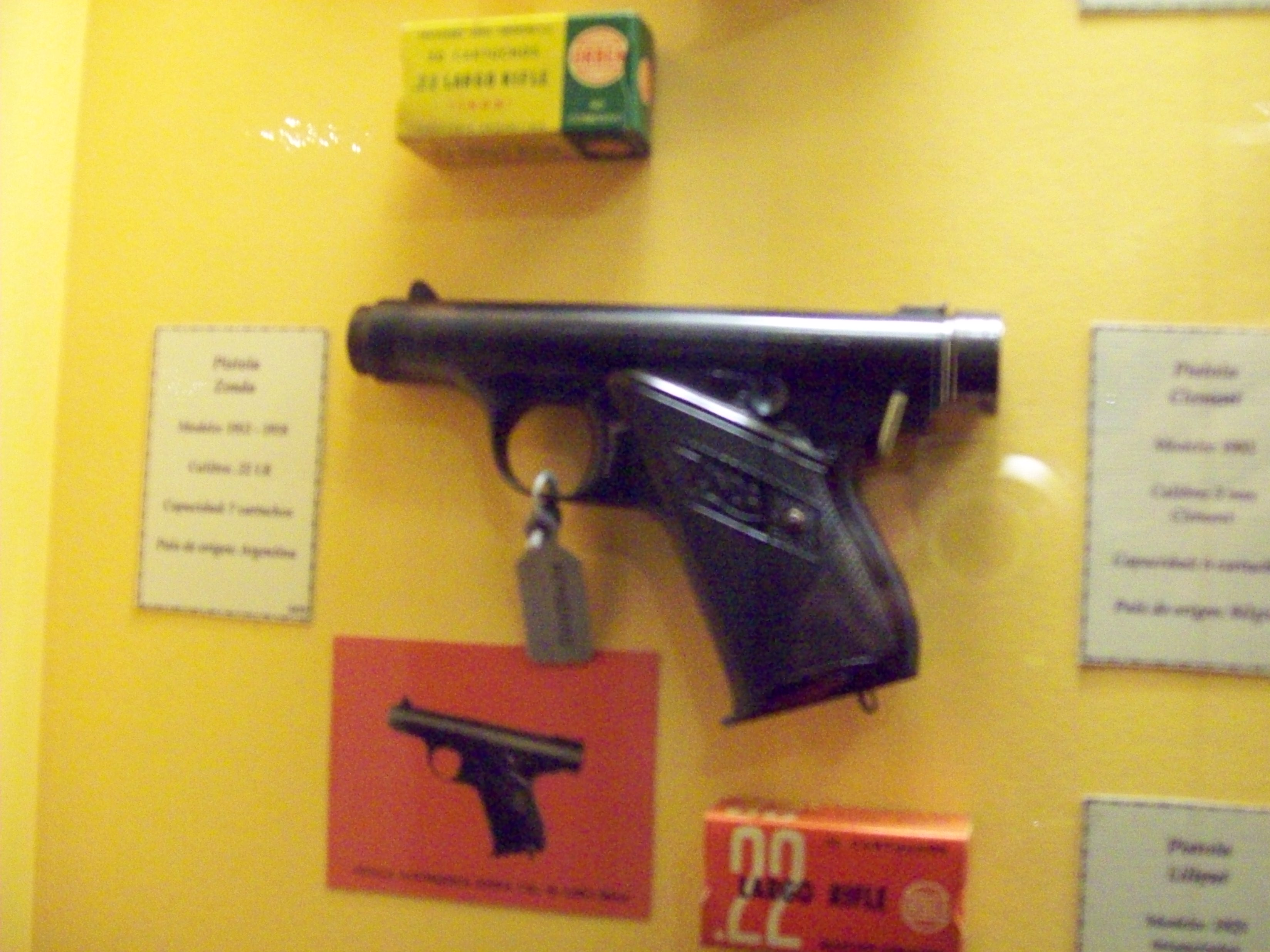
Пистолет Zonda (самозарядный) аргентинского производства.

### Предохранители на пистолетах

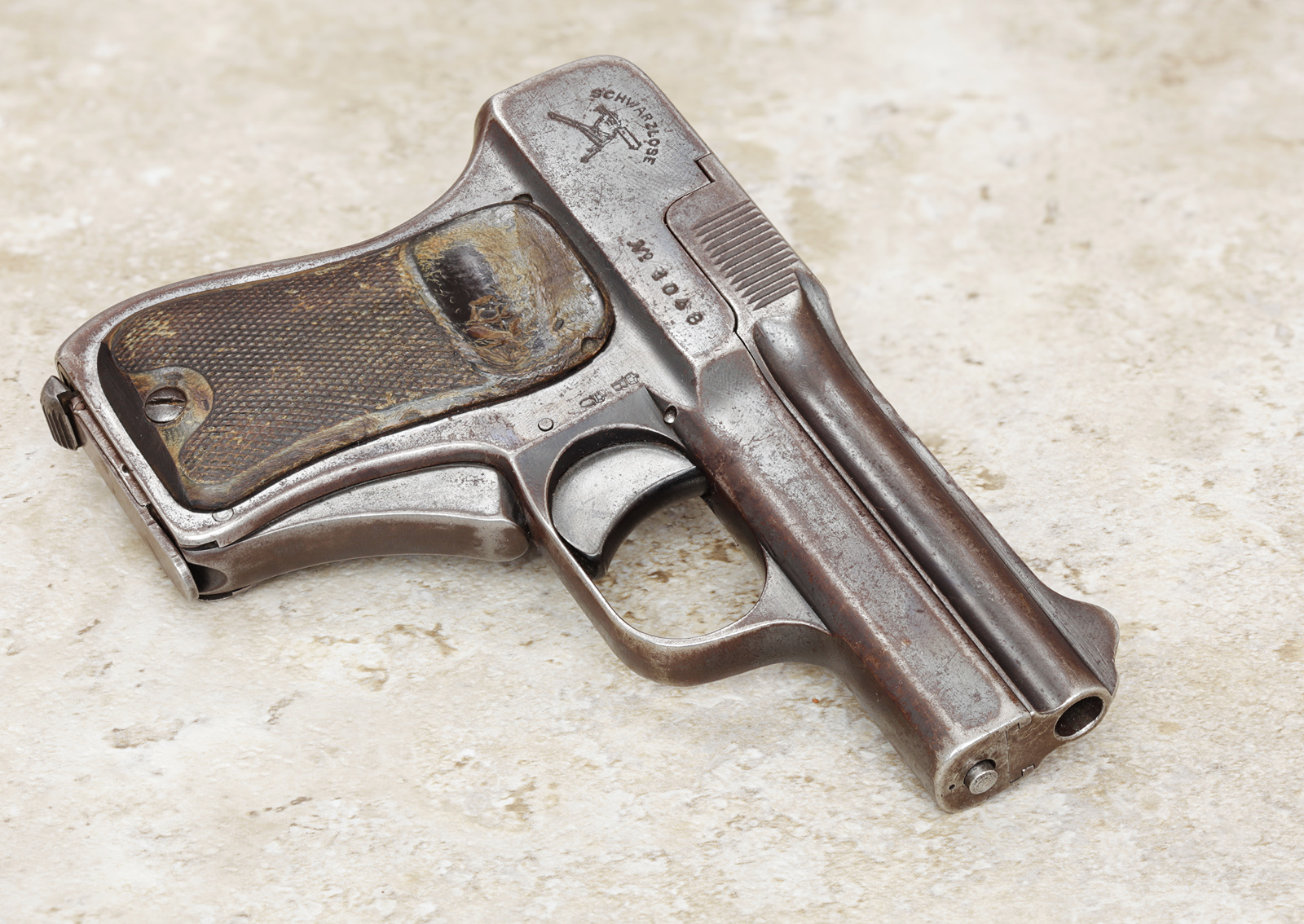
Рычаг впереди рукоятки пистолета Шварцлозе 1908 года — это предохранитель. С левой стороны рукоятки есть кнопка, которая при необходимости позволяет блокировать предохранитель в нажатом положении

Развитие пистолетов вскоре после их появления характеризовалось широким распространением систем со скрытыми внутри курковыми или — особенно — ударниковыми механизмами, отличающимися простотой устройства, высокой надёжностью, хорошей защищённостью от засорения извне, а главное — компактностью. Однако, эти механизмы имеют и недостатки, к числу которых прежде всего следует отнести невозможность плавного спуска скрытого курка или ударника.
Предохранители на пистолетах со скрытыми ударниками или курками могут быть неавтоматическими или автоматическими. Для большей безопасности пистолеты часто снабжаются и теми, и другими предохранителями.

#### Неавтоматические предохранители
Неавтоматические предохранители включаются обычно поворотом небольшого рычажка, запирающего ударный или спусковой механизм.

#### Внешние автоматические предохранители
Внешние автоматические предохранители представляют собой детали, выступающие над поверхностью рукоятки. Они постоянно находятся во включённом состоянии и выключаются только при правильном охвате рукоятки пистолета рукой стрелка. Случайный нажим на спусковой крючок, например в кармане, не может привести к выстрелу, так как направления движений спускового крючка и автоматического предохранителя обычно противоположны, и поэтому маловероятно, чтобы одновременно произошли два случайных нажима, противоположно направленные.
В рамку рукоятки пистолета M1911 вставляется рукояточный предохранитель, который блокирует курок, не давая ему сорваться со взвода, пока рукоятка полностью не обхвачена рукой.

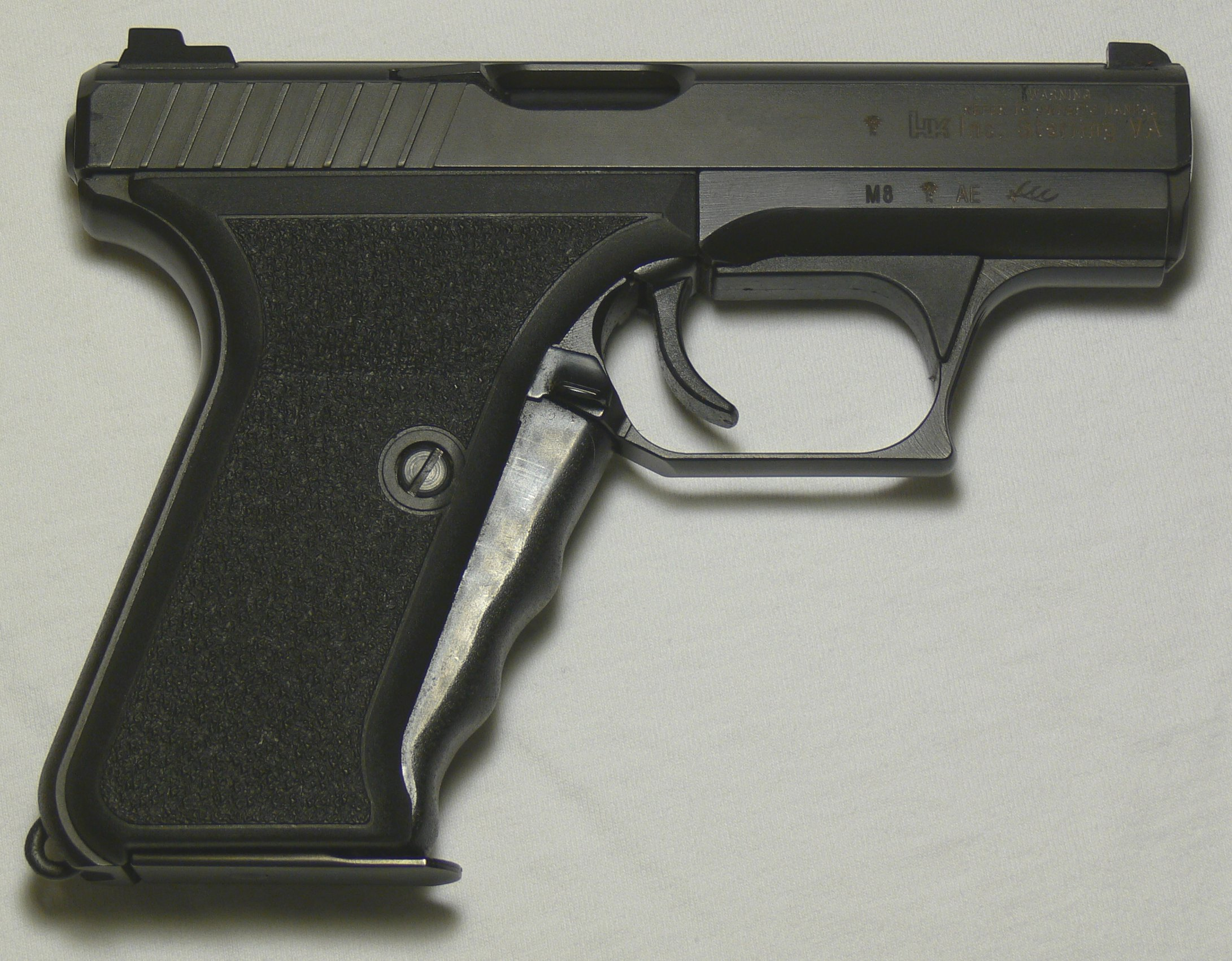
Для повышения оперативности и безопасности обращения с пистолетом HK P7 взвод ударника перед первым выстрелом производится с помощью рычага на передней стенке рукоятки, ниже спусковой скобы. Когда стрелок ослабляет хват, ударник снимается с боевого взвода и боевая пружина ослабляется

Похожая версия встречается на некоторых пистолетах Heckler & Koch, таких как серия HK P7, которые можно приводить в боевую готовность только при нажатии на переднюю часть пистолетной рукоятки. При отпускании спусковой крючок блокируется. Его можно использовать только тогда, когда стрелок держит пистолет в руке, сжимает его рукоятку и одновременно нажимает на спусковой крючок.

Схожий, менее распространённый вариант встречается у самозарядных пистолетов Ortgies. Предохранитель скорее полуавтоматический поскольку рукояточный предохранитель после нажатия остаётся отключённым. Чтобы отключить, стрелку было достаточно нажимать на рычаг, пока он не войдёт в заднюю часть рукоятки пистолета. Рычаг предохранителя находился в тыловой части рукоятки и нажатием переключался в режим «огонь». Даже когда стрелок ослаблял сжатие, из пистолета можно было стрелять.

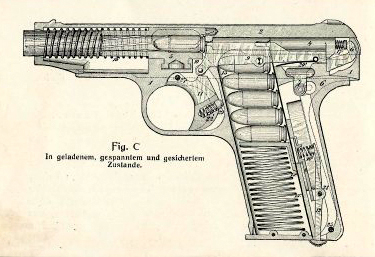
Ortgies

 Для включения предохранителя необходимо было нажать кнопку на левой стороне ствольной коробки, тем самым давление пружины ударной иглы возвращало предохранитель в исходное положение. При этом, если пистолет находился на боевом взводе, боевая пружина ослаблялась. Эта предохранительная система нравилась пользователям, потому что Ortiges — это карманный пистолет, разработанный для личной самообороны, и, следовательно от пистолета требовалось, чтобы пользователь мог использовать его немедленно после извлечения, и такое устройство устраняло проблему задержки из-за необходимости делать дополнительные движения рукой. Крепкий захват рукоятки пистолета — всё, что требовалось, чтобы выключить предохранитель.
Для пистолетов с открытыми курками используются предохранительные устройства, аналогичные револьверным (см.), которые гарантируют, что при невыжатом спусковом крючке специальная деталь не позволяет бойку соприкоснуться с капсюлем патрона.
За последнее время преобладающее распространение получили пистолеты с курковыми механизмами и открыто расположенными курками. Эти системы оказались более удобными. Безопасность обращения с ними такая же, как и безопасность обращения с револьверами, — положение открытого курка хорошо заметно даже при беглом осмотре оружия. Главное же достоинство ударных механизмов с открытыми курками заключается в том, что они допускают плавный спуск курков с боевого взвода, то есть спуск без производства выстрела. Пистолет с патроном в патроннике и со спущенным курком в обращении ничуть не опаснее заряженного револьвера. При этом боевая пружина находится не в напряжённом состоянии, что позволяет хранить заряженный пистолет сколь угодно долго. В случае необходимости курок для первого выстрела может быть легко взведён одним движением пальца руки, которая держит оружие. Плавный спуск открыто расположенного курка равносилен включению предохранителя в бескурковых системах, а взведение курка — его выключению, поэтому курковые системы могут быть и без специальных предохранительных устройств.
Хорошим примером повышенного внимания конструкторов современных пистолетов к теме безопасного обращения представляет пистолет ГШ-18, который отличается повышенной боеготовностью, так как имеет самовзводный ударно-спусковой механизм и автоматический предохранитель. Он обладает четырьмя степенями предохранения: два автоматических предохранителя спуска и два предохранителя, срабатывающих при неполном запирании ствола. Один предохранитель спуска блокирует спусковой крючок и выключается при нажатии на нём кнопки, а другой блокирует разобщителем шептало в верхнем положении и выключается при полном нажатии на спусковой крючок. При неполном запирании ствола один предохранитель, состоящий из разобщающего механизма, исключает снижение шептала, а другой не позволяет ударнику разбить капсюль. Многоступенчатая система предохранения ГШ-18 полностью обеспечивает безопасность обращения с пистолетом в любых условиях эксплуатации, что подтверждено в процессе полигонных испытаний. В числе прочих тестов пистолет выдержал многократные падения с высоты 1,5 м на бетонную плиту с ударником, стоящим на боевом взводе. Помимо этого задняя часть ударника, находящегося на полувзводе, также служит индикатором взведения различимым как визуально, так и на ощупь, поскольку она выступает примерно на 1 мм в задней части затвора.

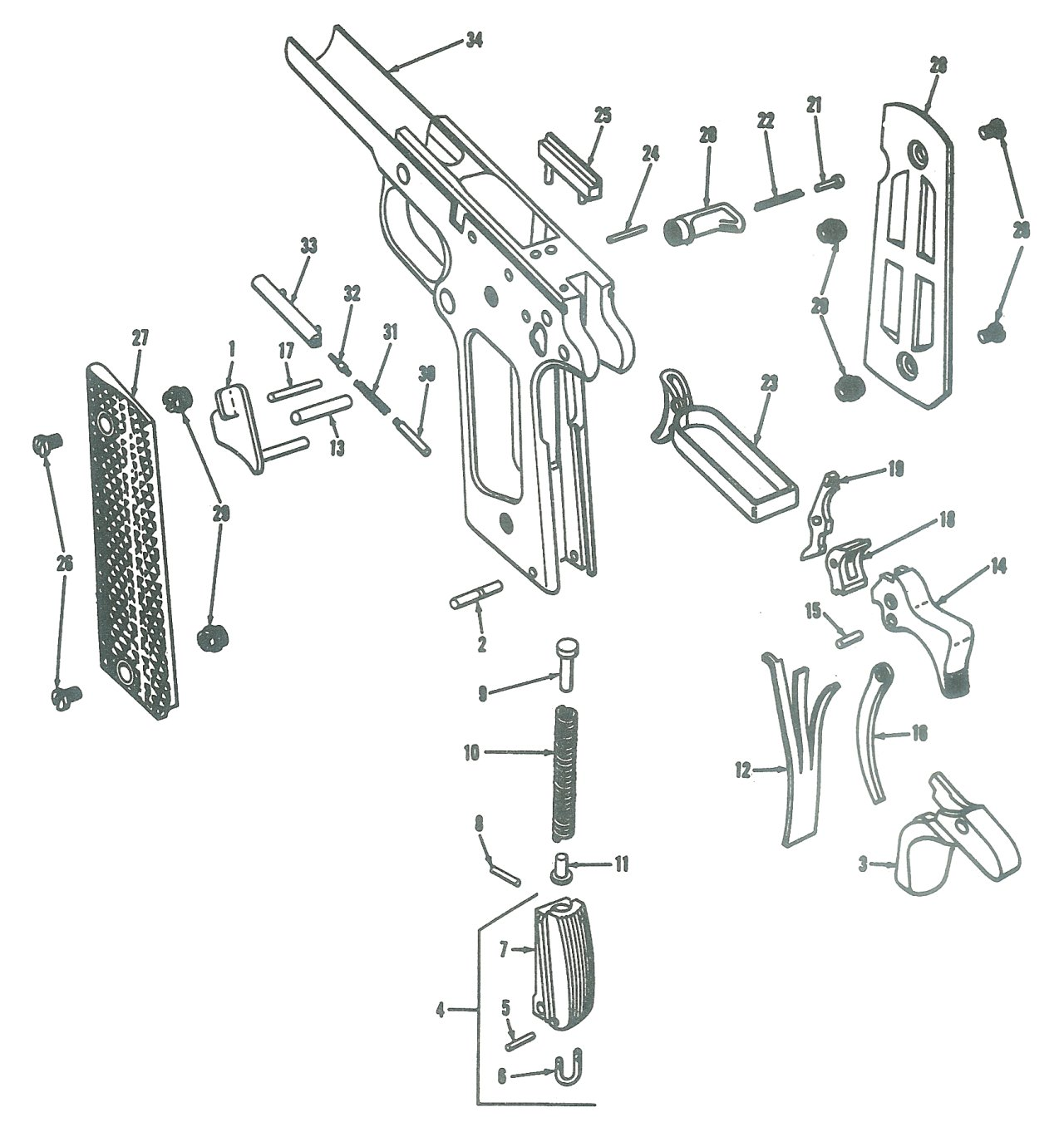
Пистолет Кольт 1911А. рукояточный механизм предохранителя, который блокирует спусковой крючок. Зуб предохранителя (часть N3) который входит в вырез на спусковом крючке (часть N23) тем самым блокируя его. (внизу)
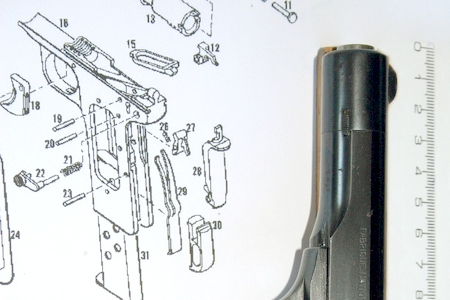
Браунинг 1910/22 - рукояточный механизм предохранителя (часть N28), который блокирует шептало (часть N12). Выступ на верней части предохранителя во включённом состоянии подпирает снизу заднюю оконечность л-образной детали препятствуя тем самым спуску ударника (часть N11) со взведённого положения. При нажатии на пластину предохранителя выступ сдвигается в фигурный вырез в центре детали, таким образом позволяя шепталу исполнять функцию спуска ударника со взвода
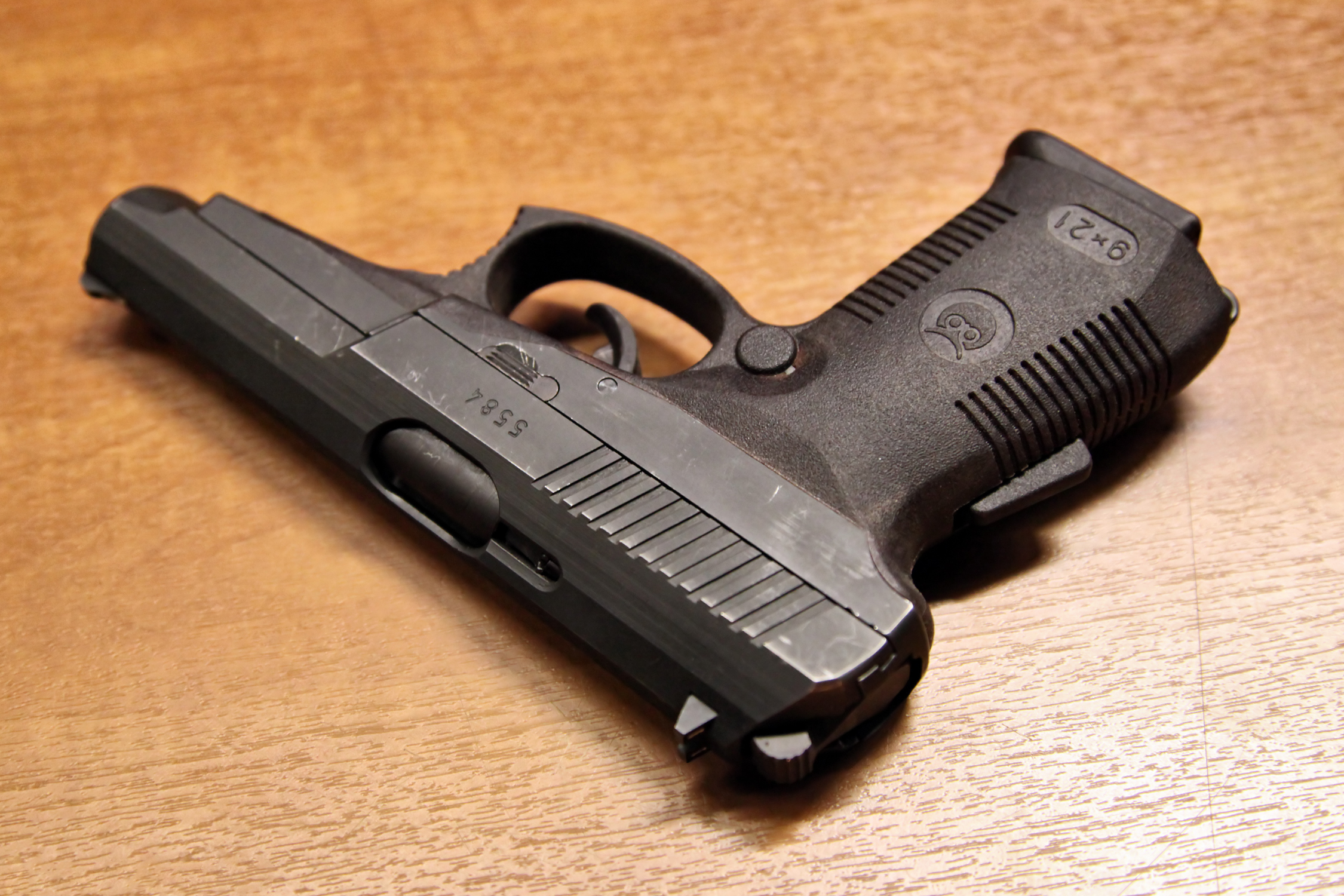
СР-1 рукояточный механизм предохранителя запирает шептало и отключается с полным охватом рукоятки ладонью, его кнопка-клавиша расположена на тыльной стороне рукоятки. (второй предохранитель запирает спусковой крючок и выключается при нажатии указательным пальцем на кнопку, расположенную на спусковом крючке)
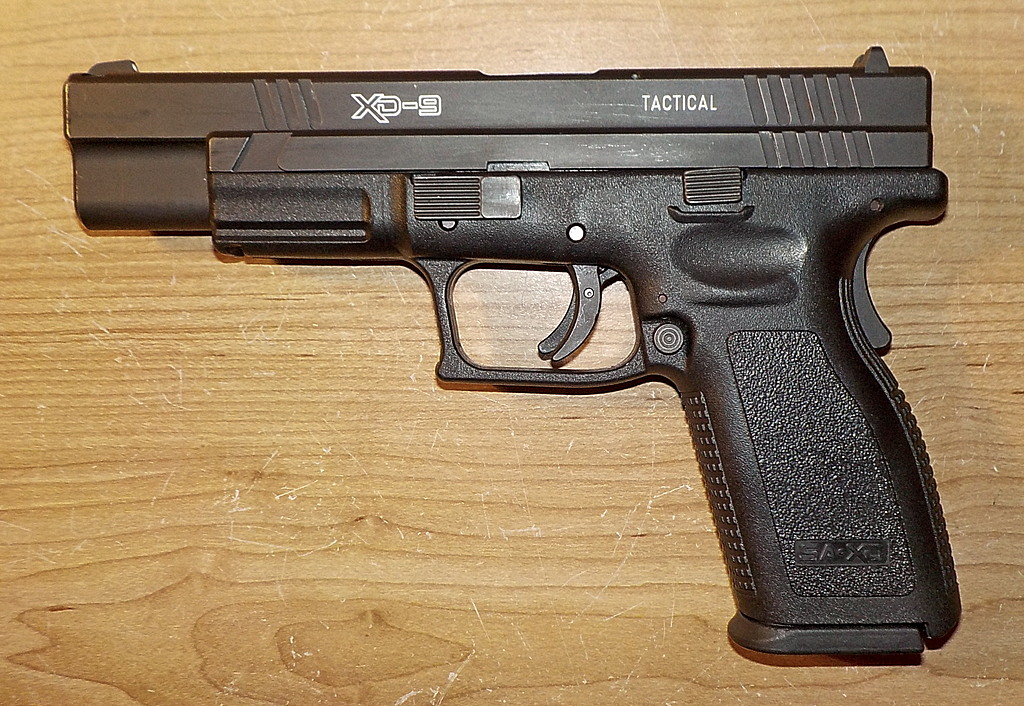
HS 2000 имеет рукояточный механизм предохранителя, который не позволяет выстрелить из пистолета без нажатия рычага на задней части рукоятки. В отличие от модели 1911, предохранительная ручка серии HS2000 также блокирует затвор

#### Предохранитель на спусковом крючке

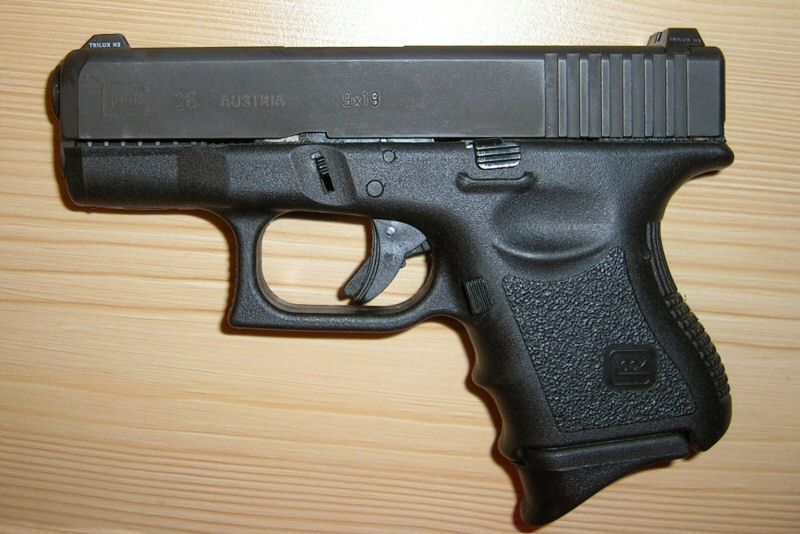
На пистолетах Glock рычажок предохранителя вмонтирован в спусковой крючок. При нажатии на спусковой крючок выключаются внутренние блокировочные устройства, одновременно взводится и освобождается ударник для производства выстрела

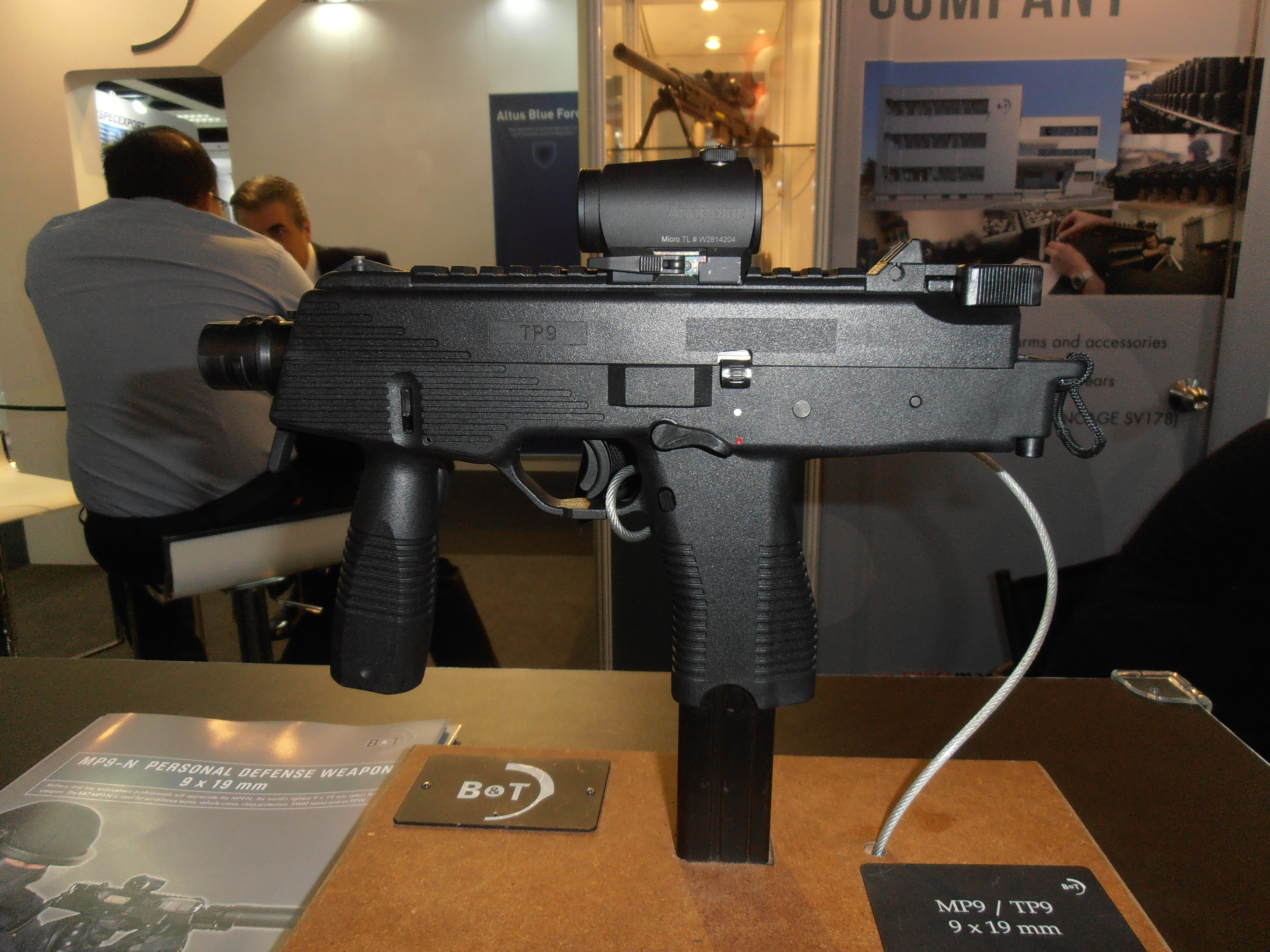
Brügger-Thomet MP9 — швейцарский компактный пистолет-пулемёт. Предохранитель на спусковом крючке

Вариант внешнего автоматического предохранителя. Предохранитель на спусковом крючке блокирует движение крючка назад, освобождая его только при нажатии непосредственно на сам спусковой крючок.
При нажатии на спусковой крючок выключаются внутренние блокировочные устройства. Выстрел возможен только при правильном нажатии на спусковой крючок. После каждого выстрела пистолет ставится на предохранитель до следующего нажатия на спусковой крючок.

#### Автоматический магазинный предохранитель

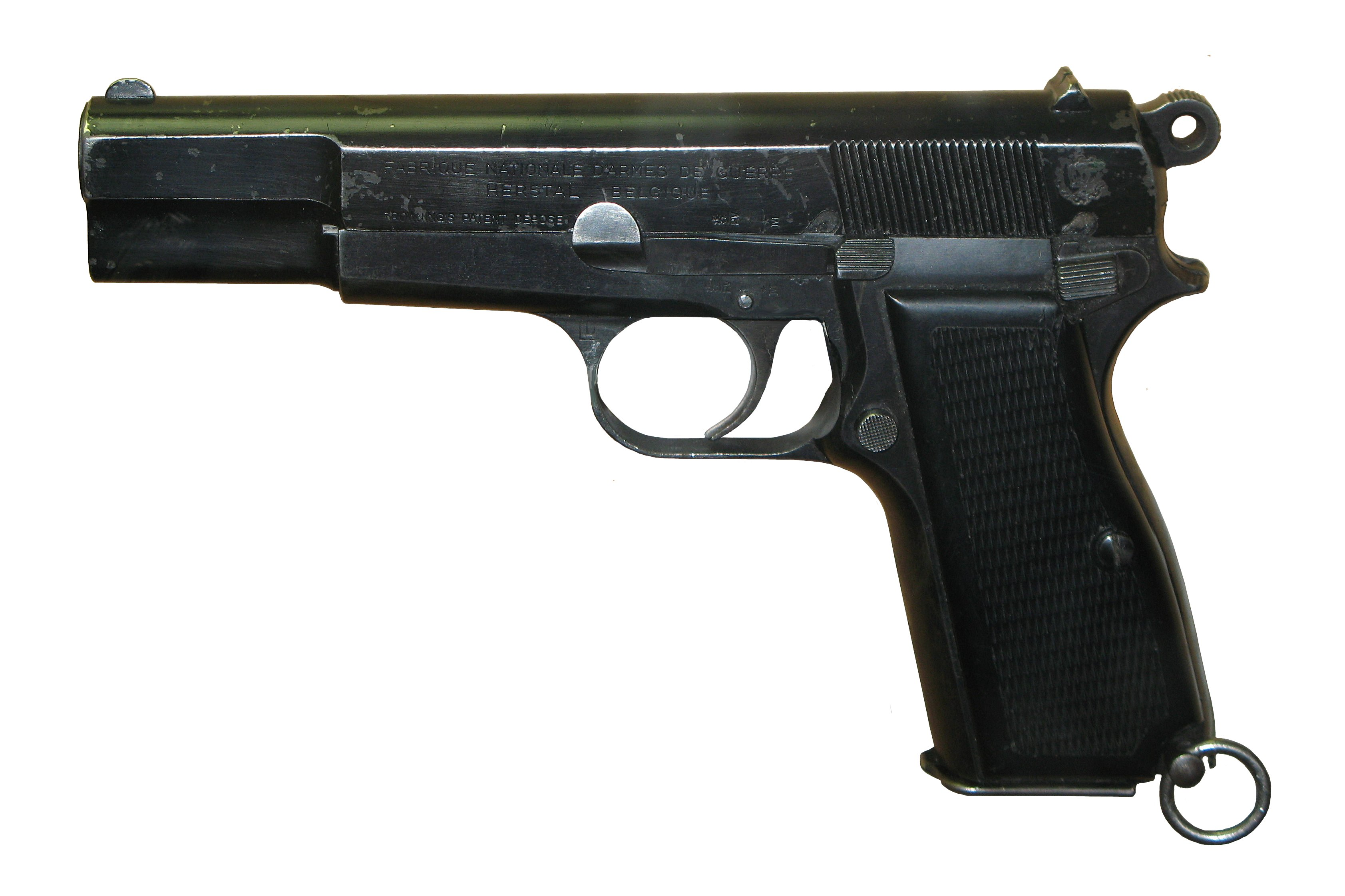
Browning Hi-Power. Автоматический магазинный предохранитель блокирует спусковой механизм при вынутом магазине

Функция отключения УСМ датчиком присутствия магазина не позволяет пользователю стрелять из пистолета, когда магазин вынут (даже частично) с помощью механизма, который включает внутренний предохранитель, такой как блокировка ударника или разъединение спускового крючка.
Аргументы в пользу отключения магазина заключаются в том, что если оружие не может стрелять без магазина, то случайный выстрел можно предотвратить, если кто-то вытащит магазин, но забудет, что патрон вставлен. Кроме того, если потеря огнестрельного оружия неизбежна, оператор может сделать огнестрельное оружие бесполезным, удалив магазин. Эксперт по огнестрельному оружию Массад Аюб обнаружил случаи, когда во время драки полицейские, вооружённые пистолетом с отсоединяемым магазином, могли предотвратить выстрел из захваченного преступником табельного оружия, выбрасывая магазин.
Одним из недостатков является то, что оно может вызвать натяжение компонентов спускового механизма, что сделает нажатие спускового крючка неравномерным или тяжёлым. Аргументом против отключения УСМ извлечением магазина является то, что если патрон остался в патроннике из-за отказа экстрактора или по другой причине, огнестрельное оружие неожиданно вернётся в боевой режим, когда пустой магазин будет снова вставлен. Это опасно, поскольку пользователь может выстрелить «всухую» во время или после процесса разряжения. При отсоединении магазина нажатие спускового крючка для разряжения оружия в пулеуловитель или в другом безопасном направлении, например, вниз, не приведёт к высвобождению патрона из патронника, поскольку спусковой крючок отключён. При вставке пустого магазина система стрельбы снова активируется, даже если ранее был нажат спусковой крючок.
Browning Hi-Power оснащён автоматическим магазинным предохранителем, который блокирует спусковой механизм при отсутствии магазина в шахте рукоятки. Это решение является весьма спорным, так как при случайном отсоединении магазина в разгар боя стрелок вынужден либо искать выпавший магазин, либо примыкать запасной, что требует затрат бесценного в боевой обстановке времени.

### Рычаг безопасного спуска курка

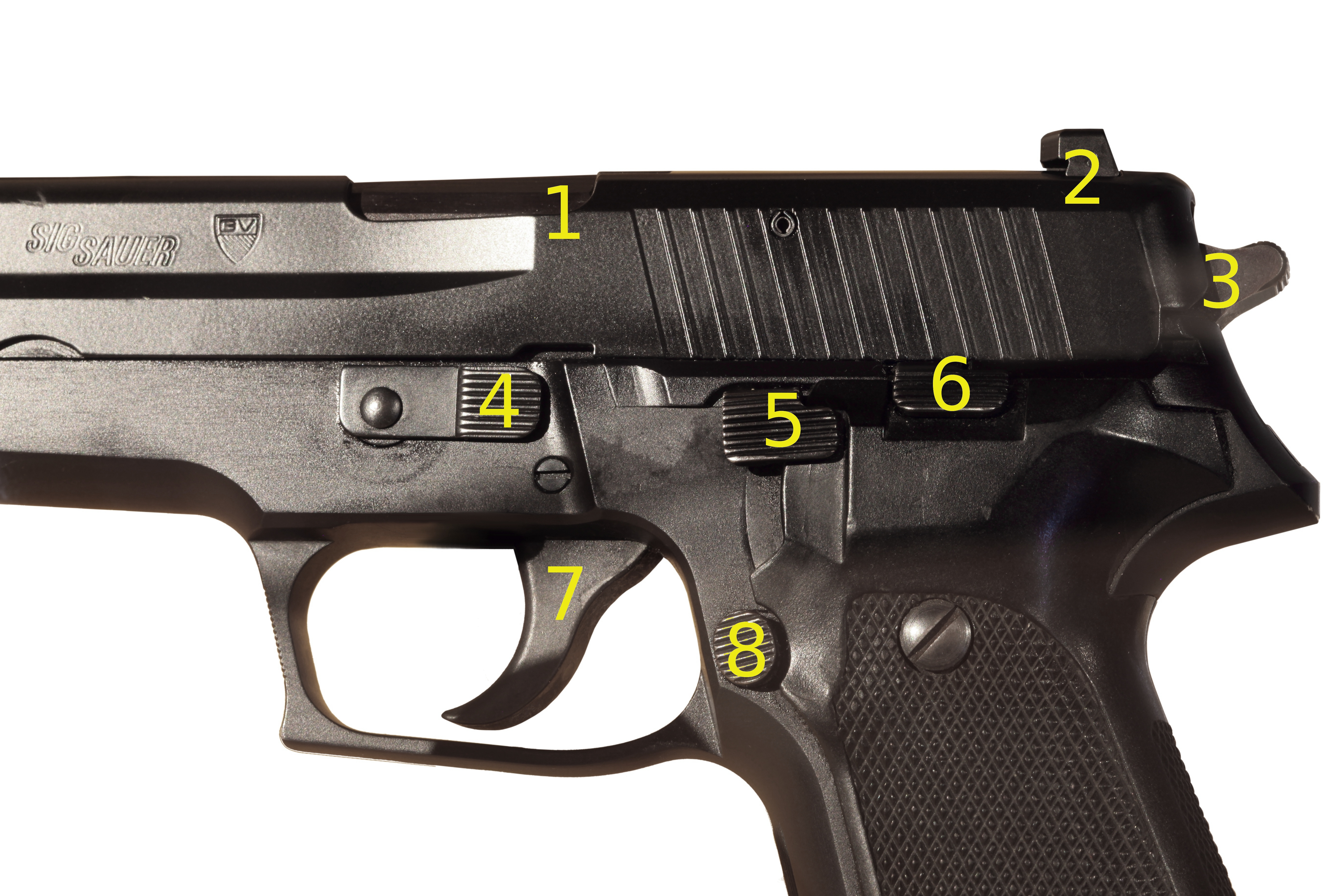
SIG Sauer P226. Оружие имеет расположенный с левой стороны рамы рычаг безопасного спуска курка (#5). При нажатии на этот рычаг он опускается вниз, поднимая шептало, и расцепляет его с прорезью боевого взвода курка

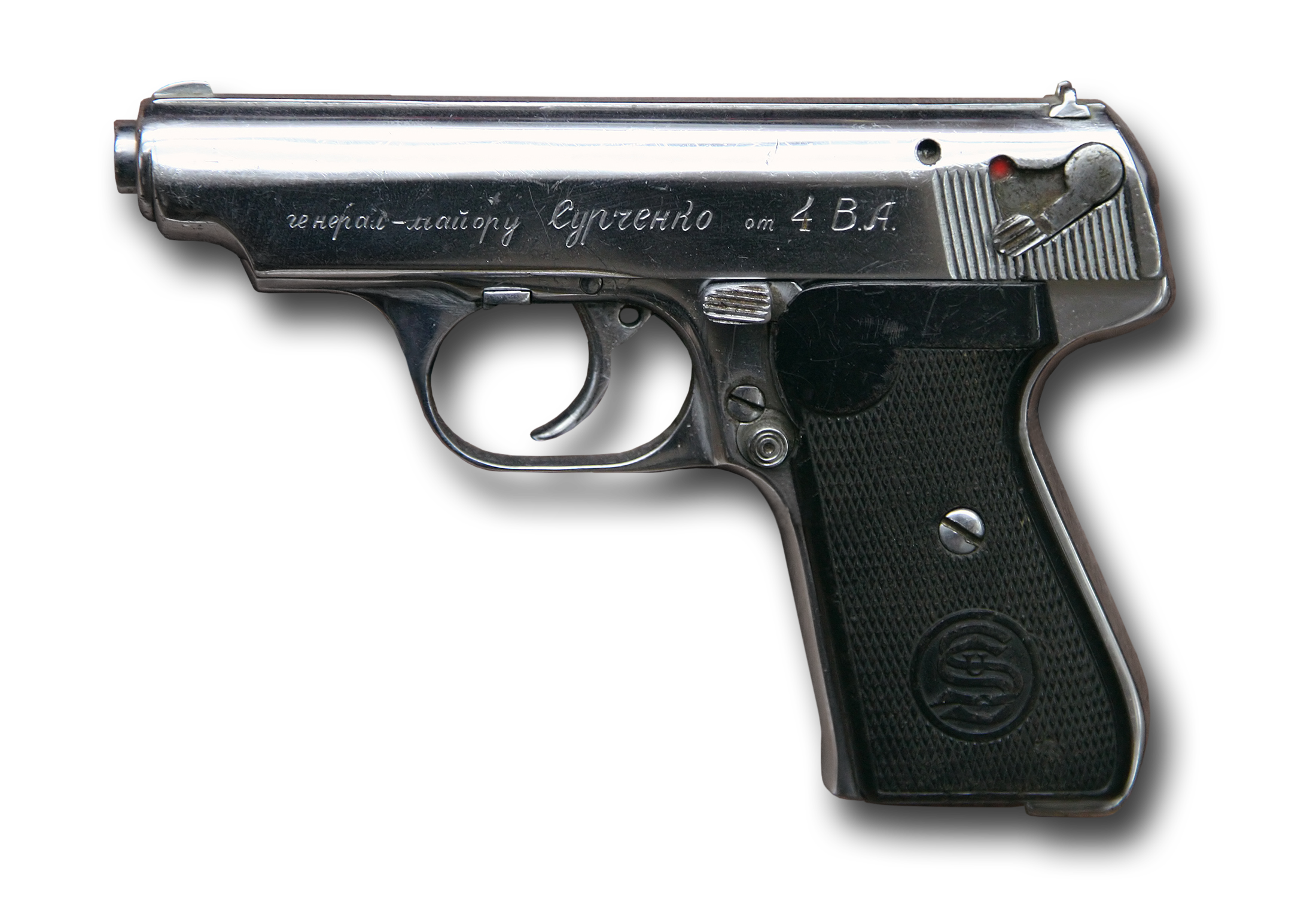
Sauer 38H. Пистолет имел рычаг взведения/безопасного спуска курка (за спуском), что позволяло патрону находиться в патроннике, и оружие при этом было вполне безопасно. Скрытый курок был соединён с этим рычагом и нажатие на рычаг приводило лишь к взведения курка, и выстрел происходил путём медленного спуска спускового крючка, что было необходимо для прицельного выстрела

Рычаг безопасного спуска курка (декокер) — устройство для быстрого и безопасного спуска взведённого курка даже при наличии в патроннике патрона. Относится к категории предохранительных устройств, хотя и не отключает спусковой крючок. Управление устройством осуществляется с помощью рычага спуска курка. Обычно его располагают так, чтобы до него можно было дотянуться большим пальцем руки (то есть как правило на левой стороне пистолета).
На некоторых видах оружия рычаг спуска является отдельной деталью, на некоторых ручной предохранитель и рычаг спуска выполнены вместе и при включении предохранителя курок спускается со взвода.
Есть два варианта. В «трехпозиционных» системах, например, пистолетах Heckler & Koch, стрелок может спустить курок, нажав вниз рычаг безопасного спуска или включить предохранитель (даже когда курок взведён), толкнув рычаг вверх. В более простых «двухпозиционных» системах, пистолеты Walther PP и Beretta 92: переключение предохранителя также спускает курок.
Пистолеты SIG Sauer, например SIG Sauer P226, часто имеют рычаги безопасного спуска. Впервые рычаг спуска курка одинарного действия использовали в пистолете Vis wz. 35 «Radom», разработанном в 1932 году. В отличие от своего прародителя, M1911, который полагалось носить со взведённым курком и включённым флажковым предохранителем, «Radom» использовал декокер для спуска курка, который для приведения пистолета в боевую готовность надо было взвести.
Впервые рычаг взведения и спуска курка в пистолете с УСМ двойного действия использовали в 1938 году в пистолете Sauer 38H.
Не все огнестрельное оружие имеет декокер (особенно револьверы). При отсутствии декокера, чтобы спустить курок с боевого взвода, необходимо придерживать курок, осторожно нажимая на спусковой крючок. Затем курку осторожно позволяют вернуться в исходное положение. При этом есть риск, что курок соскользнёт и капсюль патрона воспламенится. Сложнее, но все же безопаснее снять магазин, извлечь патрон из патронника и, наконец, нажать на спусковой крючок, чтобы таким образом спустить его.

Современные револьверы с откидывающемся барабаном обычно имеют внутренний предохранитель, не позволяющий открывать барабан при взведённом курке. Поэтому для снятия курка со взвода его осторожно отпускают, при этом слегка нажимая на спуск, что небезопасно, поскольку есть риск, что курок соскользнёт. Поэтому при спуске курка необходимо отпустить спусковой крючок, что приведёт в действие второй (внутренний) предохранитель, включающийся при невыжатом спуске. 

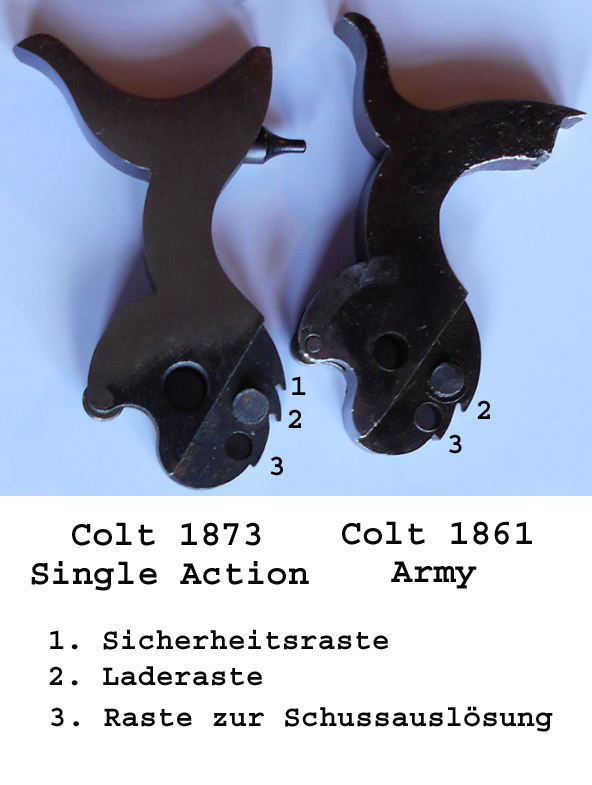
№ 2: Предохранительный взод в лодыжке курка. 1: на Револьвере Colt 1873 имелся дополнительный вырез № 1 (в просторечии «четверть-взвод» (1/4 cock) на тот случай, когда полувзвод не сработал или курок соскользнул до достижения выреза № 2

### Предохранительный взвод
Предохранительный взвод (полувзвод) — положение механизма ручного огнестрельного оружия, когда курок огнестрельного оружия частично — но не полностью — взведён. Много оружия (например ружья куркового типа), имеет вырез в лодыжке курка, который позволяет произвести предохранительный взвод — такая позиция не позволяет произвести выстрел, препятствуя ударнику действовать на капсюль патрона. Такая позиция курка использовалась, например, для зарядки оружия. До сих пор в английском языке используется выражение «going off half-cocked» (то есть начинать делать, что то впопыхах без возможности успеха), которое происходит от поломки механизма предохранительного взвод, удерживающего курок от нанесения удара по капсюлю.
Данная функция предназначена для предотвращения случайного выстрела, когда патрон находится в патроннике — например, в пистолете ТТ. Для этого курок на пистолете частично отводят назад и фиксируют в среднем положении. Для совершения выстрела необходимо взвести курок до конца.

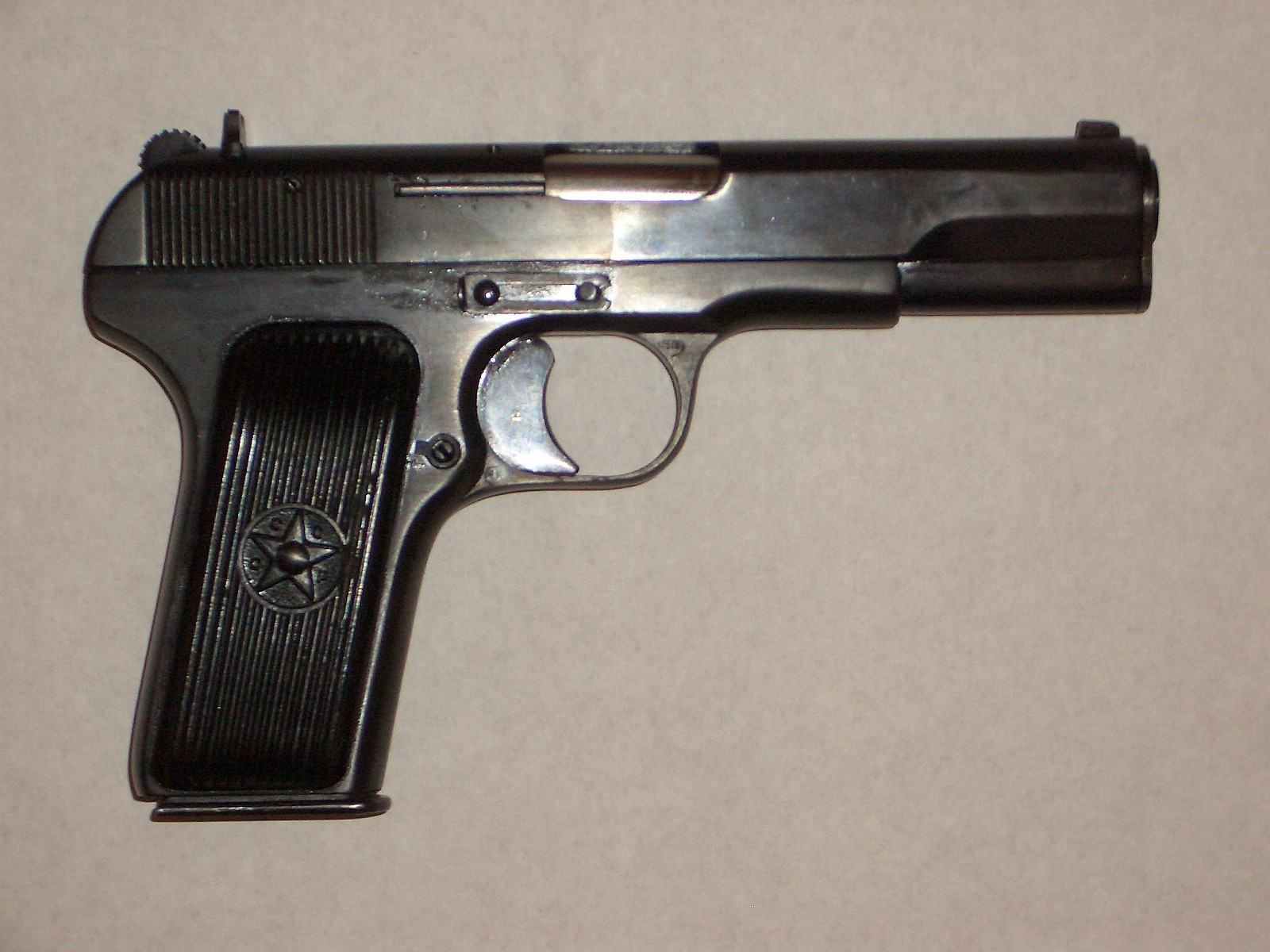
Пистолет ТТ. Пистолет не имеет предохранителя как отдельной детали, его функции выполняет предохранительный взвод курка. Для снятия курка с предохранительного взвода нужно взвести курок. Чтобы поставить взведённый курок на предохранительный взвод, его сначала нужно спустить, придерживая его и нажимая на спуск. Для постановки спущенного курка на предохранительный взвод нужно немного отвести курок назад. После этого будет заблокирован спуск и затвор, а курок не будет касаться ударника. Это исключает возможность выстрела при падении пистолета или случайном ударе по головке курка

Предохранительный взвод был изобретён давно — ещё в XVI веке его применяли в конструкции оружейных замков «микеле» в кремнёвых ружьях.
Кремнёвый замок был преобразован в капсюльный замок, но полувзвод остался, потому что для заряжания капсюль нужно было надеть на брандтрубку. Даже в револьверах одинарного действия полувзвод изначально был необходим для того, чтобы барабан мог свободно вращаться при заряжании и разряжении без необходимости взводить курок при готовности к выстрелу, что создавало бы риск случайного выстрела. Полувзвод часто использовался на практике для безопасной переноски полностью заряженного револьвера одинарного действия.
На практике насечка полувзвода часто была склонна к поломке при использовании в качестве раннего предохранительного механизма, когда шептало срезало часть металла около прорези, тем самым нивелируя хрупкий предохранительный механизм и позволяя курку совершить выстрел. Это могло произойти в результате хотя бы одного случайного падения заряженного огнестрельного оружия на полувзведённом курке.

Полувзвод также является важным предохранительным устройством для самозарядных пистолетов. Хотя полувзвод не является предохранителем, во многих случаях этот механизм, будучи исправным, успешно исполнял эту роль. Если курок пистолета без полувзвода взводится вручную, существует опасность непреднамеренного выстрела, если палец стрелка соскользнёт с курка до того, как он будет полностью взведён. В таком случае устройство может перехватить курок и предотвратить выстрел. С учётом этого, например, SIG P210, не имевший полувзвода в ранних версиях, впоследствии был дополнен им в качестве дополнительного предохранительного устройства.

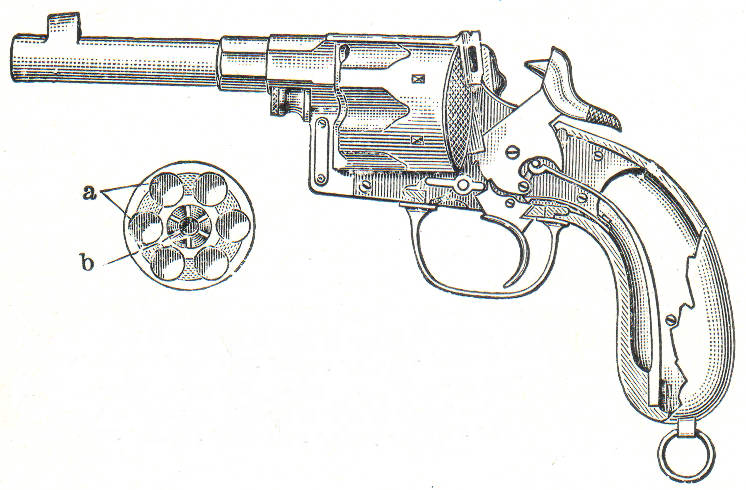
M83 Reichsrevolver на боевом взводе

### Предохранители на револьверах
Большинство револьверов не имеет предохранителя, управляемого стрелком. Ранее встречались системы с предохранителем флажкового типа или в виде клавиши на задней стенке рукоятки, которую стрелок нажимает, обхватывая рукоятку ладонью (некоторые коммерческие модели Smith & Wesson конца XIX — начала XX века). Большинство предохранителей флажкового типа на револьверах запирало их курки в спущенном виде, что предотвращало их случайный взвод, но не делало их безопасными при падении. Reichsrevolver M1879 также позволял включить предохранитель при пистолете на полувзводе, но не очень надёжно, так, что тот мог сорваться с полувзвода при падении.
Большинство старинных («ковбойских») револьверов (или их относительно современных копий) одинарного действия не имеет внешнего предохранителя. Первоначальные конструкции, созданные в первой половине XIX века, не имели и внутренних предохранителей, обеспечивающих безопасность при падении, и обычно переносились с пустой каморой под спущенным курком. Многие оригинальные револьверы одинарного действия имеют на курке вырез полувзвода в качестве аналога предохранителя, но они таким образом не очень надёжно защищены от выстрела при падении, в то время когда современные револьверы одинарного действия, выпущенные после начала 1970-х годов, почти всегда имеют внутренние предохранители, такие как курковый блок или передаточный стержень аналогичные таковым в револьверах с УСМ двойного действия и поэтому такое оружие безопасно носить с заряженной каморой под спущенным курком.

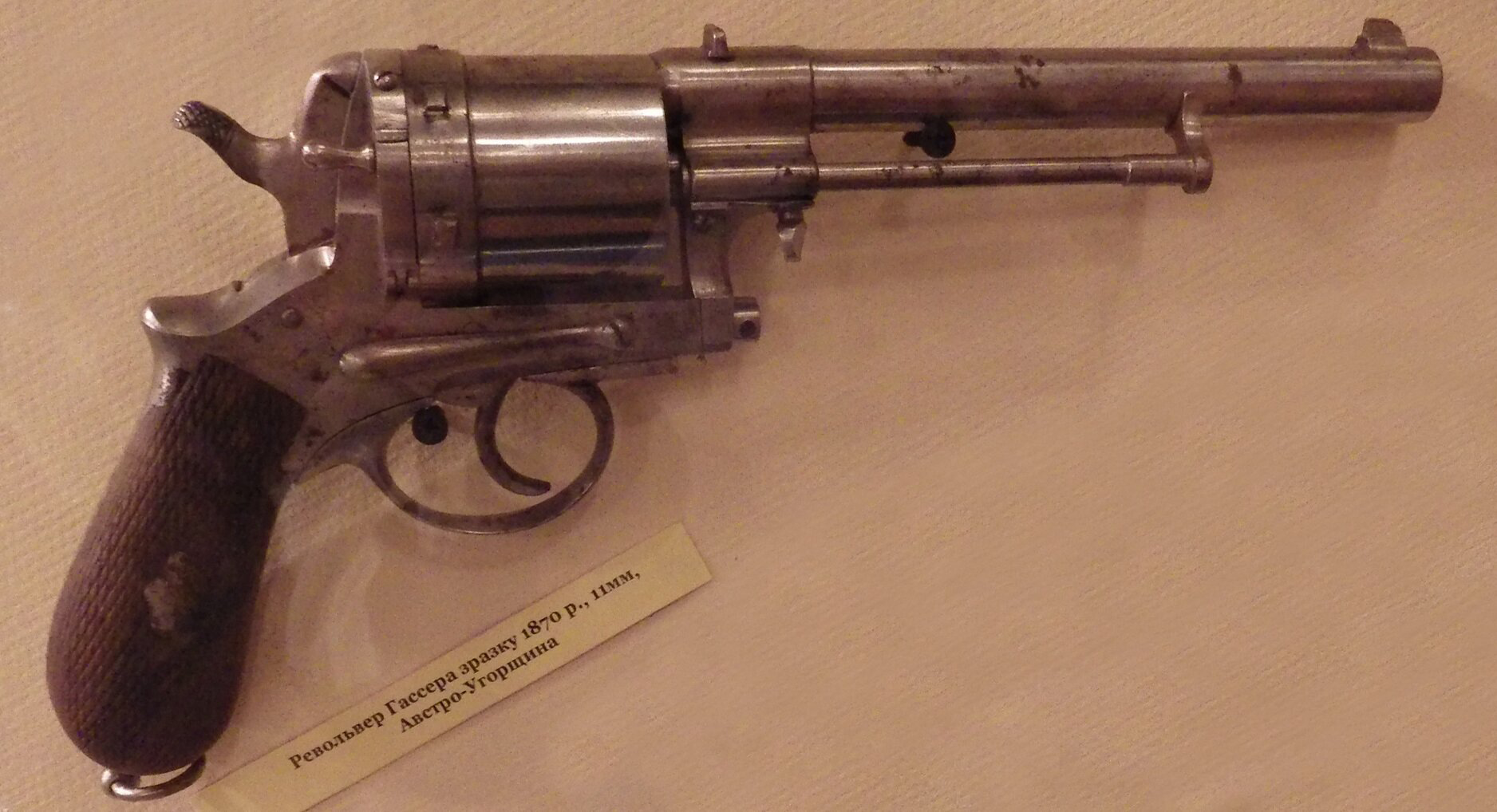
Револьвер Гассера.

Ненадежность полувзвода заставила конструкторов задуматься об усовершенствовании этой системы. На револьвере Гассера уникальная предохранительная планка (представляющая собой плоскую пружину) обычно находится справа от рамки, под барабаном. Она несет штифты, которые проходят через отверстия в рамке для стопорения запорного механизма. Небольшое отведение курка (как на полувзвод) позволяет одному из этих штифтов сдвинуться внутрь, предотвращая повторное движение курка вперед при отпускании. После этого пистолет можно безопасно носить заряженным. Нажатие на спусковой крючок убирает штифт с пути курка перед выстрелом. Система таким оразом была гораздо надежнее обычного пропила на курке, хотя все же требовала ручного отвода курка на предохранительный взвод. Вторым предохранительным устройством на этом револьвере был стержень выбрасывателя который можно было ввести в камору барабана и застопорить винтом, таким образом предотвращая вращение барабанa и нажатие на спусковой крючок.

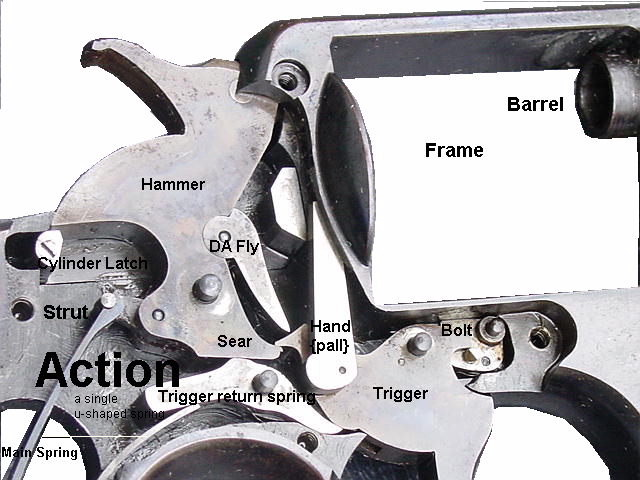
Внутренний ударно-спусковой механизм модели S&W Model 10. Слава видна сдвижная защелка механизма открывания барабана (cylinder latch) которая также подпирает курок не позволяя взводить курок при открытом механизме или открывать его при вззведенном курке. Снизу виден элемент возвратного механизма спускового крючка (на изображении имеет надпись «trigger return spring» которая описывает перо пружины под ним) который также исполняет предохранительную функцию предотвращаящую прикaсание курка к капсюлю при не выжатом спуске (курок с отбоем).

Некоторые револьверы одинарного действия (особенно старинные) имеют рельефные вырезы между каморами барабана, которые позволяют опирать курок непосредственно на барабан без возможности взаимодействия с заряженными патронами или капсюлями. Их называют в просторечии «предохранительными насечками» (англ. safety notches).
Например мини-револьверы North American Arms представляют собой пятизарядные револьверы с УСМ одинарного типа, которые имеют конструкцию спускового крючка соскового типа (то есть без предохранительной скобы). Они напоминают карманные револьверы конца XIX века, используя очень старую конструкцию барабана с вырезами, на полпути между каморами. Курок устанавливается в вырез для безопасного ношения.
Rевольверы, оснащённые зарядной дверцей, иногда оснащались предохранителями, обеспечивающими отключение или блокировку курка во время процесса перезарядки. Таким предохранительным устройством обладал револьвер Раст Гассер модель 1898, который производился австрийской компанией «Гассер» в конце XIX века и широко использовался военными балканских государств. Револьвер заряжается через заднюю дверцу, аналогично револьверу Нагана, но имеет т. н. «дверцу Абади», оборудованную механизмом отключения курка. При открытой зарядной дверце курок не действует, но барабан может вращаться с помощью спускового крючка, что ускоряет процесс заряжания.
Другим вариантом предохранителя была конструкция, запатентованная Рупертусом в 1864 году. Револьвер заряжался через дверцу, расположенную на шайбообразном щитке барабанa, который представлял собой поворотную деталь с отверстием для патрона и пропилом для курка, выполняющую роль зарядной дверцы, которая проворачивалась на 90 градусов, закрывая пропил, и таким образом предотвращалa случайный выстрел во время процесса заряжания.

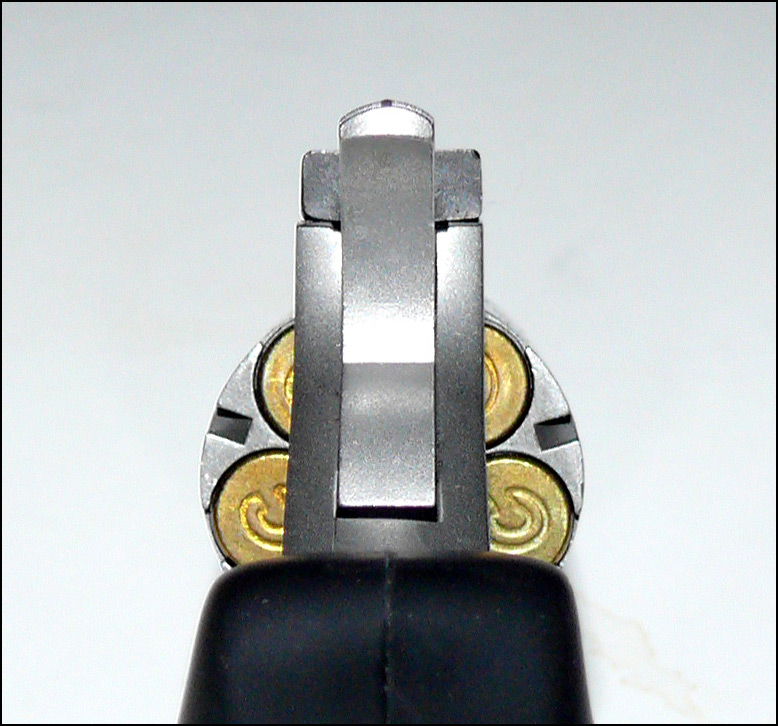
Мини-револьвер North American Arms
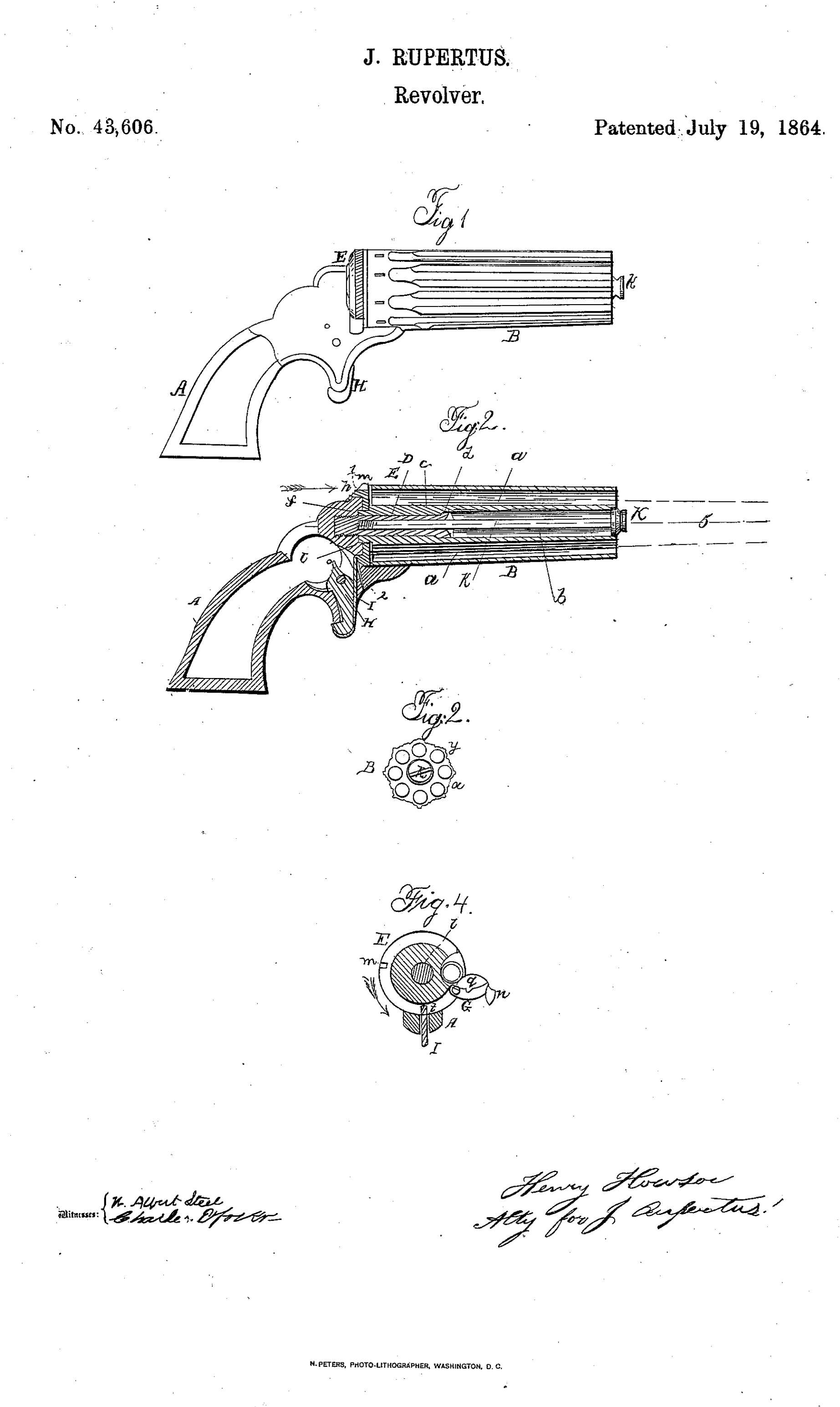
Оригинальные чертежи патента US43606 Джейкоба Рупертуса на карманный револьвер типа «Пеппербокс». Для приведения револьвера в рабочее состояние, после заряжения необходимо провернуть шайбу (шиток барабана) на 90 градусов по часовой сттрелке. (рис. № 4 )

Современный револьвер ОЦ-38 имеет довольно необычную конструкцию. Его ударно-спусковой механизм двойного действия имеет ручной предохранитель, который находится на обеих сторонах корпуса. Такой предохранитель позволяет безопасно носить револьвер со взведённым курком.
В современных револьверах принимаются другие конструктивные меры для обеспечения безопасности: при невыжатом спусковом крючке специальная деталь не позволяет бойку соприкоснуться с капсюлем патрона; ударник выполняется отдельно от курка; применяются курки с «отбоем», то есть спущенный курок останавливается на некотором расстоянии от крайнего переднего положения и может двигаться дальше вперёд и разбить капсюль только при нажатом спусковом крючке. Считается, что таких устройств достаточно, чтобы исключить возможность случайного выстрела даже при взведённом курке.
Например, в револьверах IOF .32 используется предохранитель с передвижной планкой. Это предполагает использование планки (являющейся звеном в цепи между курком и ударником), соединённой со спусковым крючком. При нажатии на спусковой крючок планка поднимается вверх для принятия удара курка, передавая энергию курка ударнику. Без нажатия на спусковой крючок курок не соприкасается с ударником.

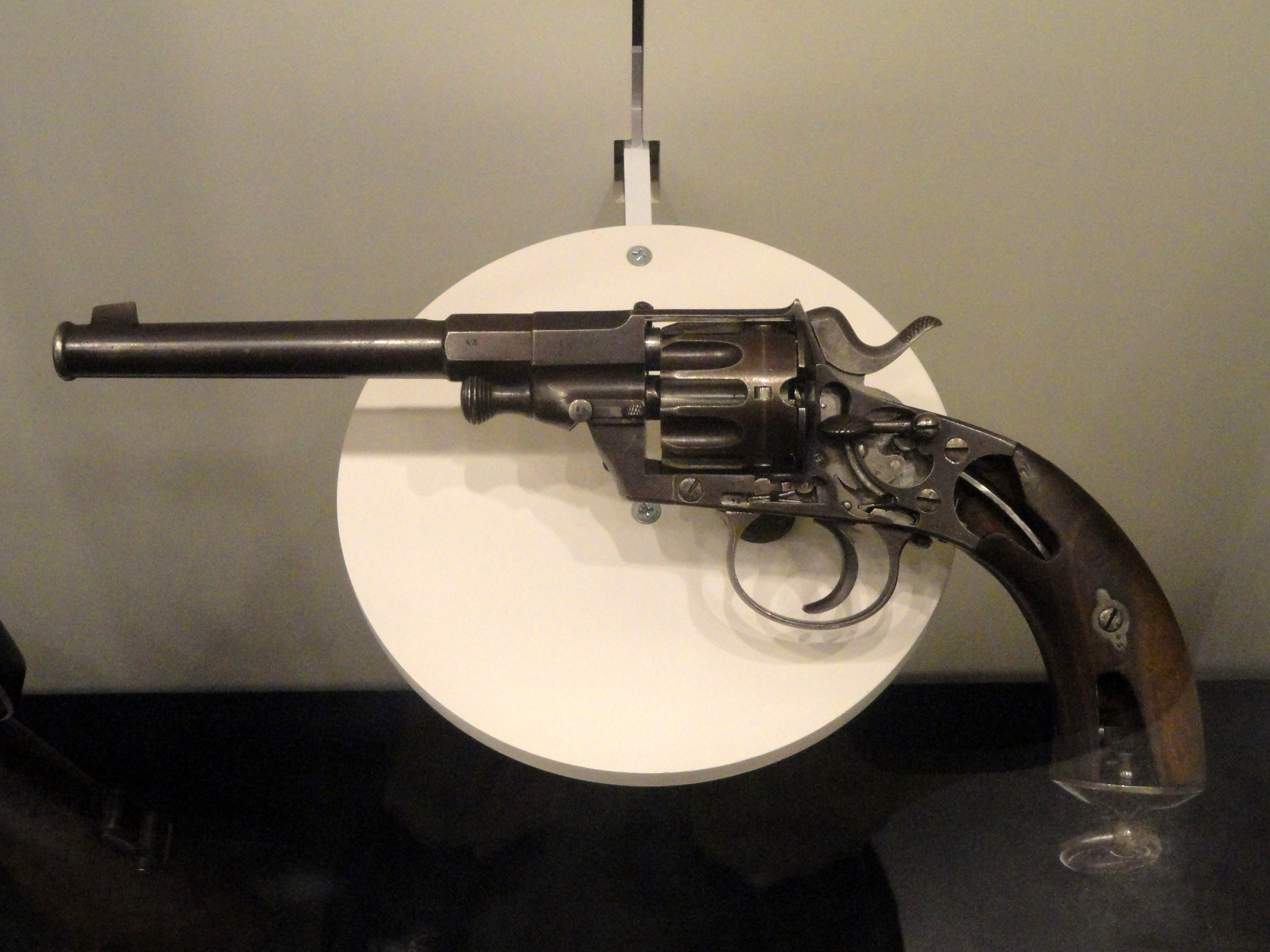
Reichsrevolver Model 1883. На корпусе слева предохранитель флажкового типа
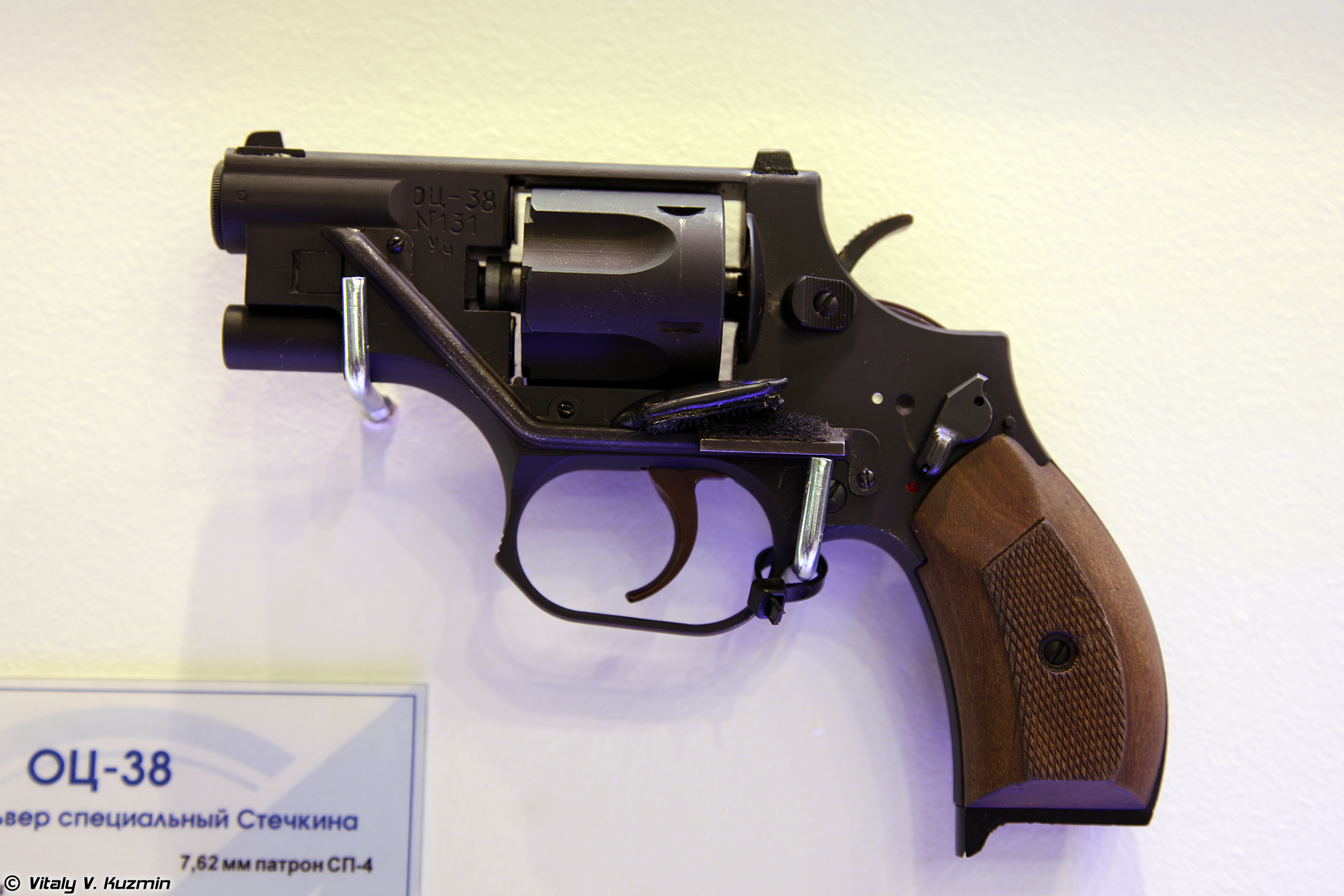
ОЦ-38 имеет ручной предохранитель, который находится на обеих сторонах корпуса. Запирает револьвер только в состоянии: "курок взведён" и не имеет функции декокера
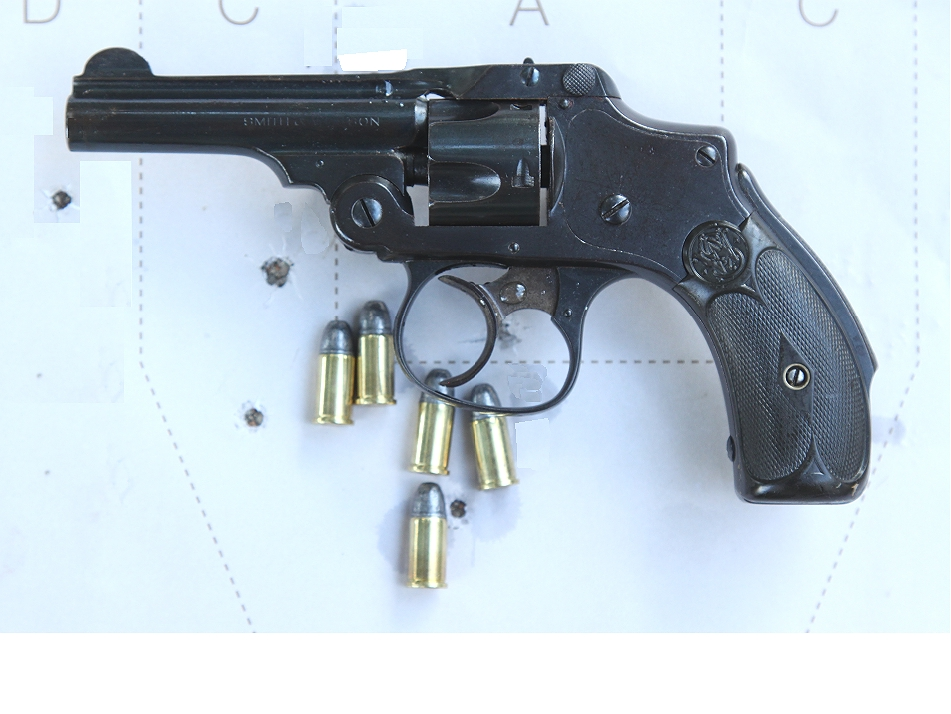
Smith & Wesson Safety Hammerless[англ.] (производились с 1887 года по 1940 год.) с предохранителем в виде клавиши на задней стенке рукоятки, которую стрелок нажимает, обхватывая рукоятку ладонью
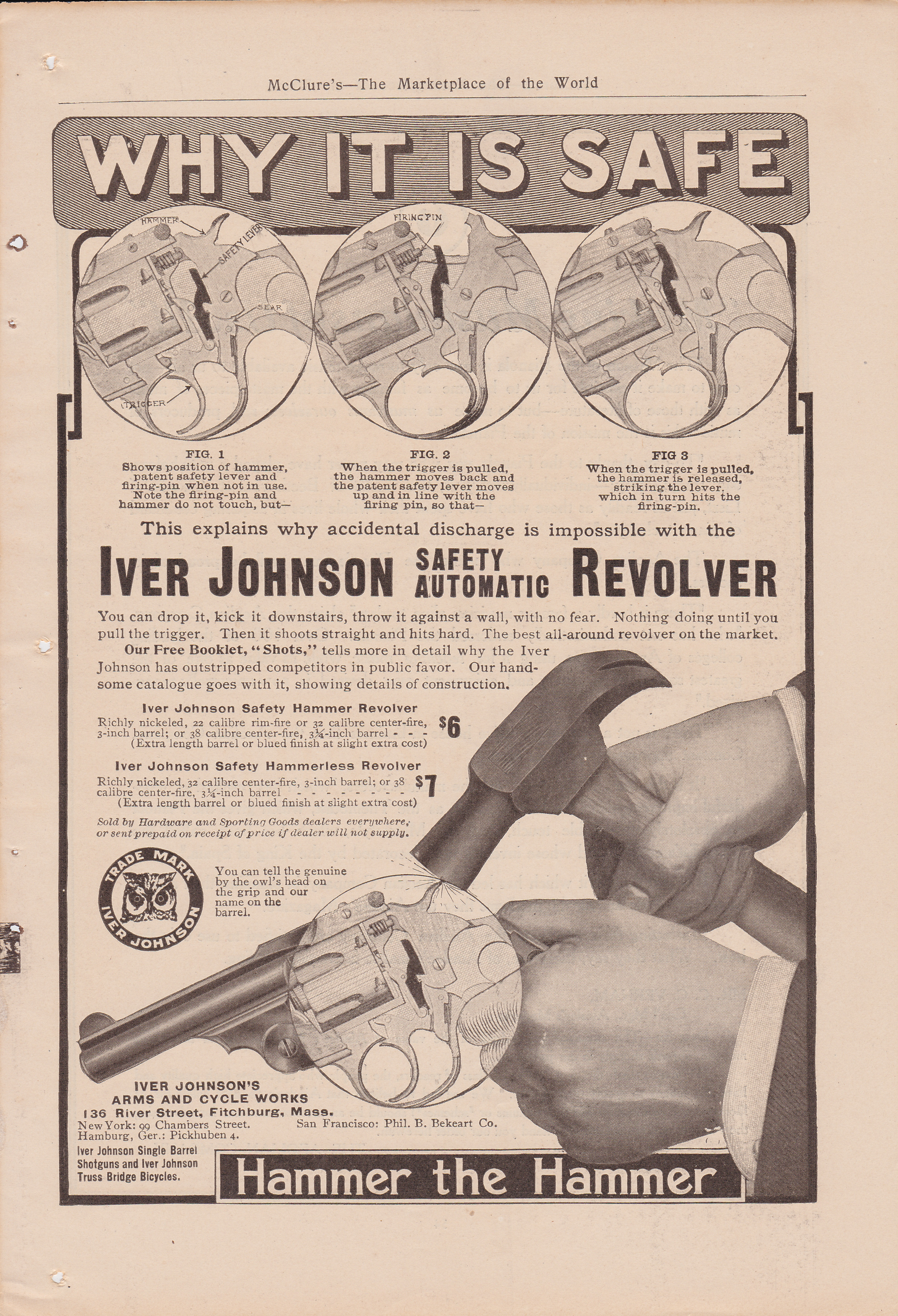
«Бейте молотком по курку» — реклама, демонстрирующая надёжность внутреннего предохранителя в револьверах Iver Johnson
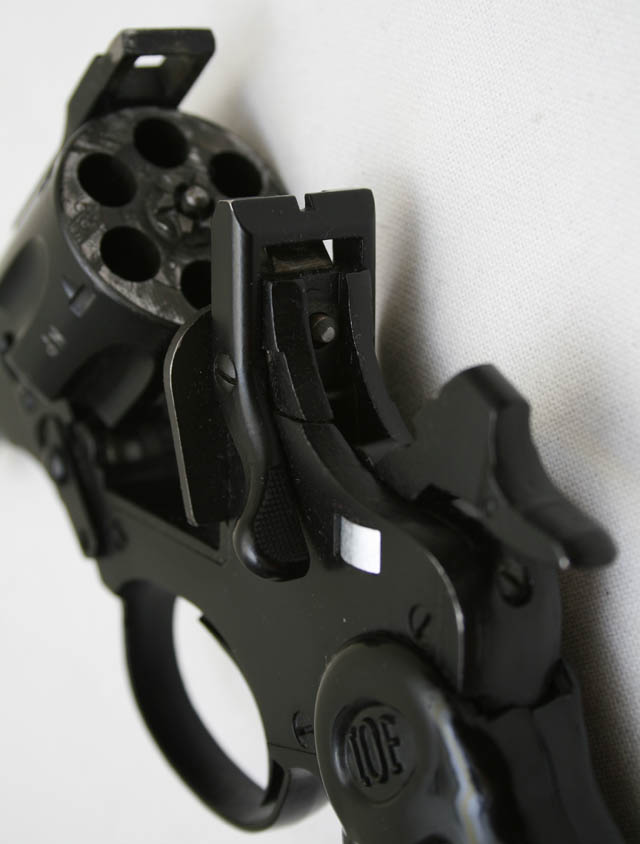
Открытый револьвер IOF 32, показывающий предохранительную планку.

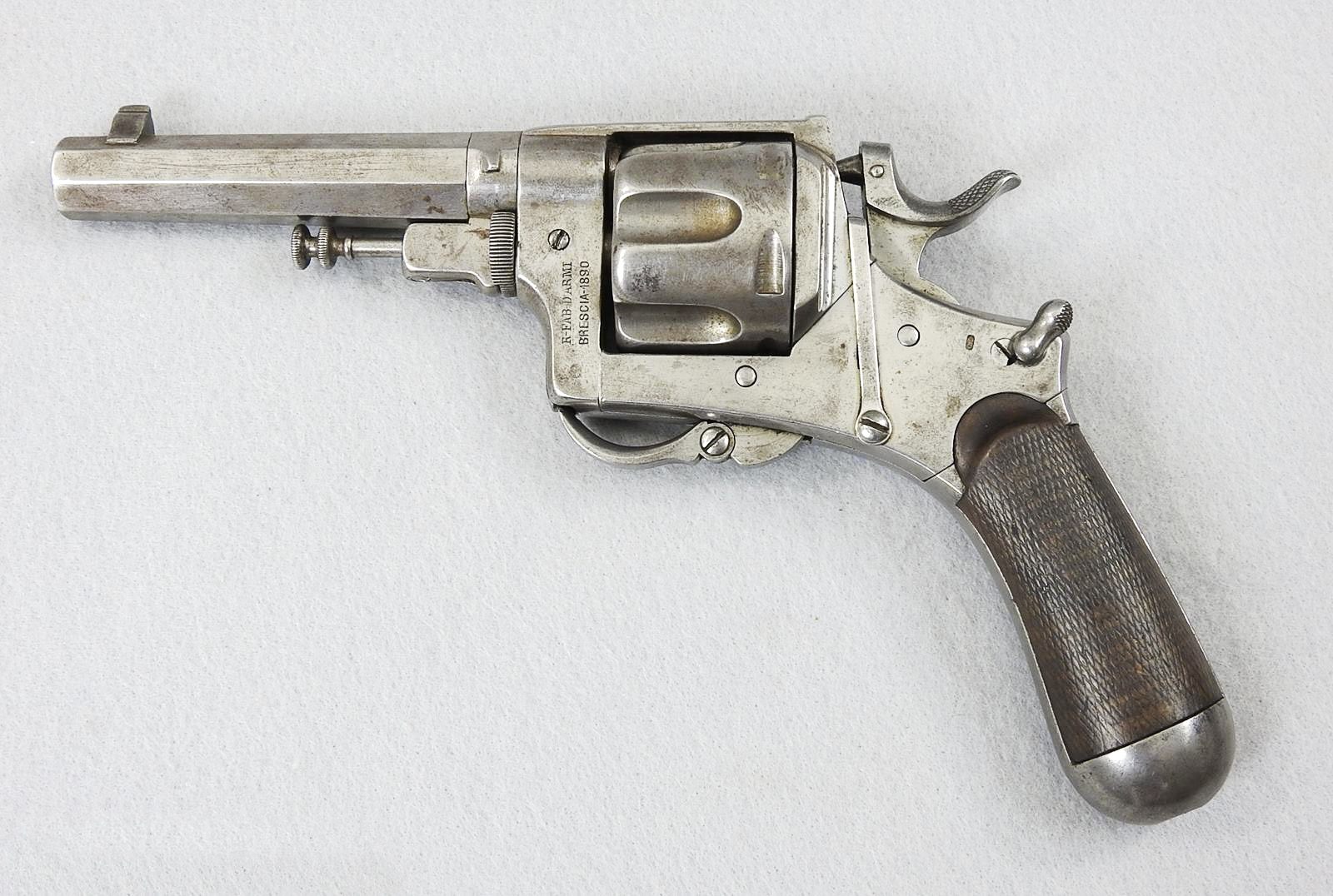
Бодео 1889 — у солдатской модели спусковой крючок был складывающимся и не имел предохранительной скобы

#### Убирающийся спусковой крючок
Убирающийся спусковой крючок не защищён скобой, вместо этого хвост в нерабочем положении поворачивается на шарнире вперёд и прижимается к нижней поверхности рамки, тем самым выключая его. Один из старейших вариантов механизма предохранения оружия, который применялся ещё в XVIII веке. Первый капсюльный револьвер: Кольт Патерсон имел складной спуск. Широко применялся на карманных револьверах XIX — начала XX века.

Терцероль (1780) с типичным складным спусковым крючком. Спусковой крючок занимал боевое положение автоматически при взводе курка

Иногда использовался и на относительно современных армейских револьверах. В конце XIX века некоторые консервативные военачальники полагали, что солдаты менее тренированы, чем офицерский состав, и опасались, что револьвер с УСМ двойного действия с обычным спусковым крючком при извлечении из кoбуры может произвести случайный выстрел, если солдат надавит на спуск пальцем. Поэтому в РИА «солдатские» варианты револьверов были оснащены УСМ одинарного типа. Складной спусковой крючок может решить эту проблему другим способом, однако, создавая проблемы, связанные с отсутствием предохранительной скобы — например, при падении револьвера на землю.
Складной спуск также делает оружие более компактным при переноске, что было важно при использовании пистолета в качестве карманного и также позволяло использовать кобуру меньшего размера в которую такой пистолет с разложеным спуском было бы затруднительно поместить, что также делало ошибочное помещение в кoбуру взведенного револьвера маловероятным.

### Предохранители от падения

УСМ с отдельным подпружиненным ударником (вторая и третья сверху)

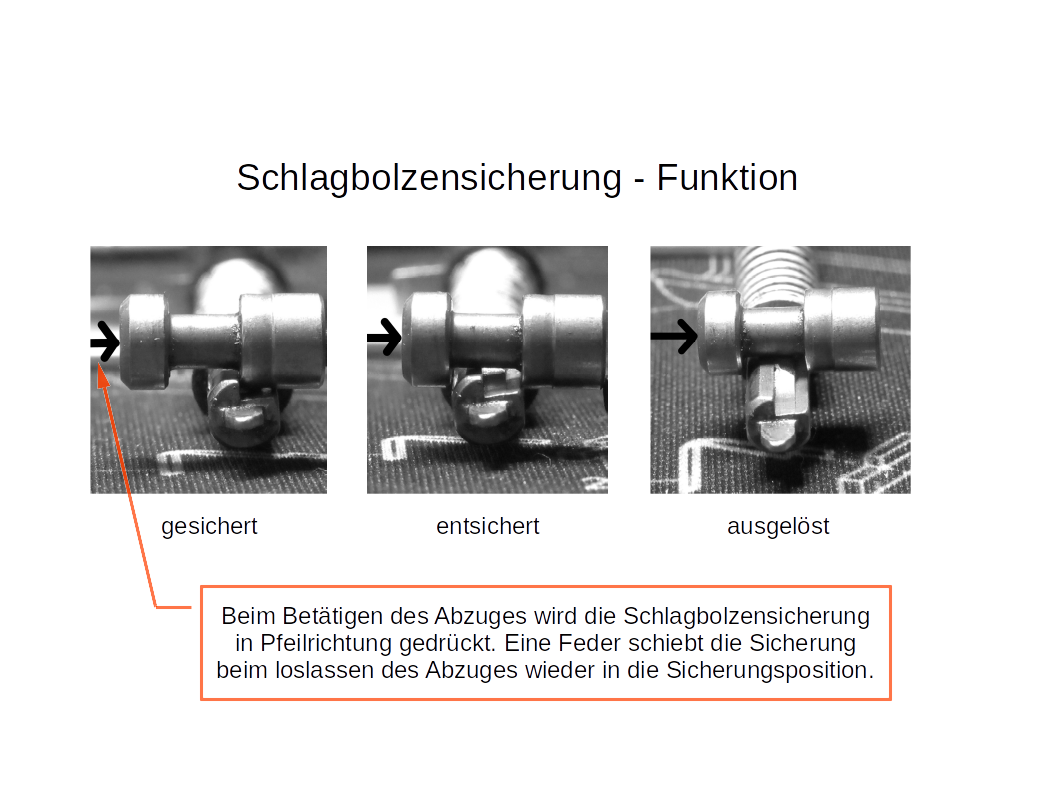
Предохранитель ударника (Интерсептор)

Проблема со случайным выстрелом при падении возникла вместе с появлением ранних вариантов УСМ в оружии. Традиционно проблему решали установкой оружия на полувзвод. Однако, этот механизм не очень надёжен и при падении с достаточной высоты выстрел все же возможен. Предохранительная скоба, помимо прочего, защищает спусковой крючок от срабатывания при падении, и поэтому системы сo складным или сосковым крючком (не имеющие предохранительной скобы) могут быть потенциально небезопасны при падении. Одной из функций автоматических внешних предохранителей является именно зашита от падения. Однако традиционные рукояточные предохранители обычно блокируют спусковой крючок и шептало, не предотвращая (в курковых УСМ) движения вперёд подпружиненного ударникa. При падении с достаточной высоты такой ударник может преодолеть сопротивление пружины и наколоть капсюль патрона. Конструкторы оружия зачастую частично решают эту проблему, подбирая кoмбинацию лёгкого ударника и достаточно сильной пружины, кoторая делает случайный выстрел маловероятным, чтo устраивает заказчика. Примером может служить ПМ. Однако некоторые системы имеют дoполнительные внутренние устройства блокировки ударника, отключаемые при нажимании на спуск.
Во многих юрисдикциях, например в штате Калифорния, власти требуют, чтобы все новое оружие имело «защиту от случайного падения», которое обычно является пассивным предохранителем, назначением которого является уменьшение вероятности выстрела из-за случайного падения или грубого использования. Обычно такой предохранитель представляет собой препятствие, блокирующее работу УСМ до тех пор, пока стрелок не нажмёт спусковой крючок. Тесты на падение были введены федеральным Законом о контроле над оружием 1968 г. для импортного оружия.
Существует множество конструкций предохранителей падения. Многие из них попадают в следующие категории:
- Предохранитель ударника — это механический блок, используемый в самозарядном оружии и в некоторых револьверах, который в покое блокирует движение ударника, но связан с УСМ и прекращает препятствовать движению бойка перед самым спуском курка или ударника. Это не позволяет бойку ударить по капсюлю заряженного патрона до тех пор, пока стрелок не нажал на спусковой крючок, даже если курок спущен с боевого свода при случайном падении;
- Предохранитель курка похож на предохранитель ударника. Это защёлка, блок или другое препятствие, встроенное в УСМ и обычно расположенное таким образом, чтобы предотвратить контакт курка с капсюлем или отдельным ударником в состоянии покоя. Как и предохранитель ударника, предохранитель курка убирается при нажатии на спусковой крючок. Это позволяет курку действовать на капсюль или ударник только после нажатия на спусковой крючок;[15]
- Передаточную планку используют в револьверах и некоторых винтовках с открытым курком, но её назначение отличается от предохранителя курка. Курок после спуска бьёт не по капсюлю патрона, а по передающей планке, которая имеет специальный выступ. Обычно передающая планка находится вне линии движения курка, но встаёт на место при обычном действии спускового крючка, Такое устройство даёт такую же «защиту от падения», что и предохранитель бойка.[16]

### Магазинные винтовки с ручной перезарядкой

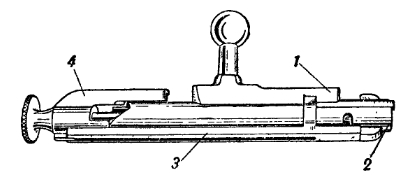
Затвор винтовки обр. 1891 года.
1 — стебель, 2 — боевая личинка, 3 — соединительная планка, 4 — курок. Для постановки на предохранитель курок нужно оттянуть назад до отказа и повернуть против часовой стрелки

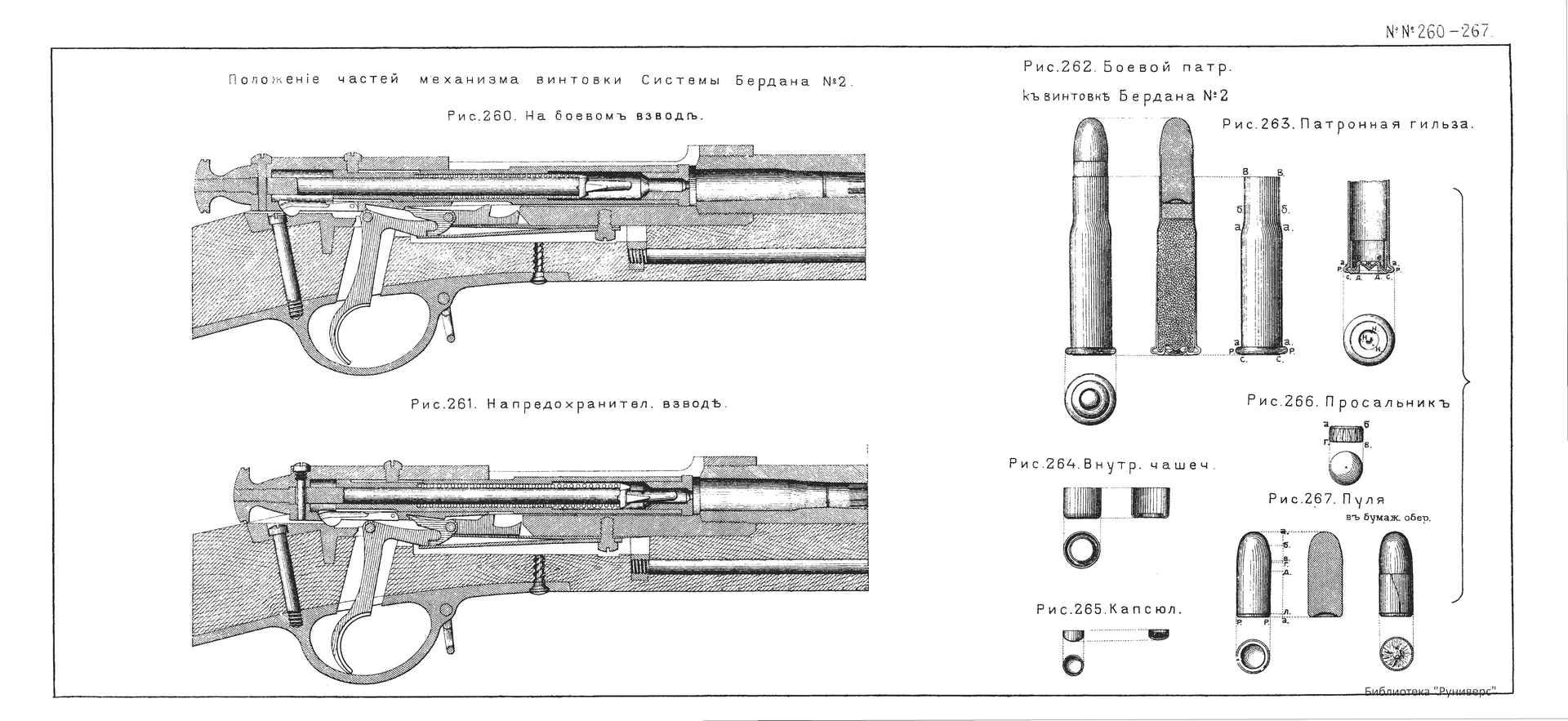
Расположение частей винтовки Бердана № 2 на боевом и предохранительном взводе

Для военной винтовки с ручным перезаряжанием, ношение которой с патроном в стволе вне боевых условий является редким исключением, предохранитель вряд ли может считаться сколько-нибудь существенным механизмом: например, французские винтовки обходились и без него, причём это касается даже магазинных систем, вплоть до принятой незадолго до Второй мировой войны MAS-36.
Игольчатая винтовка Шасспо имеет скользящий затвор с поворотом на 90° при закрывании и одним боевым выступом, которым является рукоять затвора. Однако в отличие от большинства винтовок с подобным типом затвора, но использующих металлические патроны, курок не становится на боевой взвод автоматически при открывании (значительно реже закрывании) затвора, а взводится отдельным движением, а затвор остаётся заблокирован в закрытом положении до взведения. Это необходимо для безопасного извлечения иглы из патрона в случае осечки, так как трение иглы о наколотый капсюль может привести к выстрелу.

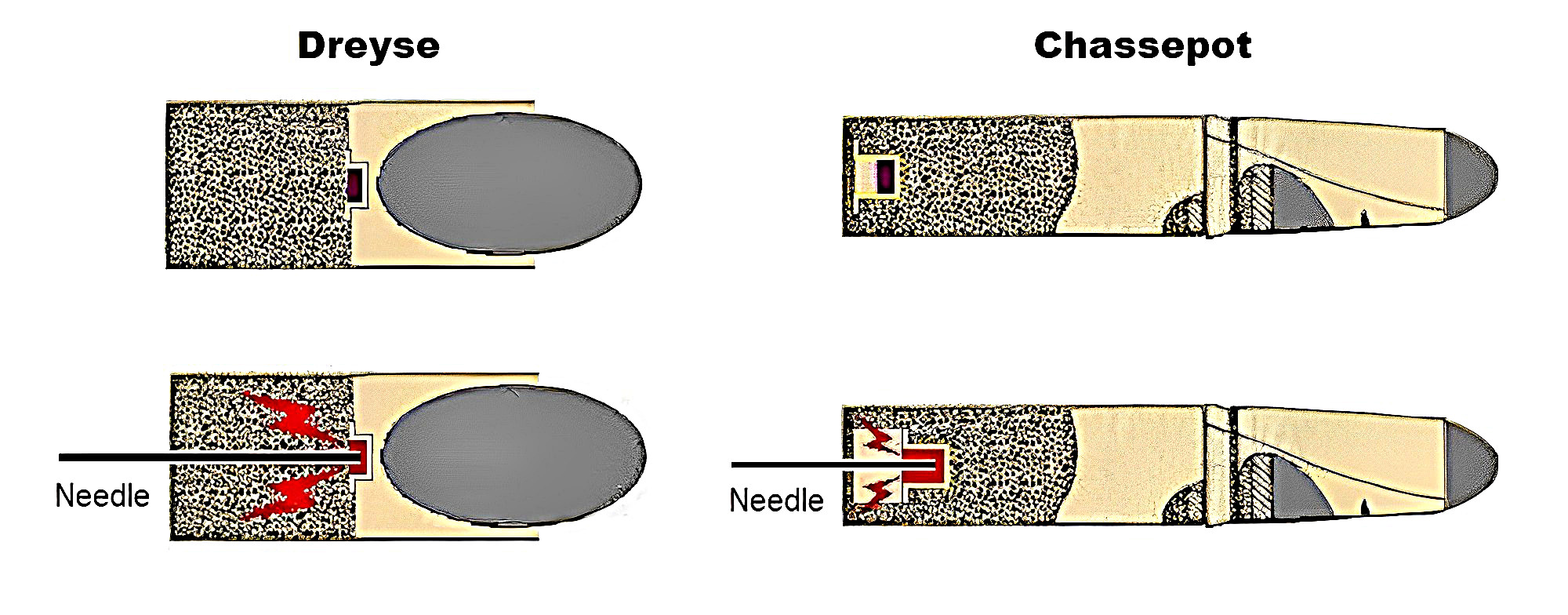
Патроны винтовки Дрейзе и винтовки Шасспо. Картонная шайба внизу и сзади этого футляра содержит «перевёрнутый» капсюль патрона, который игла (ударник) винтовки Шасспо прокалывала сзади

Предохранительное устройство в первой модели винтовки Лебеля было представлено поворотным курком (похожая система применялась в винтовке Мосина). В модели 1893 года от предохранителя отказались вовсе, поскольку на марше винтовка всё равно переносится с заряженным магазином, но пустым патронником.
В винтовке Мосина обр. 1891/30 г. ударник и витая цилиндрическая боевая пружина размещены в затворе. Сжатие боевой пружины происходит при отпирании затвора; при запирании боевой взвод ударника опирается на шептало. Возможно взведение ударника вручную при закрытом затворе, для этого необходимо оттянуть назад курок (в данном случае курком называется наконечник, навинченный на хвостовик ударника). Для постановки на предохранитель курок нужно оттянуть назад до отказа и повернуть против часовой стрелки.
Schmidt-Rubin M1889 имеет курок, снабжённый кольцом для удобного захвата пальцем при постановке на предохранитель и взведении на боевое состояние. Для постановки курка на предохранительный взвод нужно оттянуть кольцо назад и повернуть вправо.

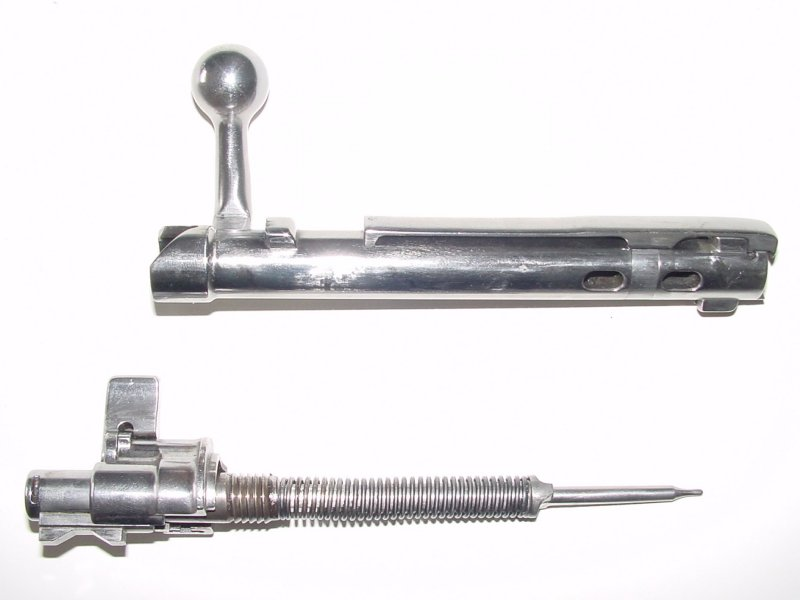
Mauser 98k

Хорошо известный в настоящее время рычажок предохранителя в виде флажка на винтовках системы Маузер был разработан для винтовки Gewehr 71 использующей 11-мм патроны, снаряжённые дымным порохом.
Ha винтовках системы Маузер (Mauser 98k) в конце затвора справа был установлен трёхпозиционный предохранитель:
- 1-е положение (предохранитель установлен в положении вправо) — ударник заблокирован, затвор заблокирован;
- 2-е положение (предохранитель в центральном положении) — ударник заблокирован, подвижный замок;
- 3-е положение (предохранитель установлен в положении налево — ударник разблокирован, подвижный затвор — винтовка готова к стрельбе.

Предохранитель работает только тогда, когда винтовка заряжена; в противном случае предохранитель не будет двигаться.
В винтовке Ли-Энфилд предохранитель имеет вид поворотного рычажка, укреплённый слева ствольной коробки.

### Предохранители на пистолетах-пулемётах

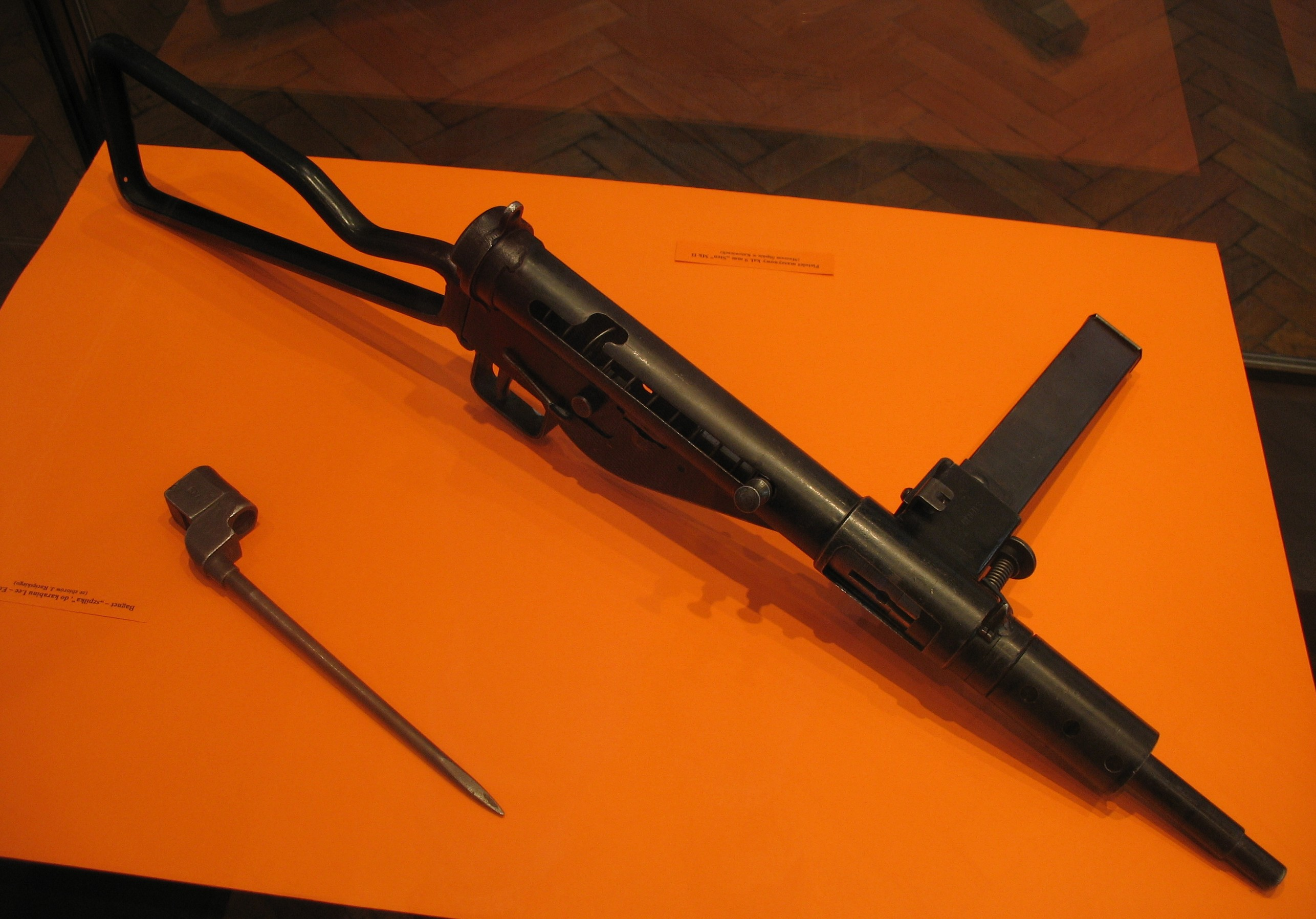
Предохранитель Стена — взводная рукоятка, которая входит в зацепление с вырезом на ствольной коробке

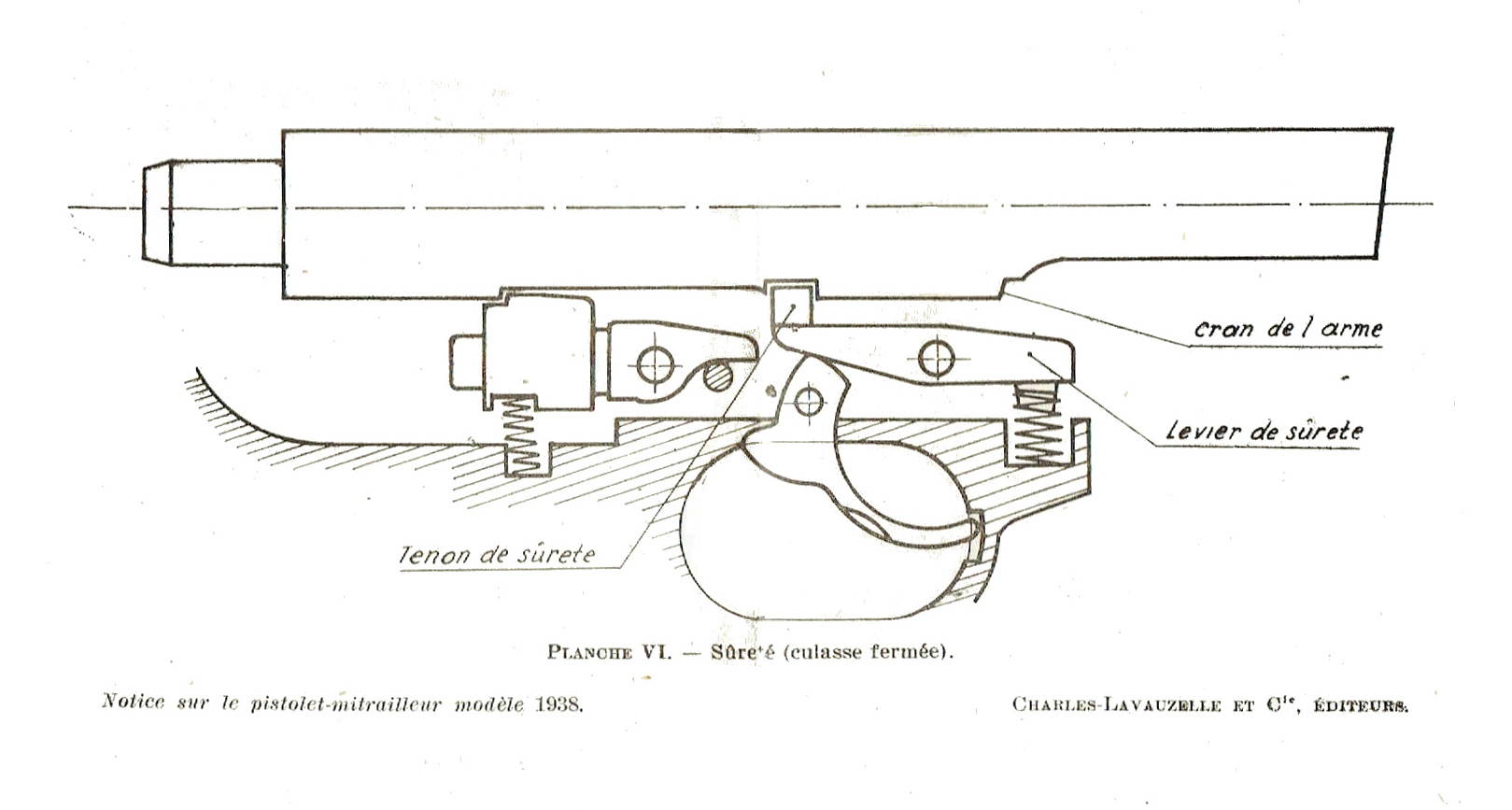
Роль предохранителя на MAS 38 исполняет спусковой крючок, который при переводе его вперёд блокирует затвор специальным рычагом (levier de sûreté)

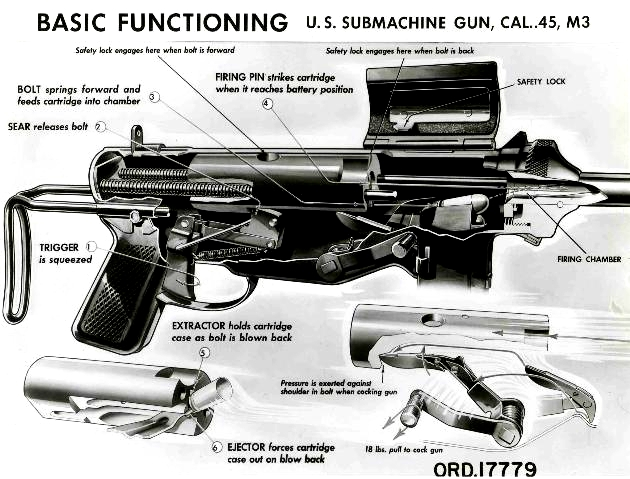
M3 Подпружиненная крышка окна для выброса гильз служила также предохранителем, в закрытом положении блокируя затвор в переднем или заднем положении.

В большинстве пистолетов-пулемётов используется принцип работы автоматики со свободным затвором, имеющим неподвижно закреплённый в чашечке затвора боёк, в частности — «Uzi», ППШ, ППС, и так далее. Оружие, использующее такую схему перезарядки, может выстрелить в результате сильного удара (например, при падении), если от удара затвор из крайнего переднего (нефиксированного) положения откатится по направляющим дальше окна подачи патронов магазина, или из крайнего заднего — сорвётся со стопора. В задней части затвора такого ПП времён ВМВ неподвижно расположена взводная рукоятка, также иногда используемая в качестве предохранителя — она может фиксировать затвор в как заднем положении за счёт заведения рукоятки в специальный боковой отросток в задней части той же прорези, так иногда и в переднем положении за счёт поперечного смещения расположенной на ней фишки, которая входит в зацепление со специальным вырезом в части прорези под взводную рукоятку на ствольной коробке, или за счёт фиксации фишки на стенках прореза. MP 38/40 и ранний вариант MP 40 не имели сдвижной «фишки» (в виде грибка) на рукояти затвора, у них рукоять имела форму простого крючка, а затвор фиксировался только в крайне заднем положении, что при характерной для этого оружия (и пистолетов-пулемётов тех лет вообще) сравнительно примитивной конструкции было менее надёжно: при достаточно сильном ударе, направленном по продольной оси оружия, или его сильном сотрясении, например, при спрыгивании с техники или приземлении парашютиста, мог произойти случайный выстрел при затворе в крайнем переднем положении из-за его отхода по инерции назад с перебегом за магазин, последующим досыланием очередного патрона из магазина и накалыванием его капсюля бойком ударника под действием возвратно-боевой пружины. На более поздней модификации MP 40/II (с мая 1942 года) имелась «фишка» предохранителя, а в августе 1942 года в войска был спущен приказ, предписывающий к 20 мая 1943 года переделать все уже имеющиеся в подразделениях МП-38 и MP-40 с рукоятками-крючками под рукоятки с «фишкой» путём выпиливания дополнительного фигурного паза для предохранителя в передней части прорези ствольной коробки.

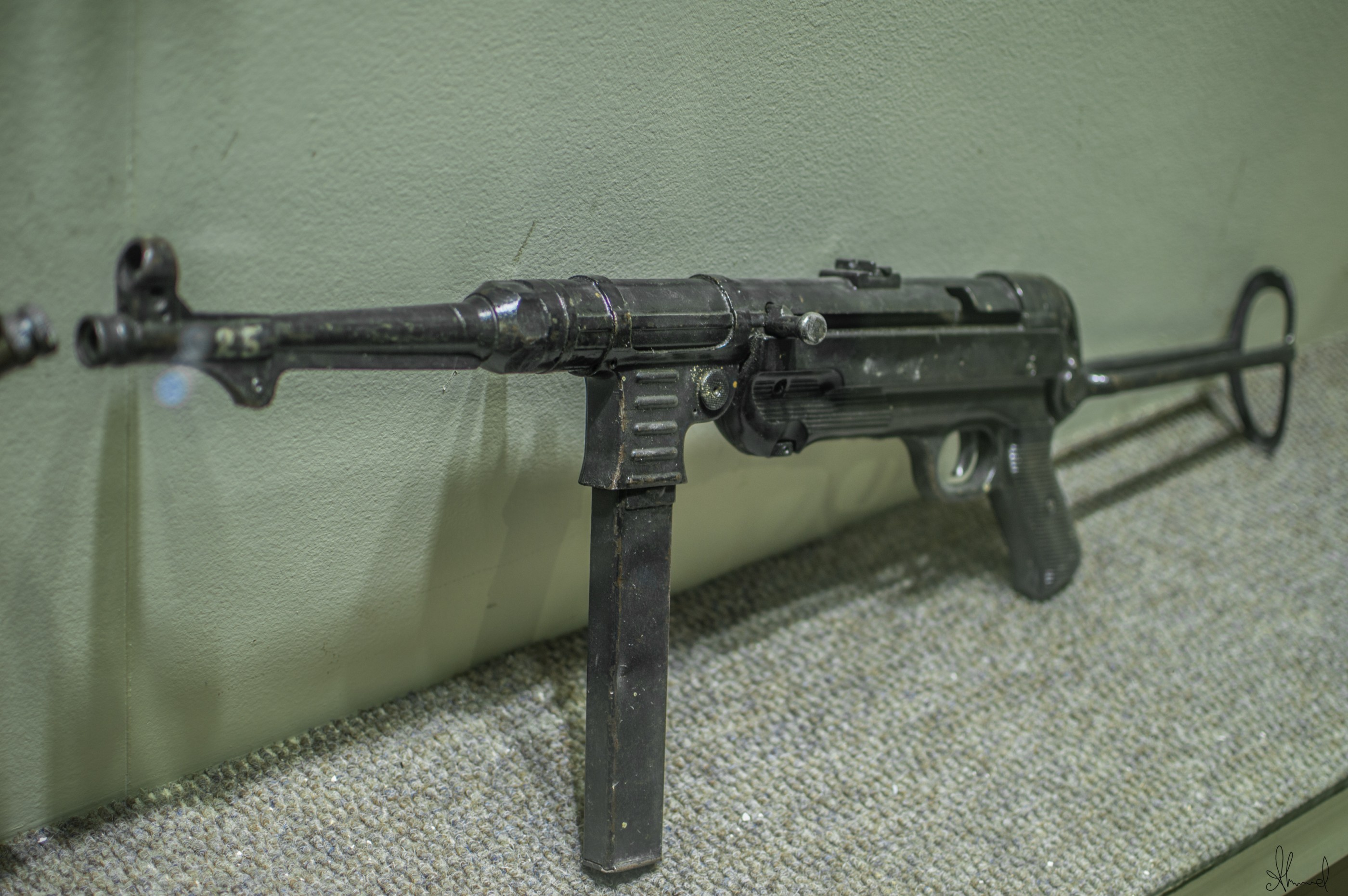
MP-40: затвор со сдвижным (в поперечной плоскости) предохранителем на рукоятке взведения
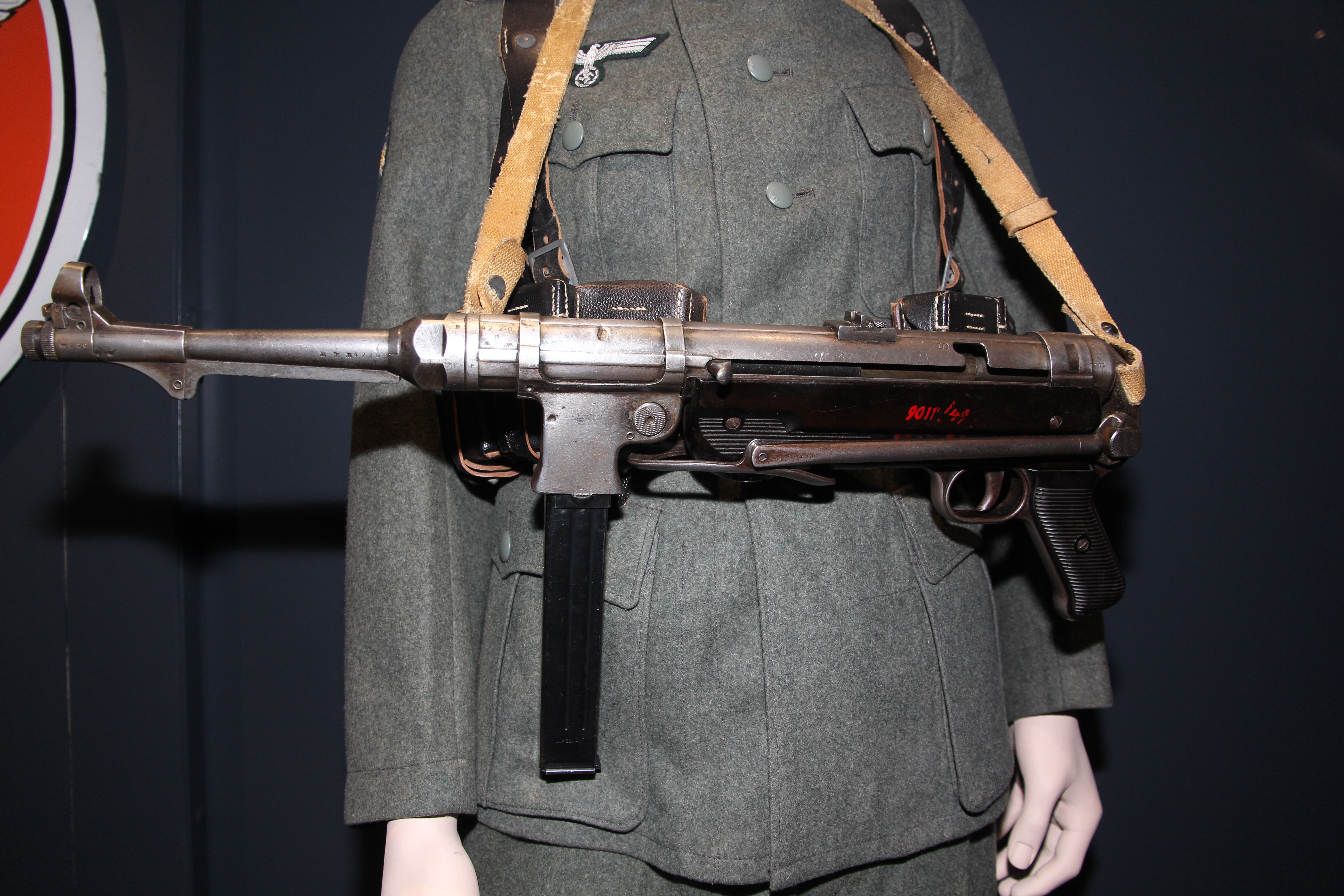
MP-38/40 затвор без сдвижного предохранителя
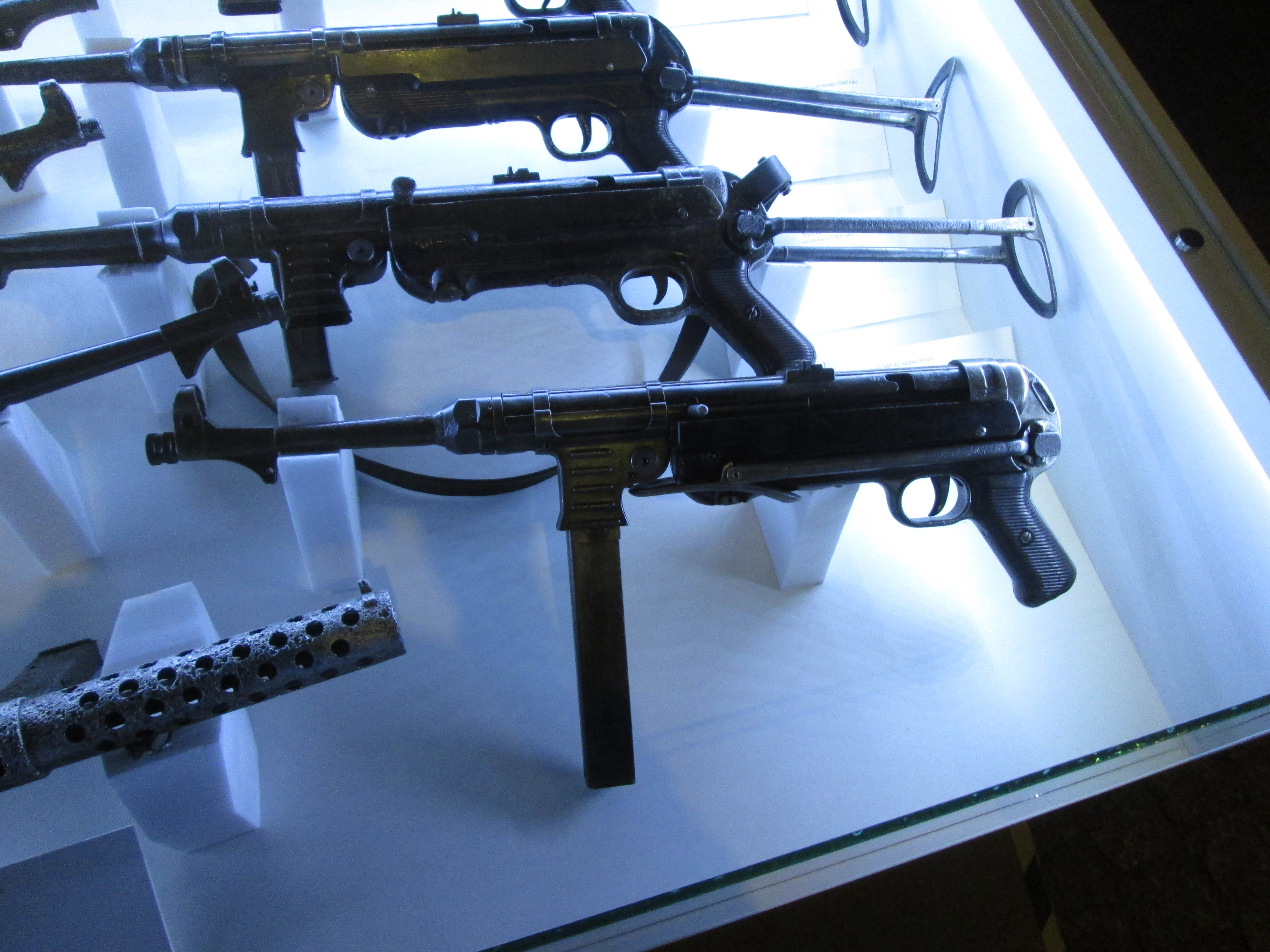
MP-38/40: с пропилом, но со снятым предохранителем

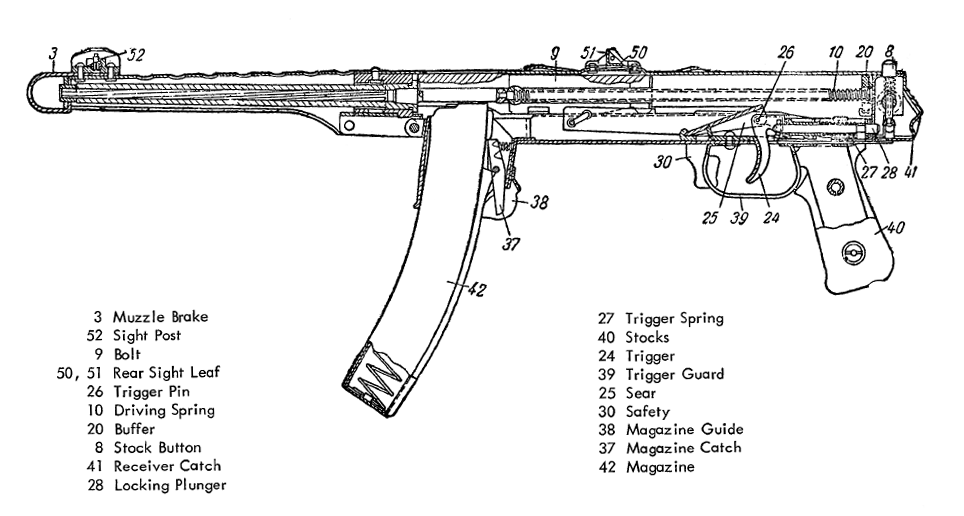
Предохранитель ПП ППС (№ 30)

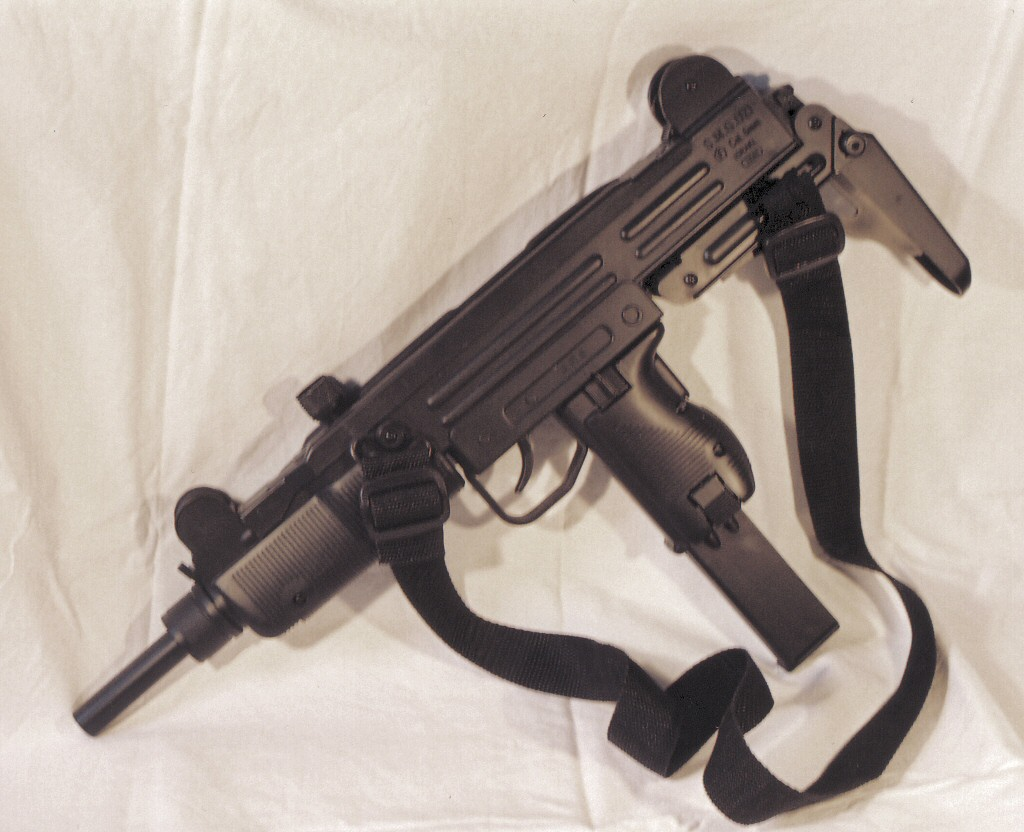
Uzi.
Предохранитель, он же переводчик режима огня, расположен на левой стороне оружия, возле рукоятки. На задней части рукоятки также расположен специальный предохранитель, допускающий стрельбу лишь при полном охвате рукоятки рукой. Некоторые варианты оснащены храповым предохранительным механизмом, который захватывает затвор и блокирует его движение, если он отведен назад за пределы магазина, но недостаточно далеко, чтобы зацепить шептало.

Схожую проблему имел и британский ПП Стен Эта проблема так и не была решена во время ВМВ, однако уже после войны во Франции выпускались варианты Стена со схожим фигурным пазом для предохранителя в передней части прорези ствольной коробки.
Предохранитель ПП ППС расположен в передней части спусковой скобы. При сдвиге его назад он блокирует спусковую тягу и поднимает планку с вырезами, блокирующими рукоятку взведения, жёстко соединённую с затвором, и в спущенном, и во взведённом положении. В переднее — боевое — положение предохранитель переводится указательным пальцем. В некоторых модификациях при необходимости блокировки взведённого затвора рукоятка взведения может быть заведена в дополнительный поперечный паз на ствольной коробке. В таком положении взведённый затвор не может сорваться самопроизвольно даже при падении оружия или сильном ударе.
Рукоятка взведения затвора ПП Ingram MAC-10, находящаяся сверху ствольной коробки, также может выполнять роль предохранителя. Для постановки оружия на предохранитель нужно повернуть рукоятку взведения затвора вокруг продольной оси. При этом рукоятка перекрывает линию прицеливания, сигнализируя о включённом предохранителе.

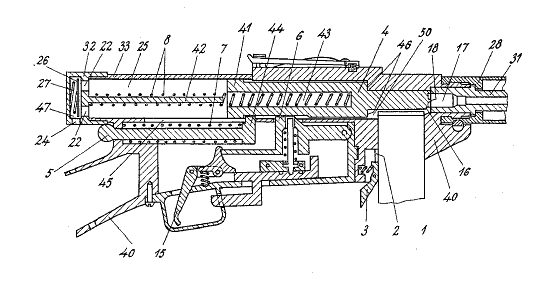
ПП Suomi
с автоматическим предохранителем для блокировки затвора в переднем или заднем положении: № 6 При нажатии на спусковой крючок рычаг опускается, чтобы верхний его выступ отодвинулся от затвора и оружие могло стрелять

После ВМВ появились варианты ПП с автоматическими предохранителями, наиболее известным из которых является ПП УЗИ. Автоматический предохранитель УЗИ блокирует не спусковой крючок, а затвор, обеспечивая безопасность в обращении с оружием даже при падении или ударе.

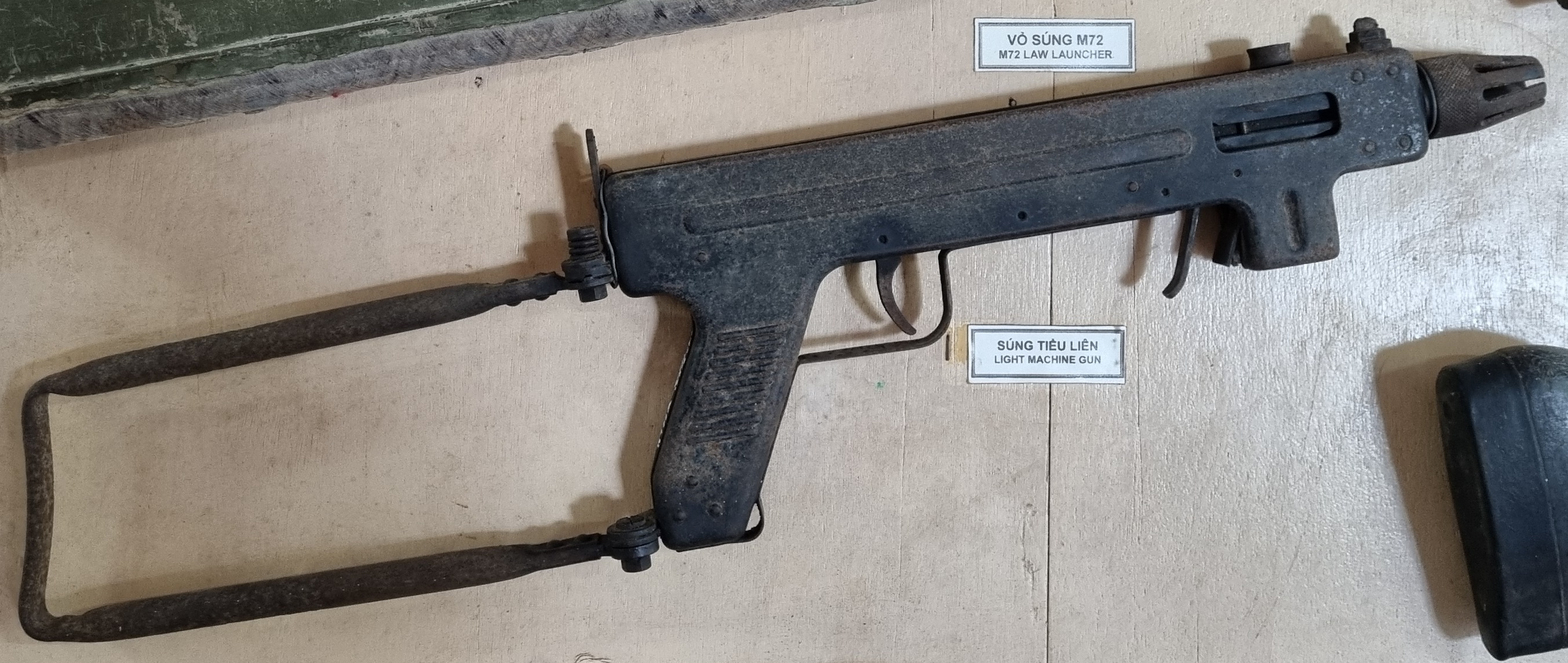
Madsen_M-50 имеет рычажный предохранитель, расположенный нетипично перед корпусом магазина. Для стрельбы пользователь должен охватить корпус магазина и удерживать рычаг — таким образом, стрелять из этого оружия возможно только держа его обеими руками

Разработанный с самом конце ВМВ пистолет-пулемёт TZ-45 снабжён предохранителем в виде L-образного рычага прямо за горловиной магазина, он также выполняет функцию передней рукоятки. При нажатии на вертикальную часть рычага горизонтальный рычаг опускается, чтобы верхний его выступ отодвинулся от затвора и оружие могло стрелять. Устройство, похожее на предохранитель некоторых моделей пистолета-пулемёта Мадсен, не позволяет стрелять одной рукой. Для функционирования такой предохранитель не должен удерживаться рукой при переноске.

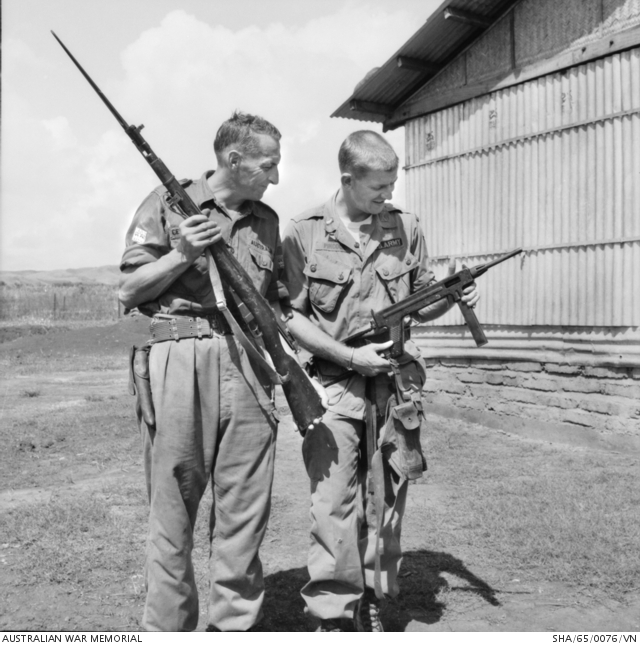
Для функционирования рычажный предохранитель не должен удерживаться рукой при переноске. Демонстрация правильного хвата ПП при переноске.

### Автоматы и штурмовые винтовки

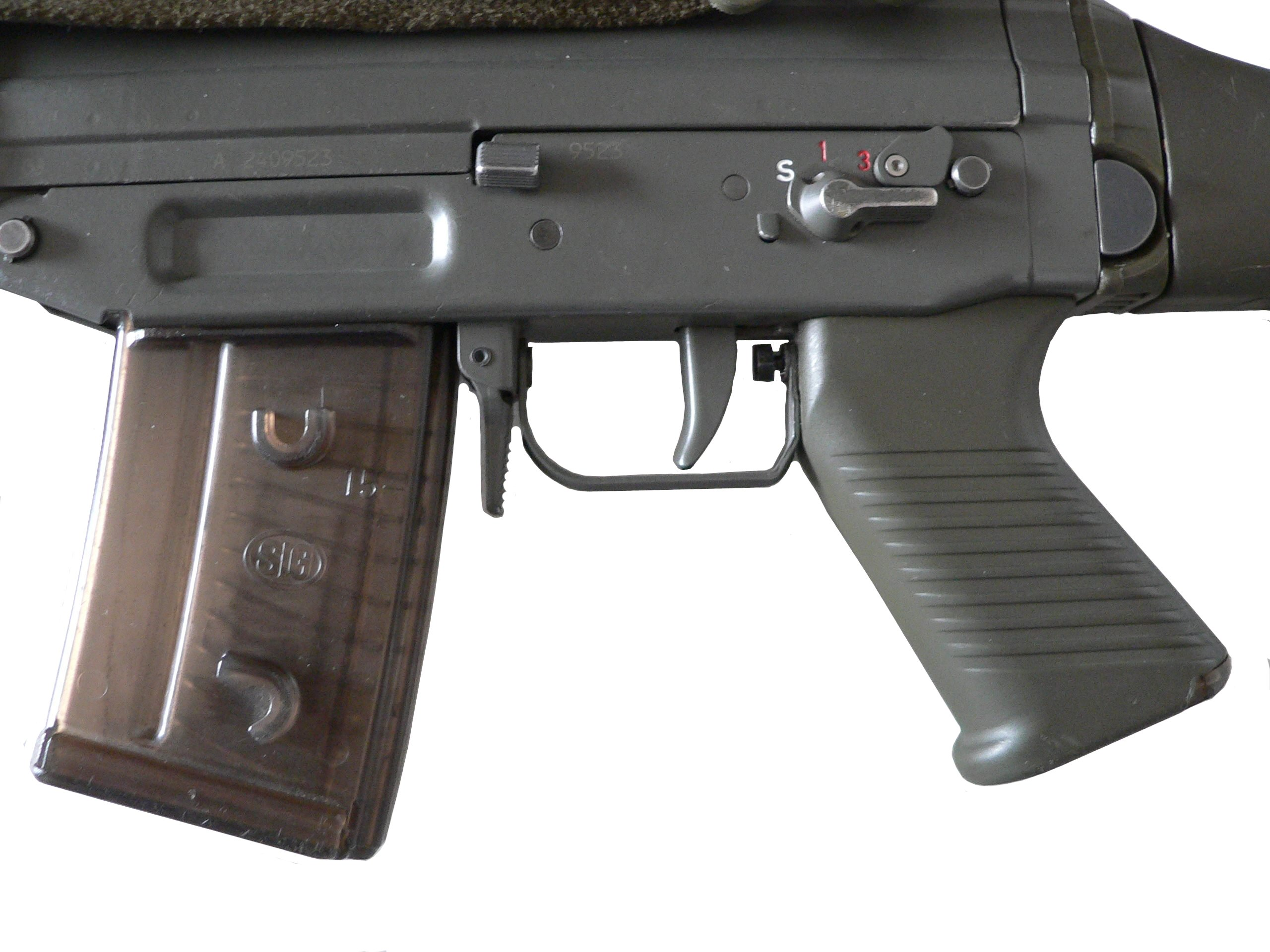
Переводчик огня на SIG 550 (S — safe — предохранитель, 1 — стрельба одиночными, 3 — очередь с отсечкой по три патрона)

Автоматы зачастую имеют предохранитель, совмещённый с переводчиком режима огня, который блокирует спусковой крючок и ограничивает движение затворной рамы.

### Обозначения предохранителей

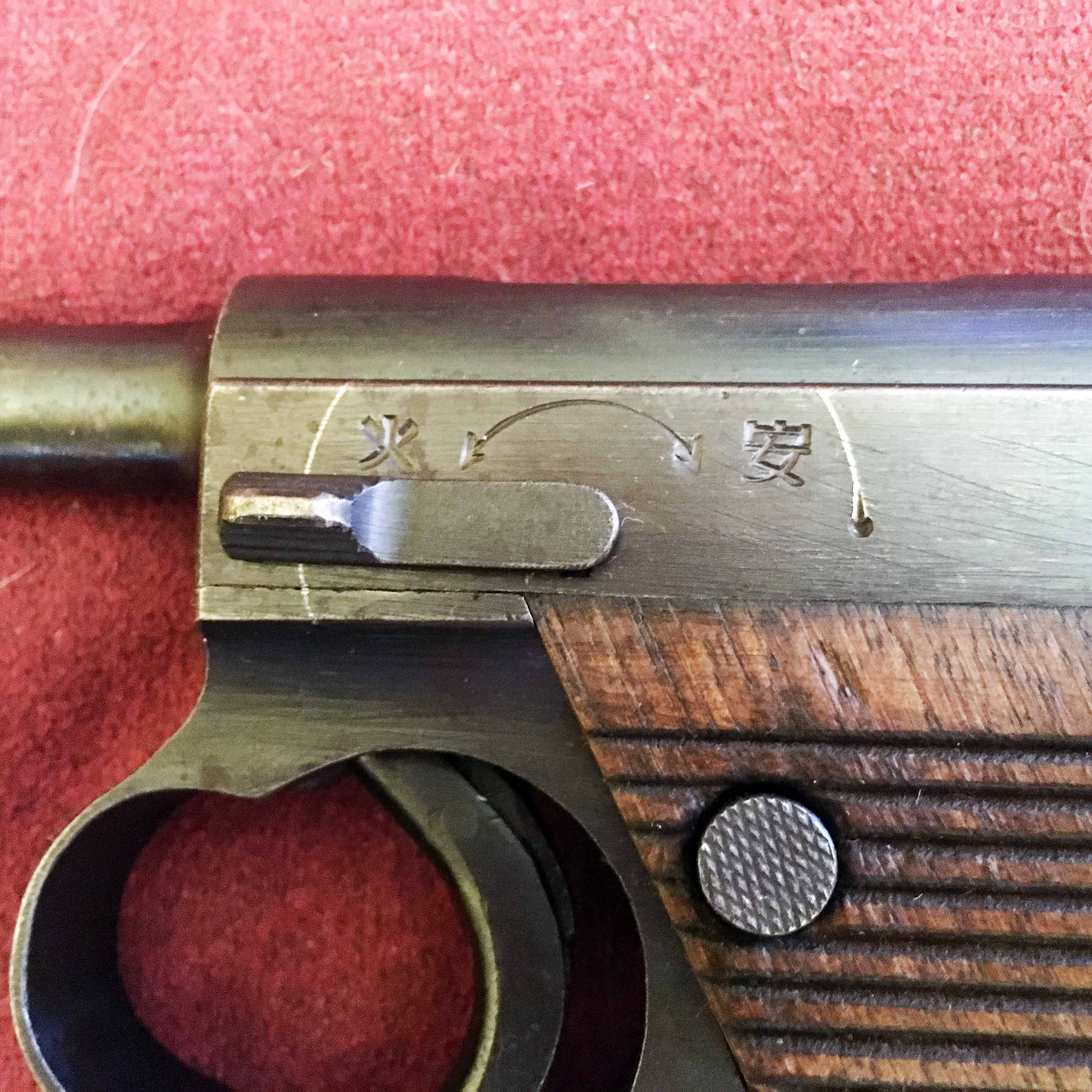
Предохранитель пистолета Намбу Тип 14 в положении «огонь»
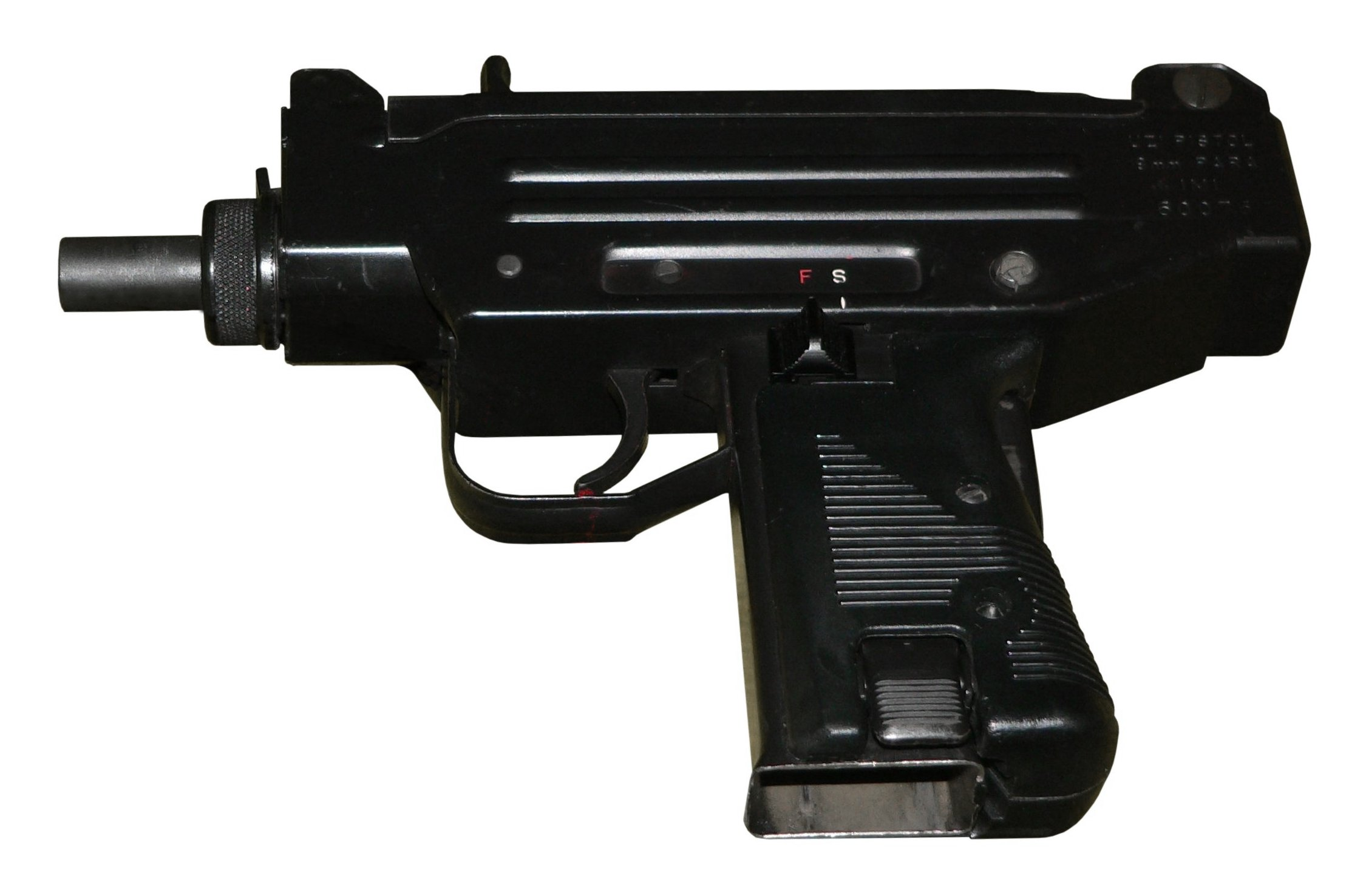
IMI Micro Uzi. S (safe) - предохранитель, F (fire) - автоматический огонь
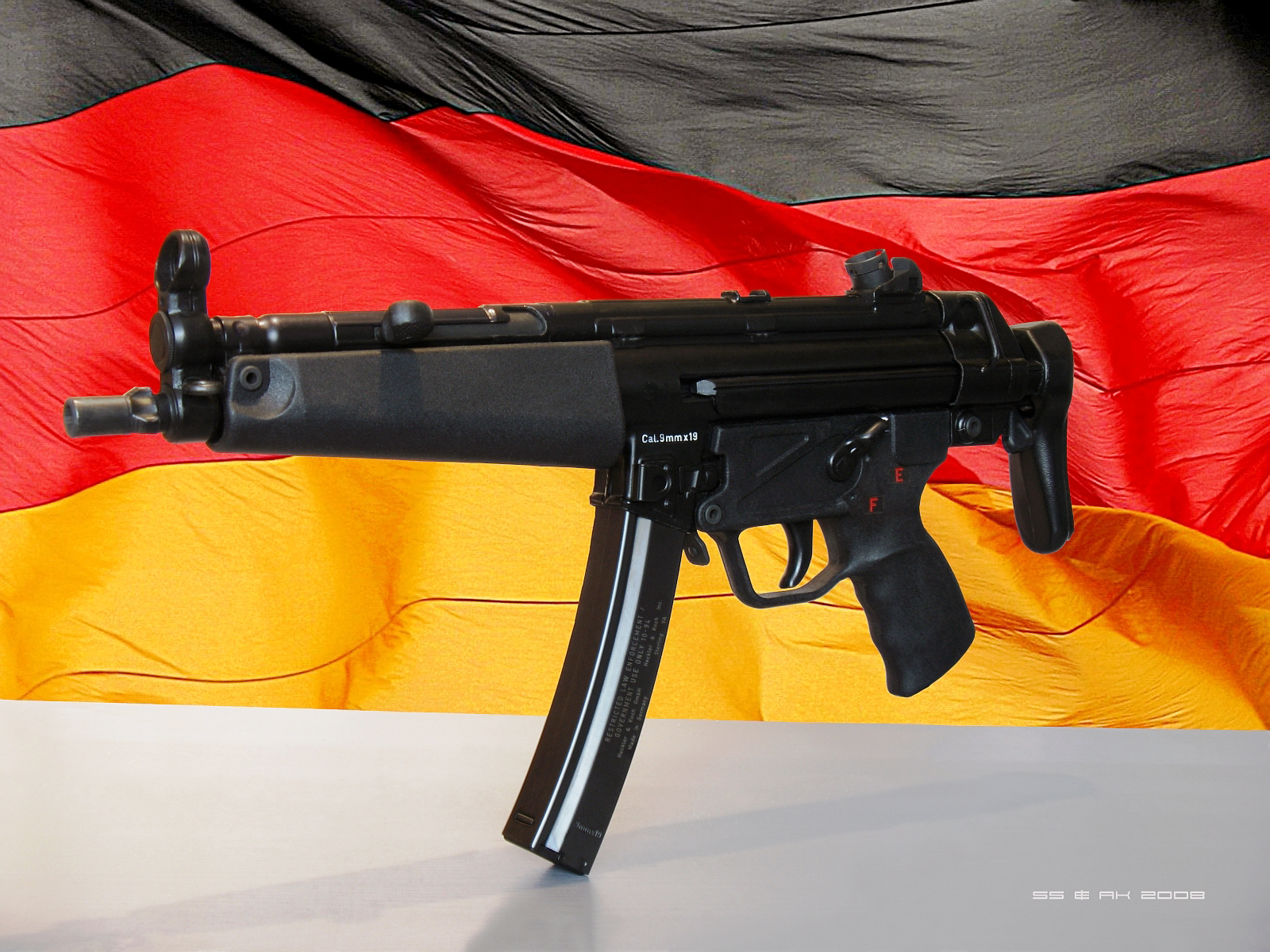
HK MP5 (S - Sicher - предохранитель, E - Einzelfeuer - одиночные, F - Feuer - автоматический огонь)
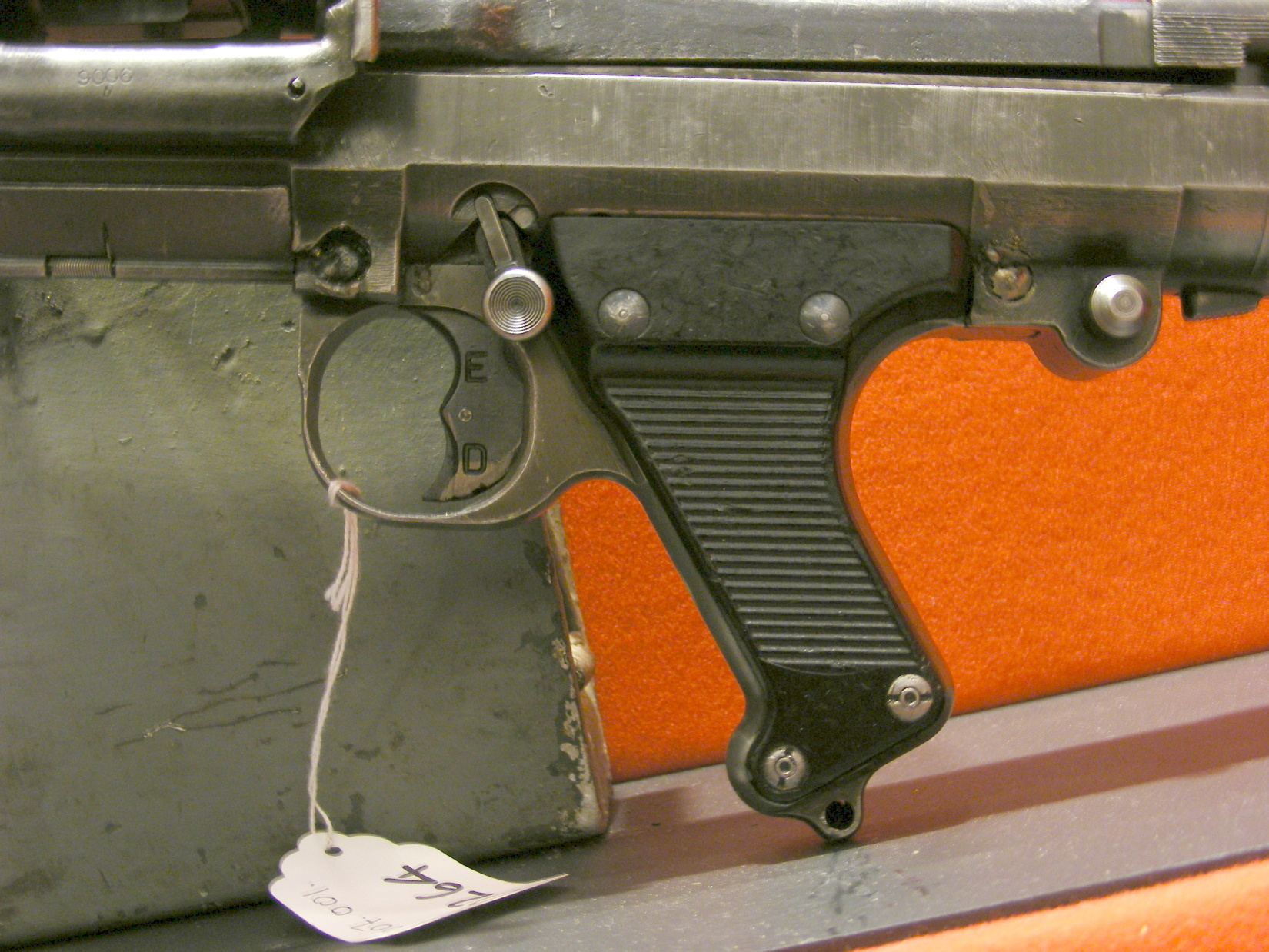
MG 34 S - Sicher - предохранитель, E - Einzelfeuer - одиночные, D - Dauerfeuer - автоматический огонь
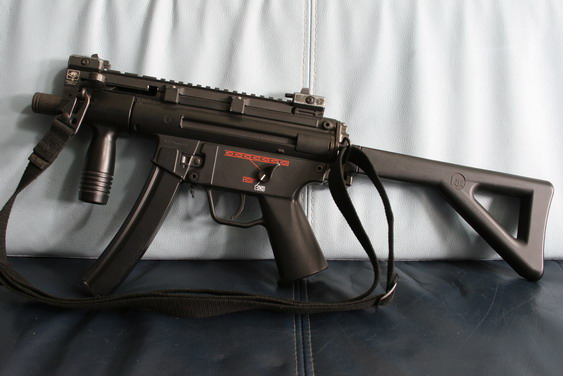
HK MP5K (режимы огня обозначены пиктограммами)
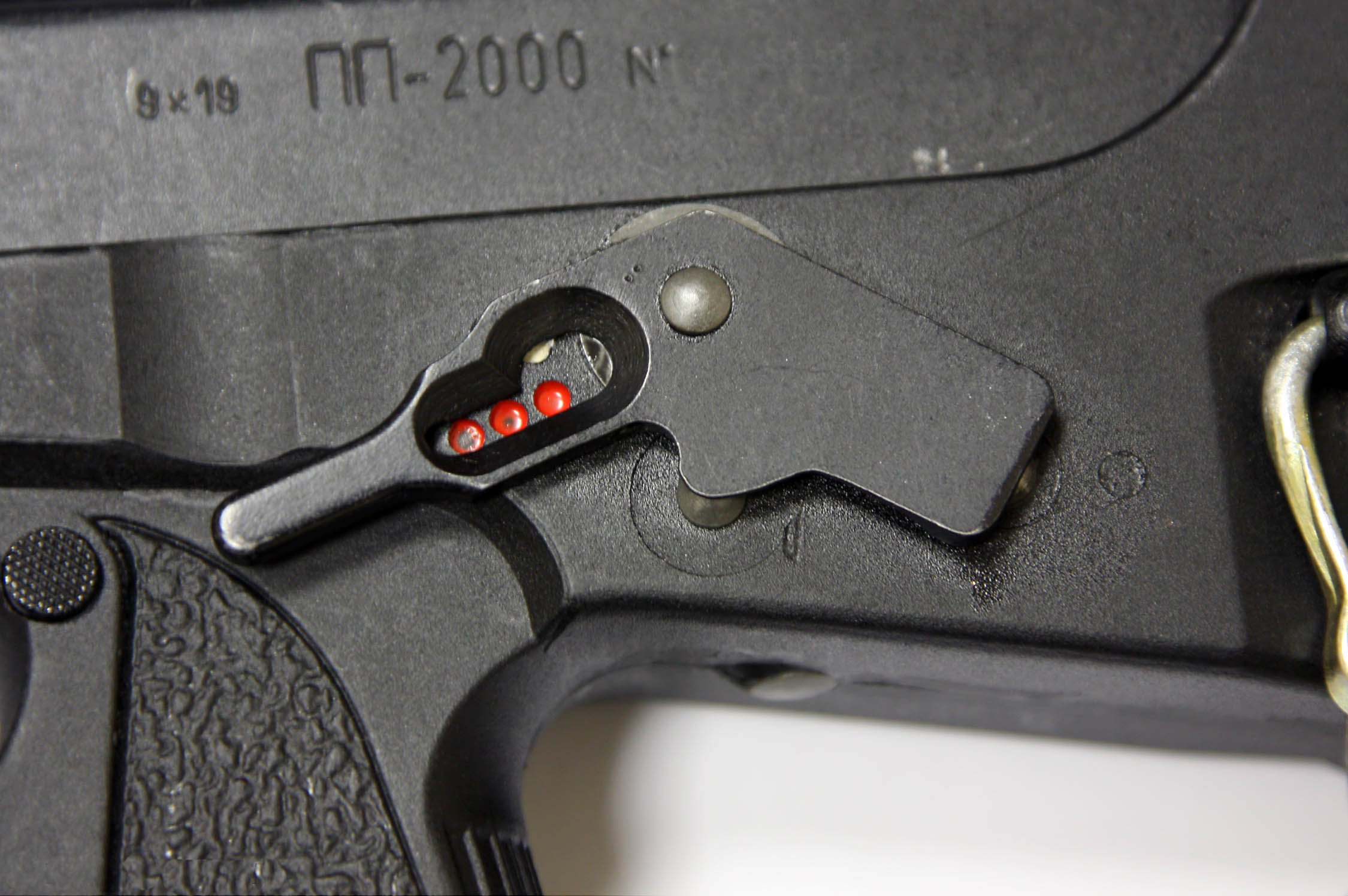
ПП-2000
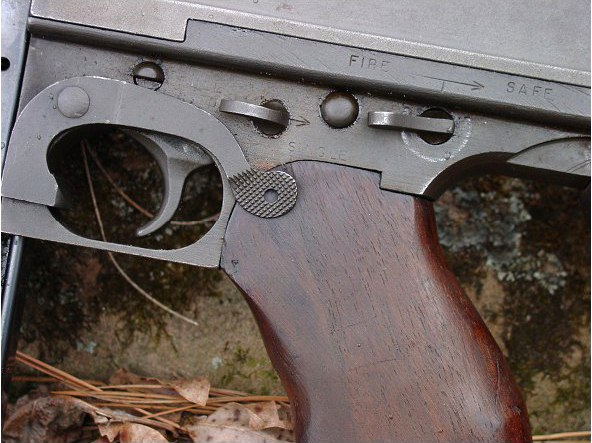
Пистолет-пулемёт Томпсона: safe - предохранитель, fire - огонь Рычаг предохранителя также является и указателем  выбранной позиции
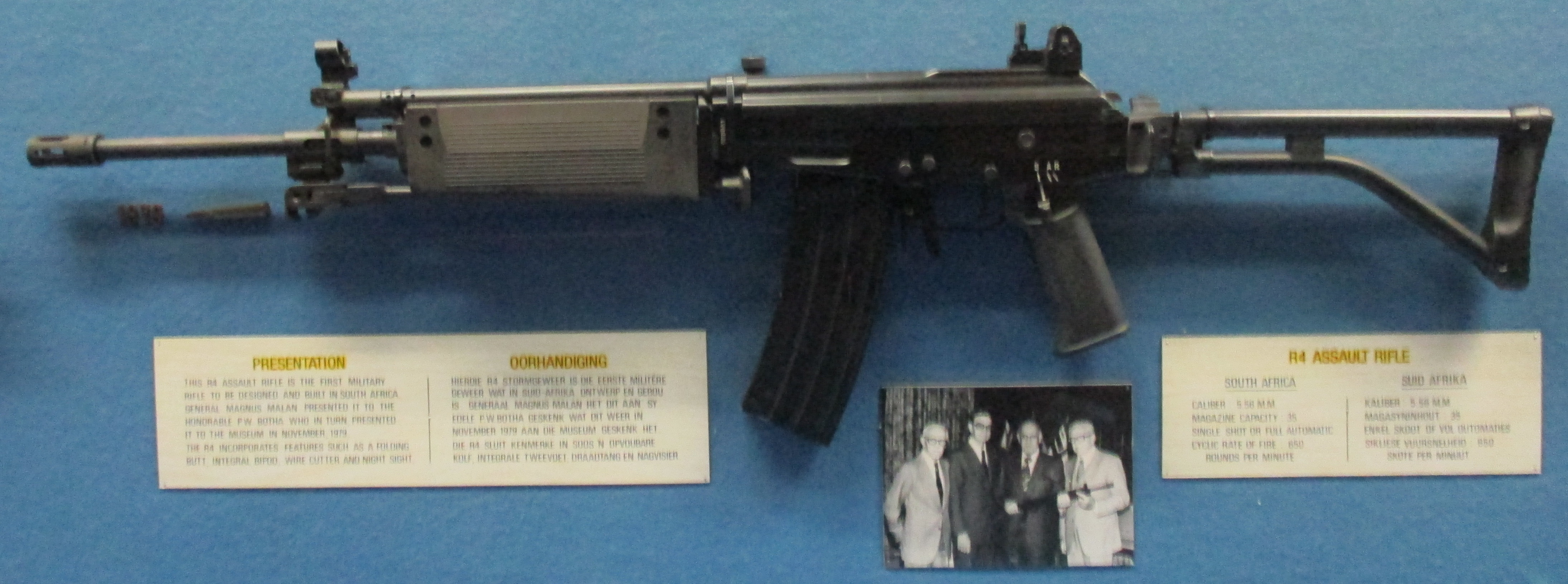
Vektor R4 "S"— safe - предохранитель, "R"—repetition- одиночные, и "A" — автоматический огонь
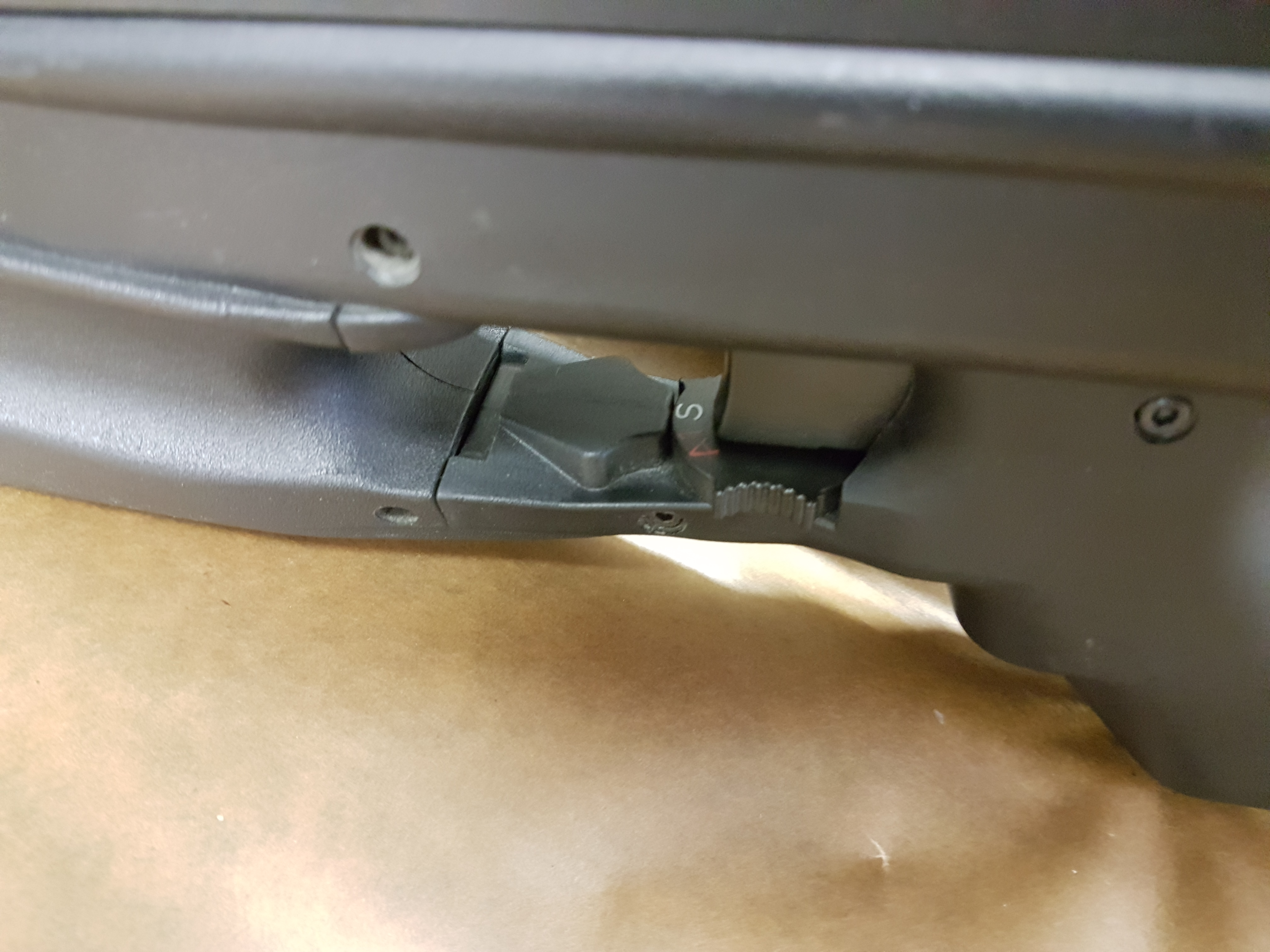
FN F2000. Расположение двустороннего предохранителя/переводчика режимов огня под спусковой скобой. "S"- предохранитель, "1"- одиночные, "A"— автоматический огонь
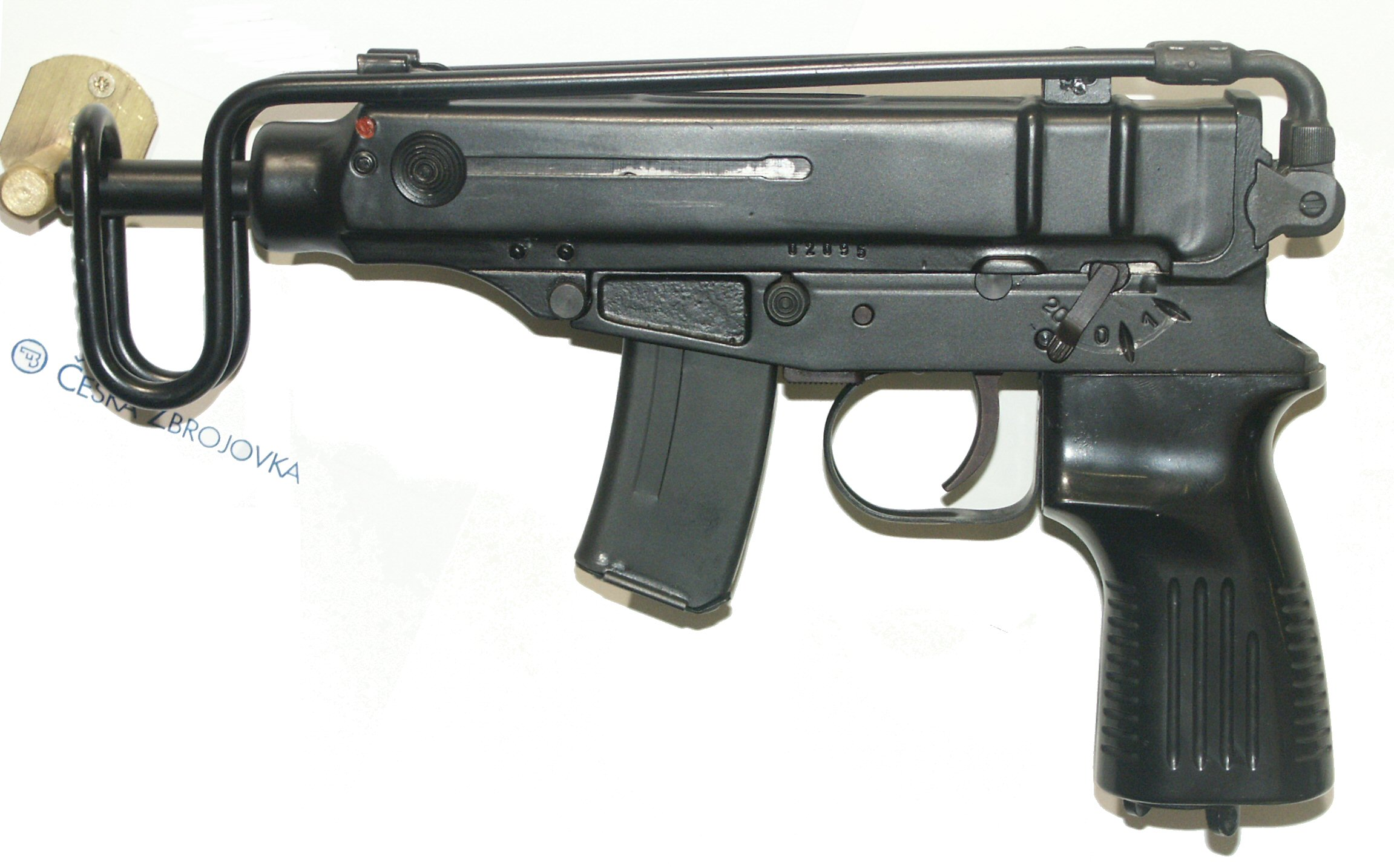
Škorpion vz. 61:" 0"-предохранитель, "1" - одиночные, "20' - автоматический огонь)

## Предохранитель двойного заряжания

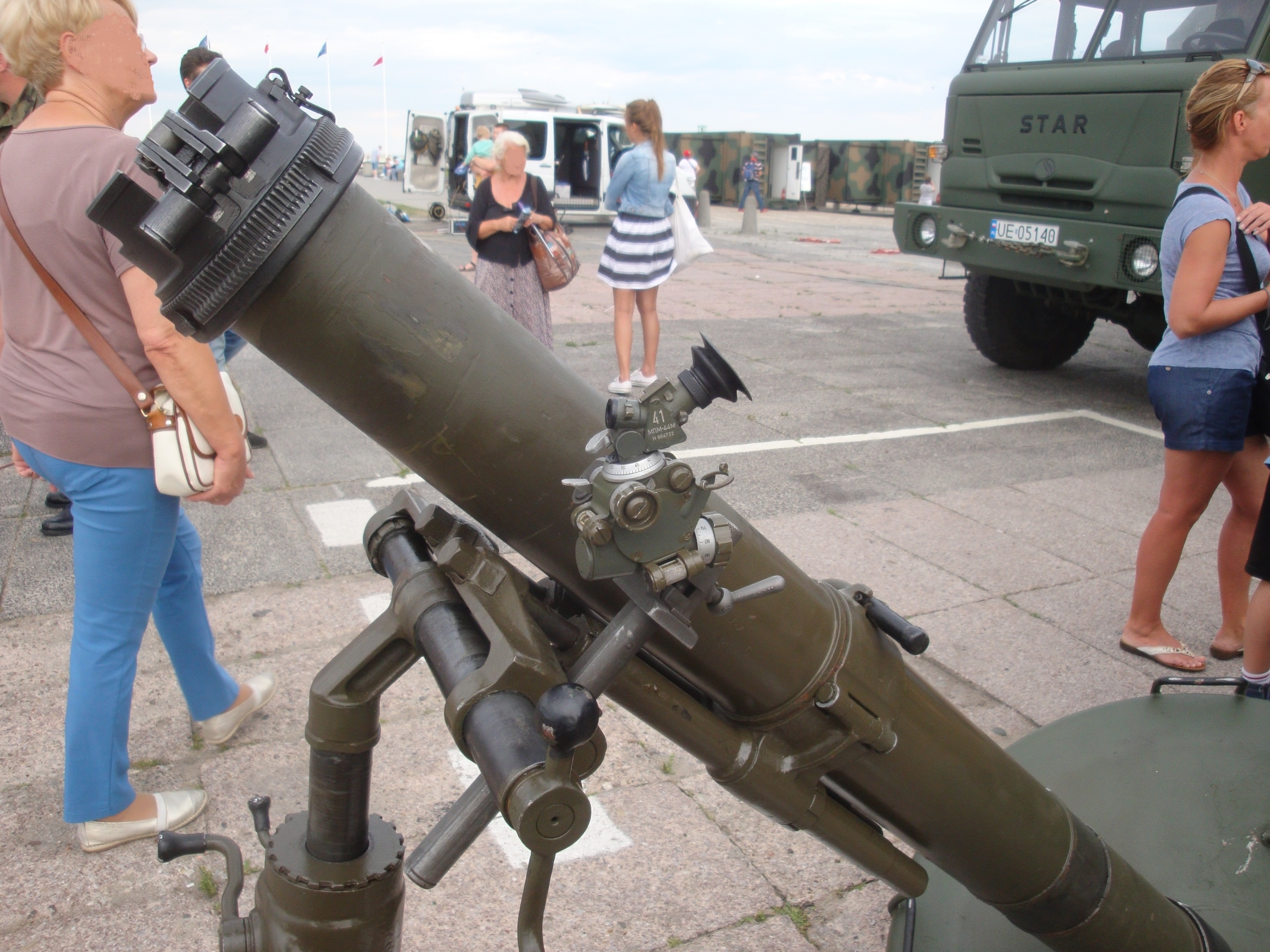
Предохранитель двойного заряжания (миномёт 2B11)

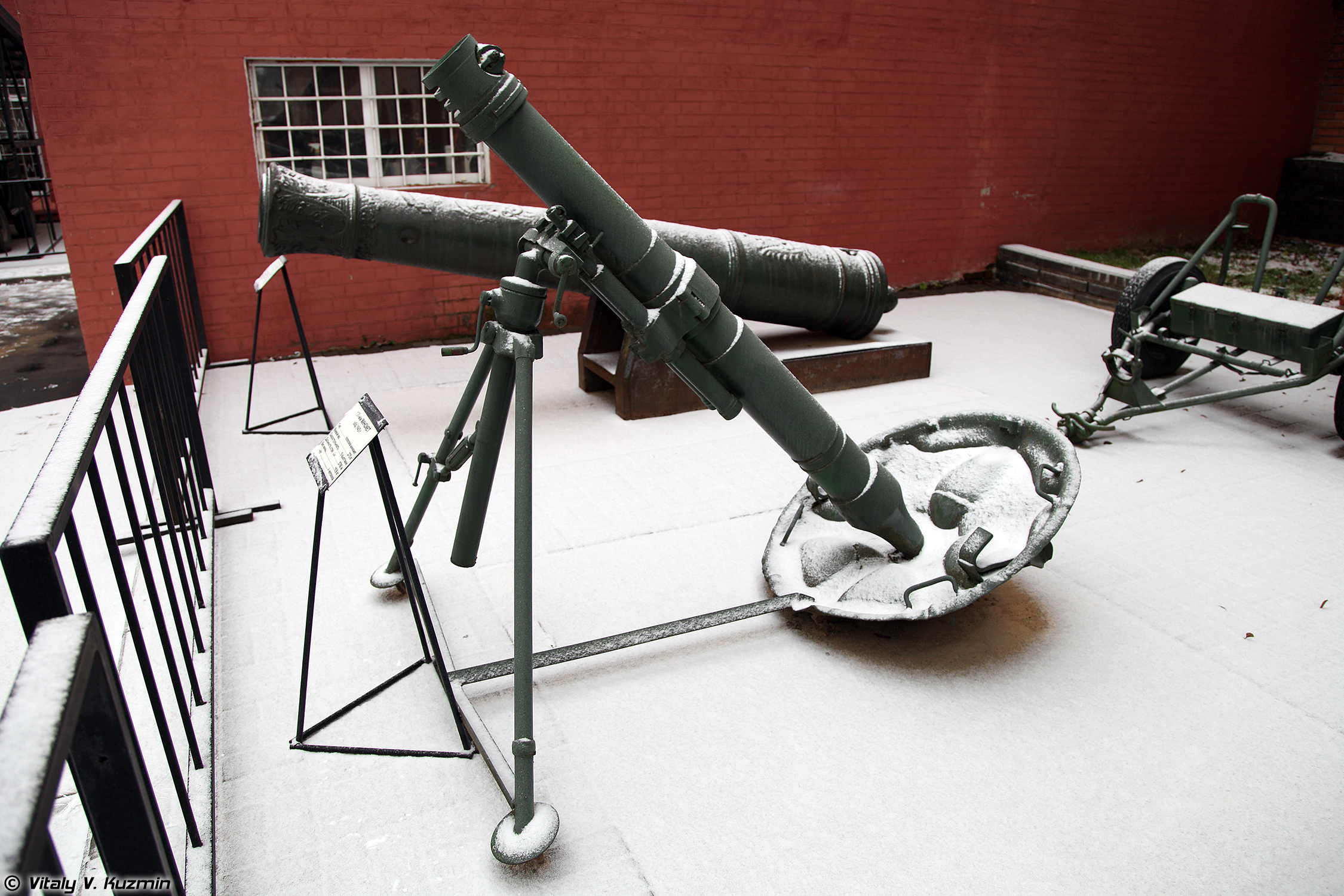

120-мм миномёты имели высокую скорострельность. Скорострельность достигала 15 выстрелов в минуту. Было подмечено, что иногда в суматохе расчёт заряжал ствол двумя минами, что зачастую приводило к уничтожению миномёта вместе с большей частью расчёта. Поэтому миномёты стали оснащать несложным предохранителем, указывающим о несрабатывании капсюля воспламенителя мины в казённике.

## Во взрывателях
Предохранители также используется во взрывателях ракет, боеголовок, бомб, торпед, предохраняя от случайного падения при погрузке, транспортировке, хранении или погрузочно-разгрузочных работах. Во взрывателях они дезактивируются под действием сил инерции, центробежных сил или давления пороховых газов.